# Danse dans la Rome antique
Vous lisez un « article de qualité » labellisé en 2025.

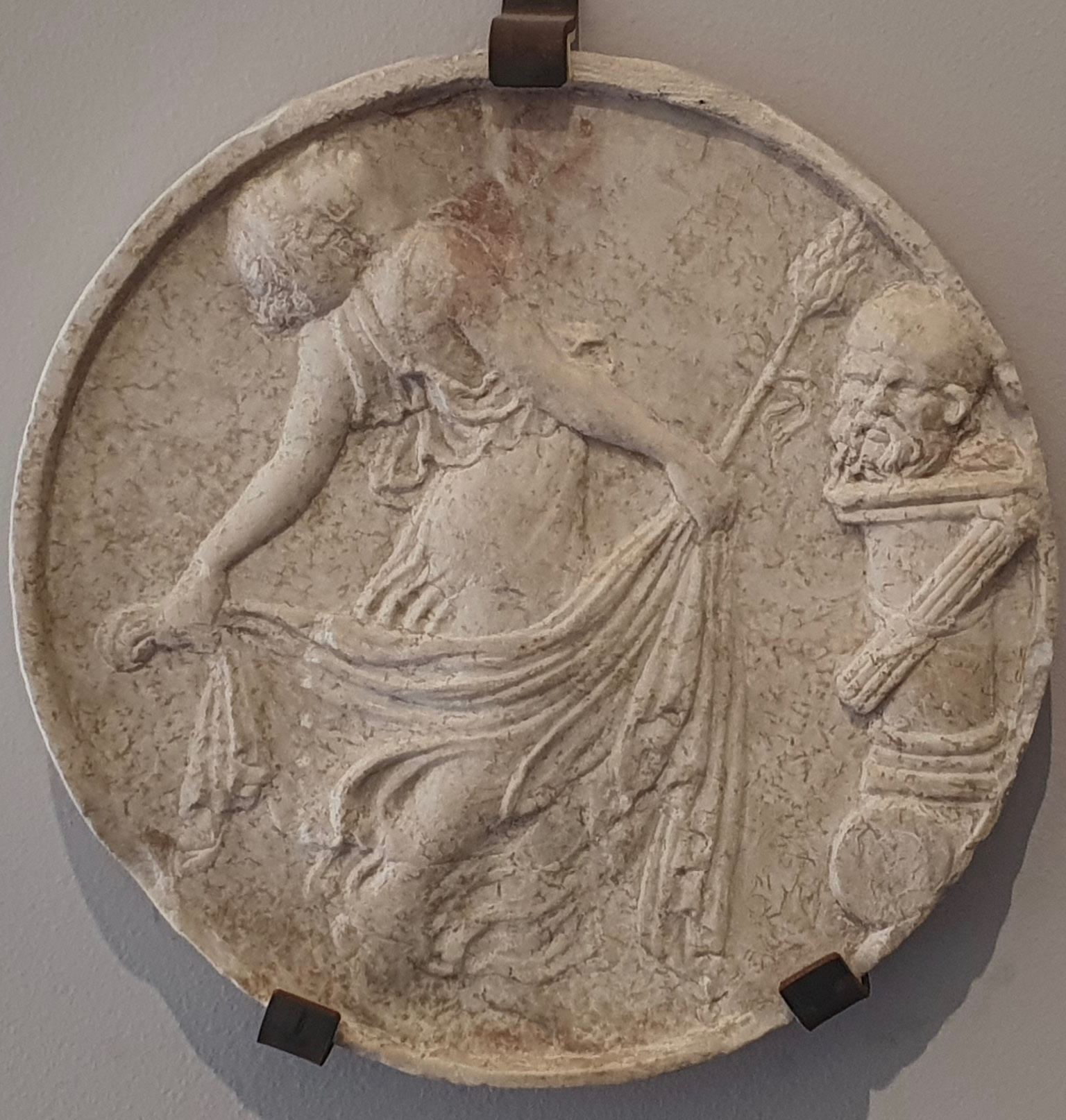
Ménade dansant face à un autel, Maison du mur noir, Pompéi, marbre, Ier siècle.

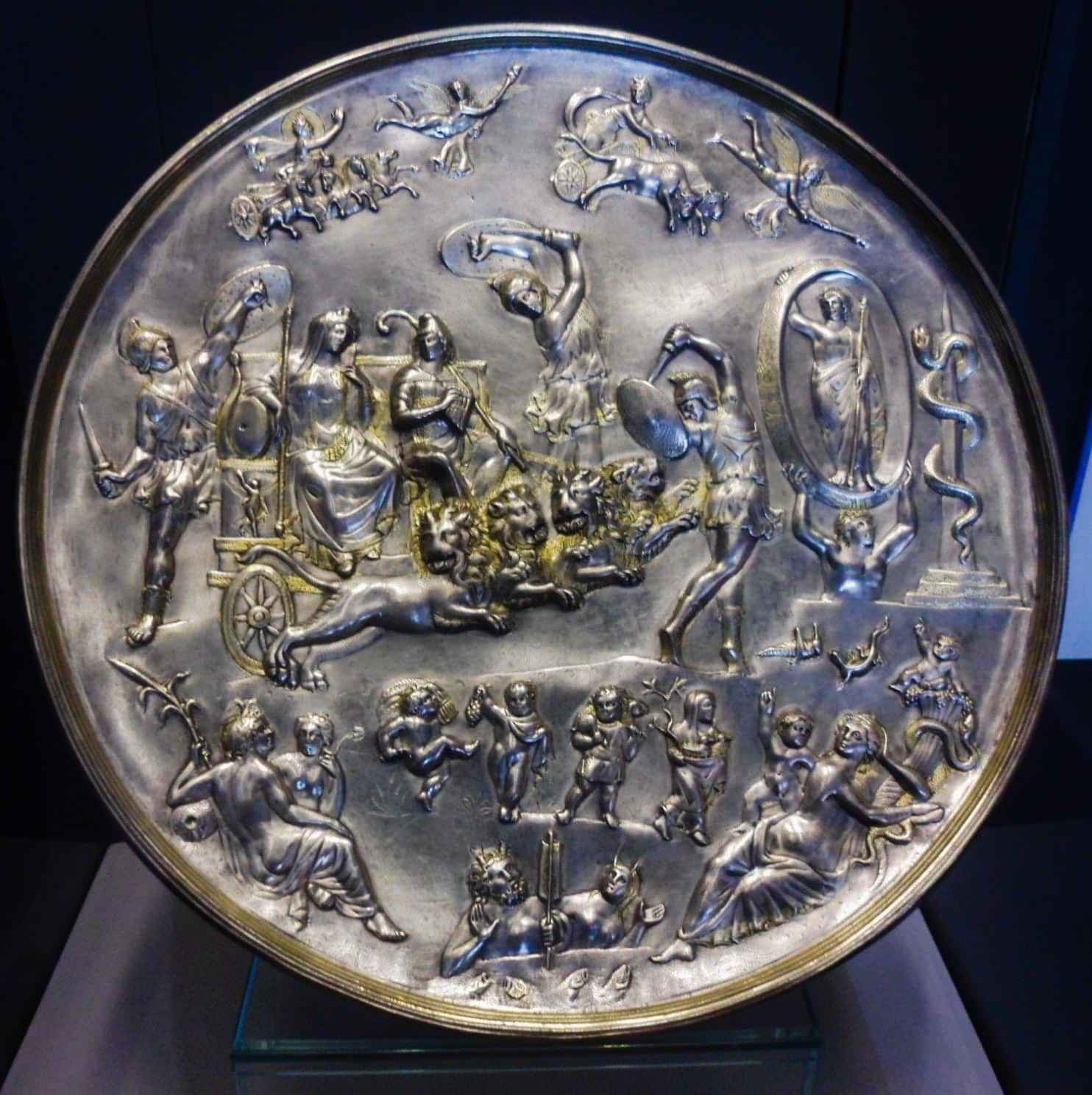
Plat de culte avec danseurs corybantes, argent, Italie, ca IVe siècle.

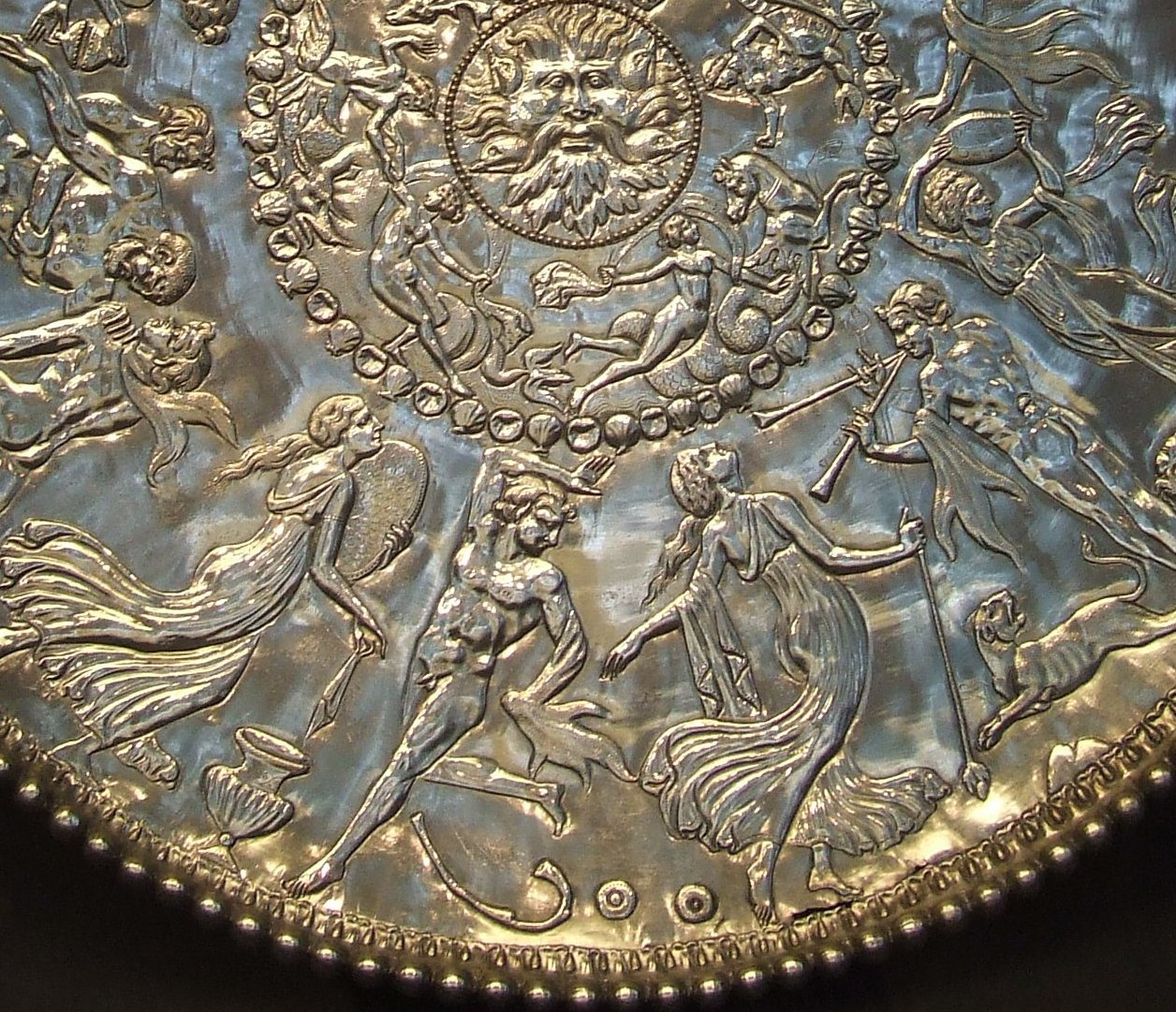
Détail d'une pièce de vaisselle dont la large zone extérieure représente la thiase par des hommes et femmes dansants, Trésor de Mildenhall, argent, 605 mm de diamètre, IVe siècle.

La danse dans la Rome antique est attestée dès avant la République et jusqu'à la fin de l'Empire. Outre leurs interventions régulières dans les cérémonies religieuses, danseurs et danseuses ont occupé l'espace festif, privé et public, développant le mime et créant un nouveau genre théâtral, la pantomime : spectacle dansé avec musiciens et chœurs, souvent basé sur la mythologie, rassemblant des centaines de spectateurs passionnés — avec les conséquences sociales qui peuvent en découler (vedettariat, naissance de coteries, bagarres de supporters, émeutes, sanctions rigoureuses).
Sa description et son historique dépendent de textes d'auteurs latins et grecs, dont la traduction a été rendue problématique, au-delà du manque de vocabulaire technique, par l'interaction des champs lexicaux de la danse et du théâtre, et, parfois, en raison de l'interprétation subjective des traducteurs.
Cette période de l'histoire de la danse reste fort méconnue du grand public parce que son iconographie est rare et que cet art a souffert pendant des siècles — en Occident — d'une critique, voire d'un rejet, due à l'évolution de la morale et à la montée en puissance du christianisme.

## Le problème et l’influence des sources
« Selon une idée reçue, les Romains n’auraient manifesté qu’un faible intérêt pour la danse. Le prétendu penchant de cette dernière pour la grossièreté et l’indécence, consécutif à la perte du sens religieux des pratiques orchestiques, aurait été incompatible avec la gravité des mœurs romaines. Cette idée ne correspond à aucune réalité historique. Notre connaissance des pratiques orchestiques romaines est faussée par la rareté des sources philosophiques et techniques (qui s’oppose à l’abondance de la documentation sur la Grèce) et par l’absence d’objectivité d’un grand nombre de témoignages antiques. »

— Marie-Hélène Garelli, « Rome : entre passion et condamnation », dans Laura Cappelle (dir.), Nouvelle histoire de la danse en Occident. De la préhistoire à nos jours, Paris, Seuil, 2020, p. 37-47.
Étant donné qu’aucune notation de danse n’a survécu — pour autant qu'il en ait d'ailleurs existé à cette époque —, les images et les mots sont les seuls biais possibles pour se représenter les danses de l'époque romaine, mais ces médias sont extrêmement limités pour capturer une forme d’art multidimensionnelle qui se déplace dans l’espace et se déploie dans le temps.

### Sources iconographiques

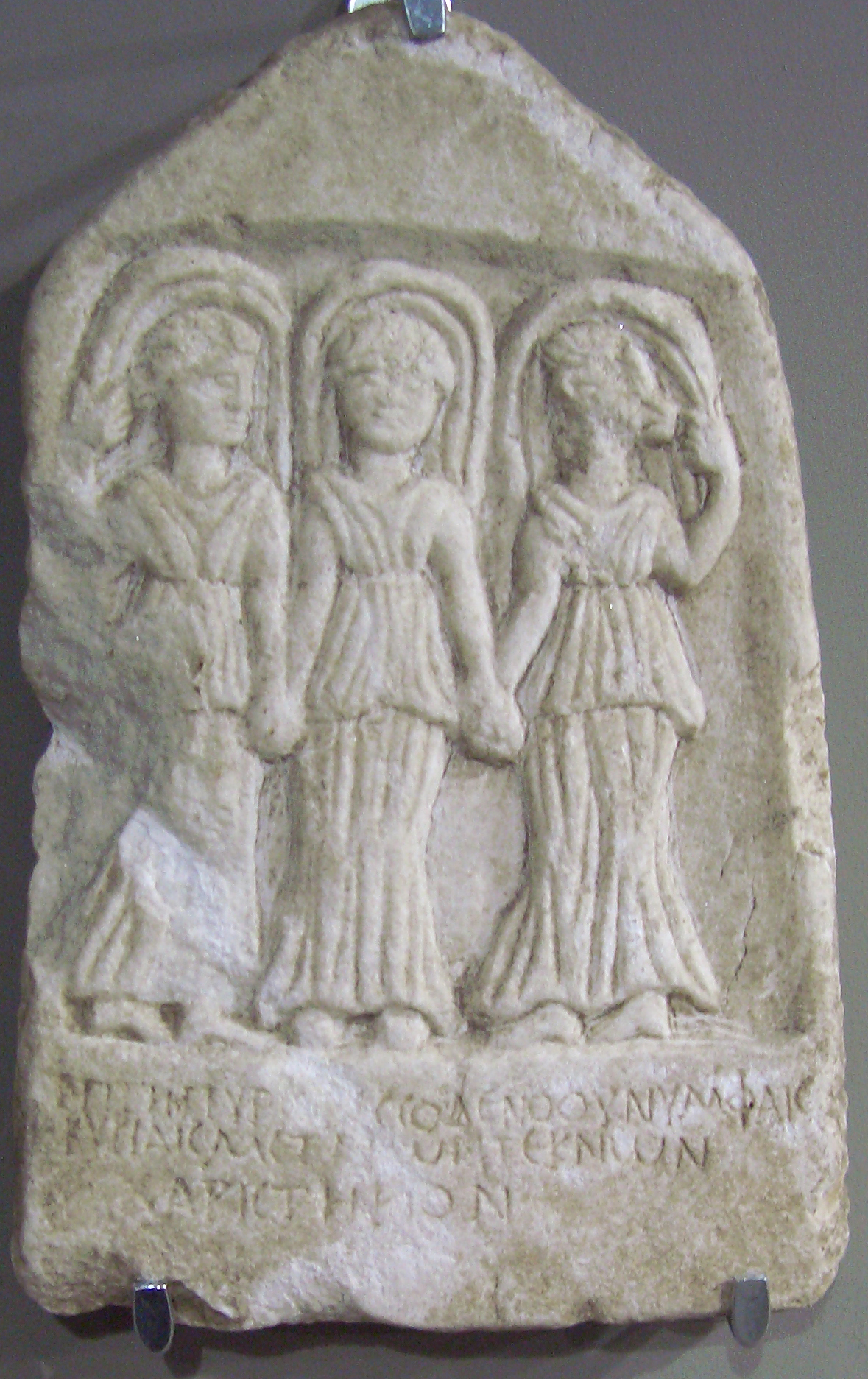
Danse en chaine de nymphes, Tablette votive, marbre, IIe siècle ou IIIe siècle.

Sur le plan de l'iconographie, les documents subsistants de cette époque sont assez rares et parfois difficiles à interpréter pour plusieurs raisons : 
D'une part, l'évanescence de l'art de la danse est difficile à capter et reproduire dans les arts visuels par les orfèvres, peintres, fresquistes, mosaïstes, céramistes ou sculpteurs (d'autant que les danseurs n'utilisent pas, généralement, des objets qui permettent de les inscrire dans un contexte et de les identifier rapidement, comme brassard, filet, trident pour les rétiaires, casque à visière ou à crête, jambière, manchon en cuir, bouclier, dague ou épée recourbée pour les divers gladiateurs). La présence d'instruments de musique peut aussi amener l'observateur à considérer que les personnages qui en jouent sont des musiciens alors qu'il peut s'agir de danseurs s'accompagnant eux-mêmes du tambourin ou des crotales par exemple.
La représentation du mouvement dansé ne se fait souvent que par le déploiement de la chevelure, le flottement ou la torsion des voiles ou des jupes et par la cambrure du corps qui n'interviennent pourtant que peu dans les lentes et calmes danses en chaine. Cependant l'image d'une élévation sur la demi-pointe du pied, de l'équilibre sur une seule jambe, du corps représenté dans un saut ou en envol sont d'autres moyens techniques utilisés dans les arts graphiques qui donnent des indications kinésiques aux analystes du mouvement,. Quant à la pantomime, qui a été dansée de la fin du Ier siècle av. J.-C. au Ve siècle et a soulevé l'enthousiasme des foules, aucune œuvre connue ne la représente ; les codes de la représentation qui ont permis de fixer l'image des danseurs étrusques, des ménades exaltées, des danses rituelles ou folkloriques n'ont pu servir pour évoquer une danse aux mouvements non récurrents, libre comme la parole qu'elle remplaçait d'ailleurs, unique moyen d'action d'un seul artiste exprimant, par son seul corps (le visage étant masqué) le vécu et les émotions de plusieurs personnages.

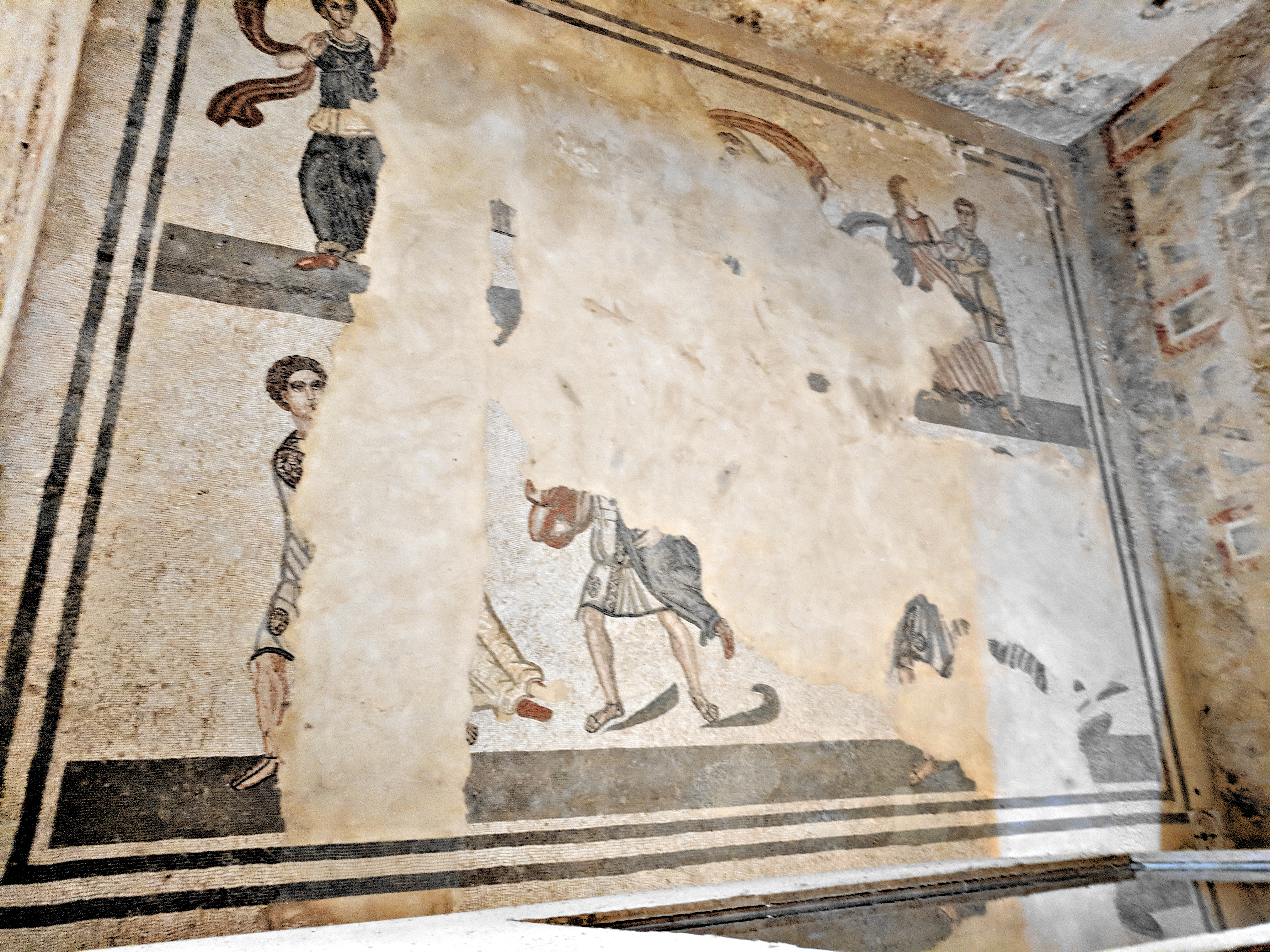
Sol de la salle de la danse de la villa romaine du Casale qui montrait plusieurs couples de danseurs.

D'autre part des dégradations, refontes ou disparitions d'œuvres se sont produites au fil du temps — la salle de la danse de la villa romaine du Casale (palais romain fortement endommagé sous les Vandales au Ve siècle, disparu sous un glissement de terrain au XIIe, redécouvert au XIXe, inscrit au patrimoine mondial) en est la preuve.

### Sources textuelles
Sur le plan de l'écrit, Athénée de Naucratis indique l'existence d'un traité sur la danse à Rome, Περί Ὀρχήσεως (De la danse) rédigé par le danseur Pylade à la fin du Ier siècle av. J.-C. ; l'encyclopédie médiévale Souda en fait mention, précisant que Pylade venait d'un bourg de Cilicie et que cet ouvrage, depuis disparu, traitait de la danse italienne que Pylade a inventée. Également perdu, Histrionia, écrit par Quintus Roscius Gallus, comparait l’art de l’orateur et celui de l’histrion, danseur-acteur comique. Selon une scholie, enfin, Catulle aurait écrit un traité sur les mimes.
Divers textes de l’Antiquité, transmis au fil des siècles et donnant des avis sur une activité prisée par les Romains, des classes populaires à la haute société, ont été rédigés par des auteurs qui jugeaient souvent la danse frivole, la méprisant, voire la condamnant. Aux Ier et IIe siècles, Cicéron la cite dans ses discours ; Sénèque en traite dans sa lettre 47 à Lucilius, Suétone dans sa Vie des douze Césars à propos de Caligula, Tacite dans ses Annales, Quintilien dans son Institution oratoire. Aux IIIe et IVe siècles, des chrétiens, membres influents dans l’Empire romain, s'élèvent contre les arts de la scène : notamment Tertullien dans son écrit Contre les spectacles, Cyprien de Carthage dans sa lettre du même nom et dans celle à Eucratius, Jean Chrysostome dans ses textes Contre les jeux et théâtres et Sur la vaine gloire et l’éducation des enfants ou Augustin d'Hippone dans ses Confessions III, IV, VI, X et son Discours sur le Psaume 128. Leurs prises de position vont non seulement déterminer l'opinion négative de la société romaine antique à propos de la danse — même pour l’excellent historien et musicologue Curt Sachs — mais aussi un jugement tout aussi négatif sur la danse en Occident jusqu'au XXe siècle inclus,.
Deux auteurs, cependant, prennent sa défense et laissent des informations précieuses : Lucien de Samosate qui, au Ier siècle, rédige une œuvre majeure pour la connaissance de la danse dans l'Antiquité grecque et romaine : Περὶ ὀρχήσεως (De la danse) et Libanios, au IVe siècle, avec son texte En réponse à Aristide pour la défense des danseurs.

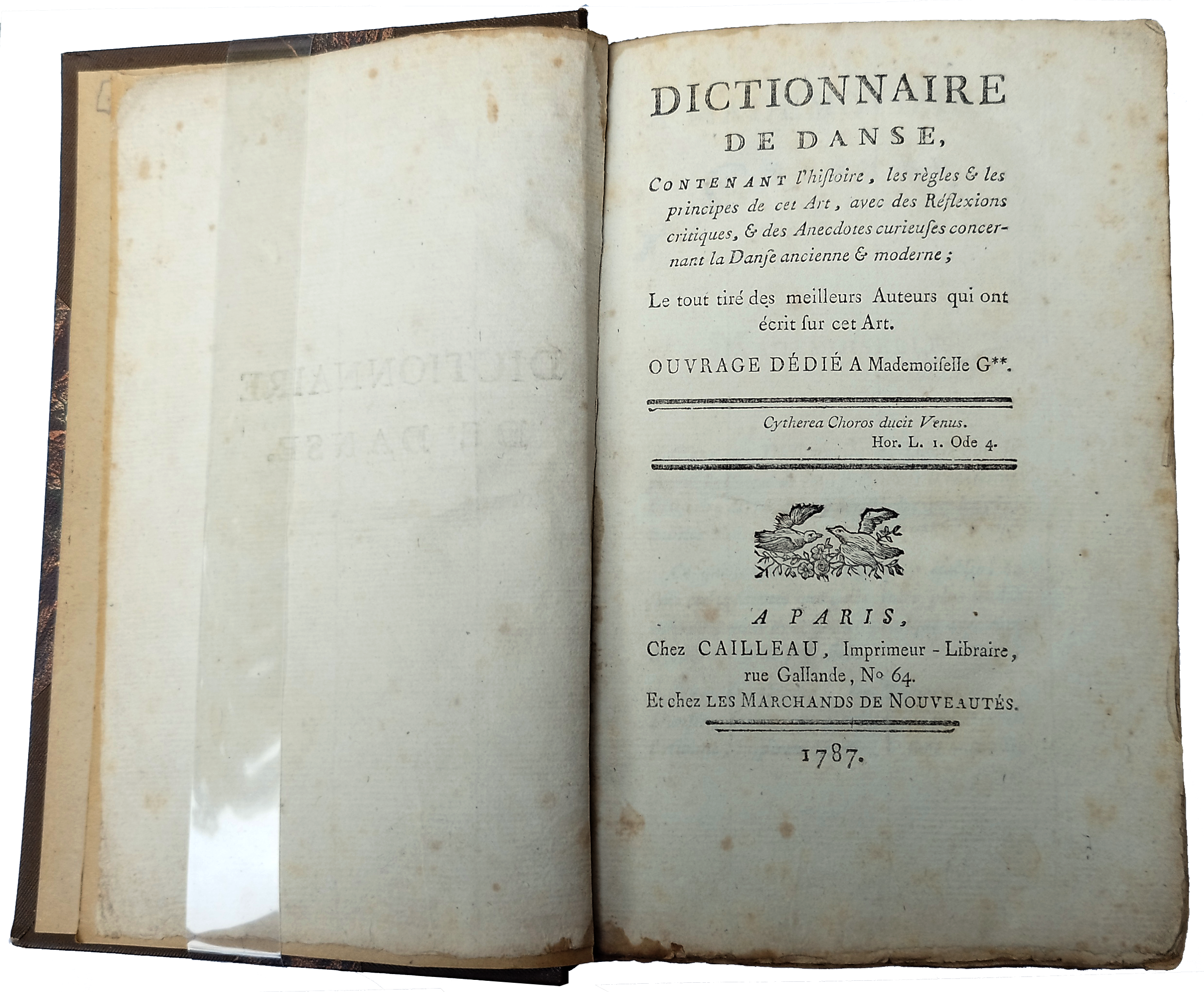
Dictionnaire de danse de Compan, dédié à Mlle G** c'est-à-dire Marie-Madeleine Guimard.

À partir du XVIIIe siècle, des auteurs fournissent des informations sur l'art de la danse dans la Rome antique, en traitant factuellement de certaines danses — mais sans atteindre le score étonnant de Johannes van Meurs qui avait donné en 1618 la définition de plus de 190 danses de la Grèce antique —, ce sont notamment Claude-François Ménestrier en 1682, Jacques Bonnet en 1723, Louis de Cahusac en 1754, Jean-Jacques Rousseau en 1767, Charles Compan en 1787 et Gustave Desrat en 1895.
Comme pour les danses anciennes d'autres contrées, les informations sur la danse dans la Rome antique relèvent des historiens, archéologues, papyrologues, épigraphistes, numismates, linguistes, philosophes, lexicographes et antiquaires, c'est-à-dire, très généralement, par des personnes qui, n'ayant pas pratiqué personnellement la danse, ont étudié ou interprété certains termes ou faits, donnant des informations parfois sans contexte ou description, trop ponctuelles pour contribuer à une réflexion sur la danse ou suivant leur propre logique, dictée par les conventions propres à leurs formes d’expression. À la fin du XXe siècle et au XXIe siècle apparaissent des travaux réalisés par des danseurs, amateurs ou professionnels, qui ont accès aux études universitaires (jadis inaccessibles pour eux) ; ils portent ainsi un regard différent et privilégié dans le cadre de la recherche en danse, parfois basé sur l'expérimentation corporelle.

### Du vocabulaire et des traductions

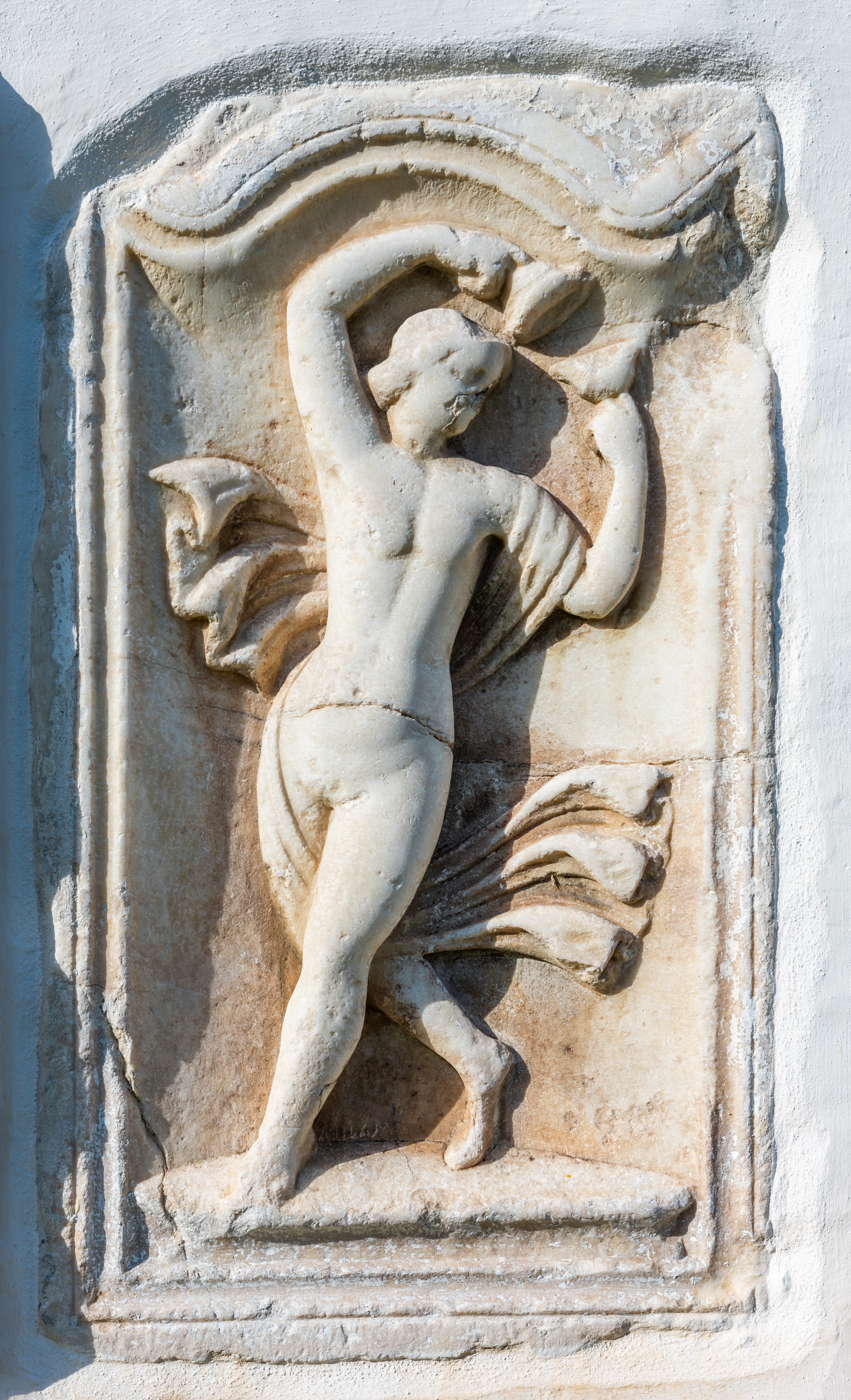
Mulier bracchiis sublatis movebatur Bas-relief d'une pierre tombale romaine représentant une femme dansant et jouant des cymbales, IIe siècle.

La complexité de traiter de la danse est d'autant plus grande que chant, musique, danse, mime, pantomime et théâtre sont intimement liés dans l’Antiquité grecque et romaine et que leurs champs lexicaux se recoupent. Le vocabulaire technique qui donnerait l'analyse descriptive des pas (mouvements et figures de base) est manquant et les écrivains de l'Antiquité, eux-mêmes se sont livrés à des jeux étymologique et sémantique, interprétant les termes en fonction de leurs convictions.
Pour exprimer le mouvement, sont utilisés les termes suivants, ,  :
 Verbes
- exsulto : sauter, bondir. Exsultare in numerum : sauter en cadence, danser.
- gesticulor : gesticuler, représenter par gestes, jouer la pantomime d’où viennent gesticularius (mime, acteur de pantomime), gesticularia (actrice de pantomime), gesticulator (mime, acteur de pantomime) et gesticulatio, qui concerne plus particulièrement le travail des mains et des bras particulièrement important dans la pantomime ;
- ludo : jouer, se livrer à un exercice, jouer un rôle, paraitre en scène. Ce verbe est fréquemment employé, comme en grec, pour « danser ». « Ludere, c'est relâcher le contrôle de soi-même, se laisser aller au caprice d'un rythme intérieur qui est inspiré. Accius l'utilise pour décrire la danse bachique, Varron pour celle des saliens. »[26]. D'où viennent ludius (histrion, pantomime, danseur, ludion), ludi (jeux publics, spectacles, représentations théâtrales, édifice théâtral), lusor (joueur, pantomime, acteur), lusorium (amphithéâtre privé) ;
- moveo : mouvoir, remuer, mettre en action, est aussi utilisé, et parfois complété par un complément direct indiquant les parties du corps que le danseur meut. En dérive motus, qui indique le mouvement en général mais aussi celui du corps, l’exercice physique (gymnastique), la danse, le geste ;
- pulso : pousser, secouer, frapper à coups répétés, utilisé pour traduire par périphrases des mouvements de pieds ;
- salto : danser, sauter en gesticulant comme un mime, d’où représenter une pantomime, mimer. Ce verbe a donné les substantifs saltatio (saut, danse, danse religieuse, pantomime), saltatiuncula (petite danse), saltator (danseur, mime ou pantomime), saltatrix (danseuse, ou celle qui danse en sautillant)[N 7] ;
- tripudio : qui s’applique surtout au départ à la danse en armes va donner tripudium et signifier finalement et simplement « danser ». Cette acception durera sous la forme française « tripudier » jusqu'au XVIe siècle[27]. De la même racine, viennent les termes du vieux français « tréperie » (danse) et « tréper » (frapper du pied en signe de joie ou d'impatience, sauter, danser – qui a donné trépigner)[28]. Tripudium et saltatio seront encore utilisés dans le rare vocabulaire médiéval de la danse[29].

Substantifs
- mimus désigne à la fois, à Rome, un genre de spectacle et un mime c'est-à-dire un danseur-acteur (homme ou femme) qui joue des pièces – écrites en vers par un mimographe – érotiques ou satiriques, dites également mimes ; sa renommée est fonction de la qualité de ses imitations ;
- motus, signifiant mouvement, est aussi employé pour danse ;
- pantomimus (mot venu de Grèce où la pantomime est une danse) ne désigne pas, à Rome, un genre de spectacle mais bien un acteur-danseur qui danse et joue une fabula saltata (pièce dansée), accompagné de musiciens et d'un chœur qui chante un texte[30].

Charles Hacks donne une liste de mots latins utilisés dans la danse à l'époque romaine, dans cet ordre : flexus (courbé, ployé, fléchi, penché, incliné qui s'emploient pour n'importe quelle partie du corps), precursus (course en avant), saltus (saut, bond),conquiniscentia (avoir la tête baissée ou la baisser), divaricatio (écartement des jambes), claudicatio (boiterie), ingeniculatio (agenouillement), manuum connixio (jonction des mains), agitatio (agitation, mouvement), commutatio (changement), complosio (entrechoquer deux éléments ensemble, par ex. deux pieds, deux mains), elactio, jactatio (agitation, jactation), pedum permutatio (changement de pied), alternatio (alterner), supplosio (frapper le sol).
Le contexte, l'ajout de compléments grammaticaux ou de périphrases devaient rendre ces termes parfaitement compréhensibles à l'époque, mais l'absence d'un glossaire spécifique rend les traductions difficiles. La qualité des traductions dépend donc de la connaissance du sujet, de l'interprétation et de la sensibilité des traducteurs qui ne possèdent que rarement les connaissances techniques du mouvement ; le choix des mots du traducteur peut mettre en évidence ou passer sous silence certains sens, exprimant ainsi sa propre conception du sujet, parfois éloignée de celle de l'auteur initial. La simple ignorance de la discipline peut même faire appliquer un terme de danse à un tout autre domaine — sylvestre, par exemple, dans le cas de la fabula saltica.

## Danser pour honorer les Dieux

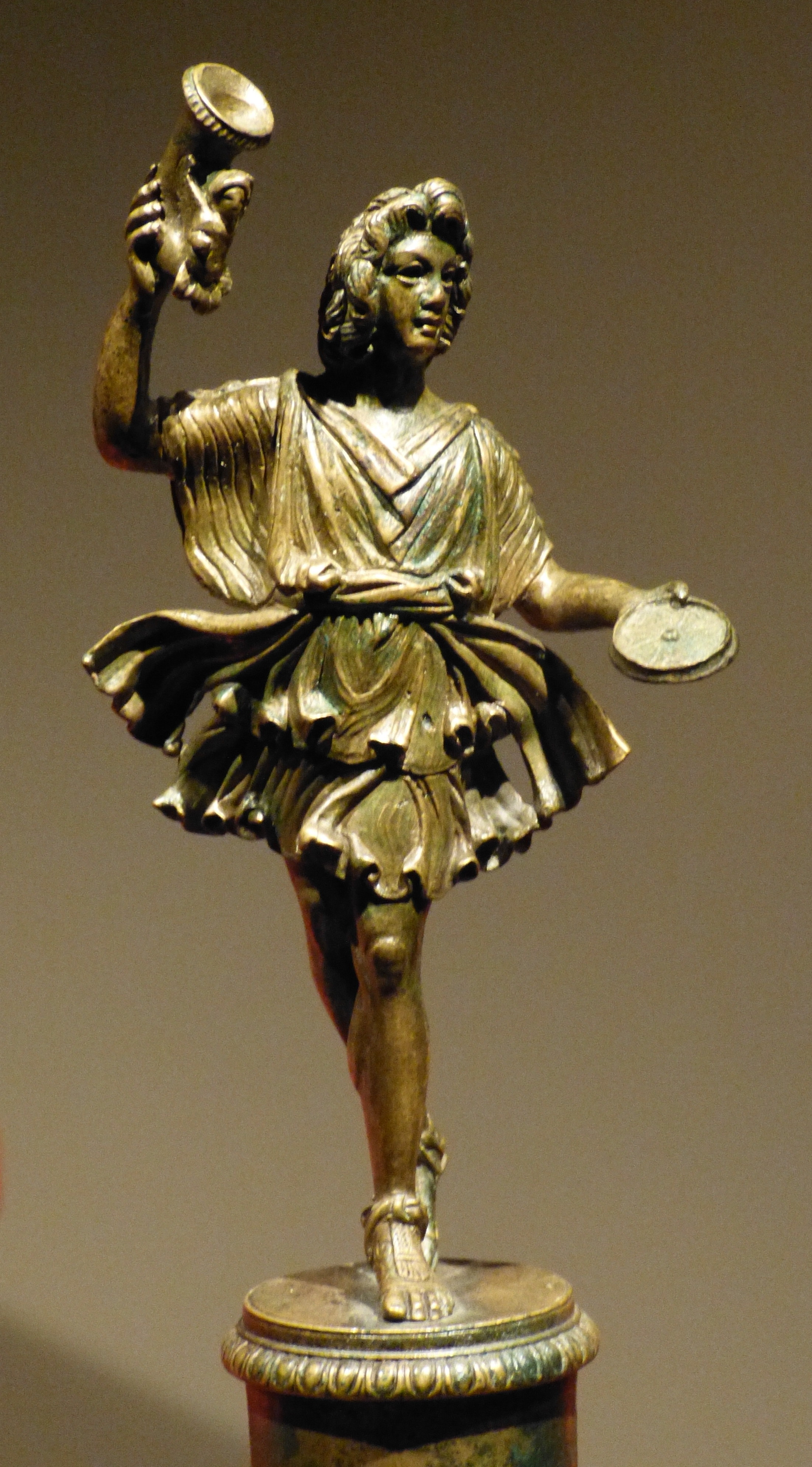
Lare dansant, tenant de la main droite un rhyton et de la gauche une patère, bronze, Ier siècle.

La danse romaine est présente dans l'espace privé (notamment lors des mariages et funérailles) comme public (lors de fêtes qui se déroulent en ville et dans les campagnes), et les Romains y participent tant comme spectateurs que, parfois, comme danseurs.
Se référant à Servius qu'il cite, Fritz Graf souligne l'importance de la danse dans la religion des Romains, car elle y implique la totalité du corps, et sa place centrale dans leur culture, qui se reflète dans leur imaginaire poétique.
Comme dans d'autres régions du monde, la danse est d'abord dans la Rome naissante un symbole de l’identité tribale, chorégraphiée dans un rituel religieux souvent lié à un rite de fertilité encore plus ancien. Elle prend ensuite la forme de manifestations plus spécialisées, où prêtres ou danseurs deviennent les représentants du peuple communiquant directement avec les dieux. Se transmettant entre individus et générations, elle permet aussi de préserver les légendes et les récits du passé.

### Divinités mineures
Parmi les dieux romains, les Lares, protecteurs des humains libres comme esclaves, sont toujours représentés dansant, en peinture ou mosaïque dans le décor des villas, en statuettes ornant les autels qu'on leur consacre à la maison et aux carrefours dans les campagnes. Ils sont fêtés au mois de janvier lors des Compitalia où se produisent des lutteurs et dont la représentation, qui rappelle celles des Lares, laisse à penser que ces hommes exécutaient une danse rituelle avant de commencer le combat.
Des divinités secondaires (souvent reprises aux mythologies étrusque et grecque) sont représentées dansant, tant à l'époque romaine que dans les siècles ultérieurs : les satyres et faunes, les trois grâces, les nymphes, les heures/saisons ; il en va de même pour certains servants de culte, comme les bacchantes.

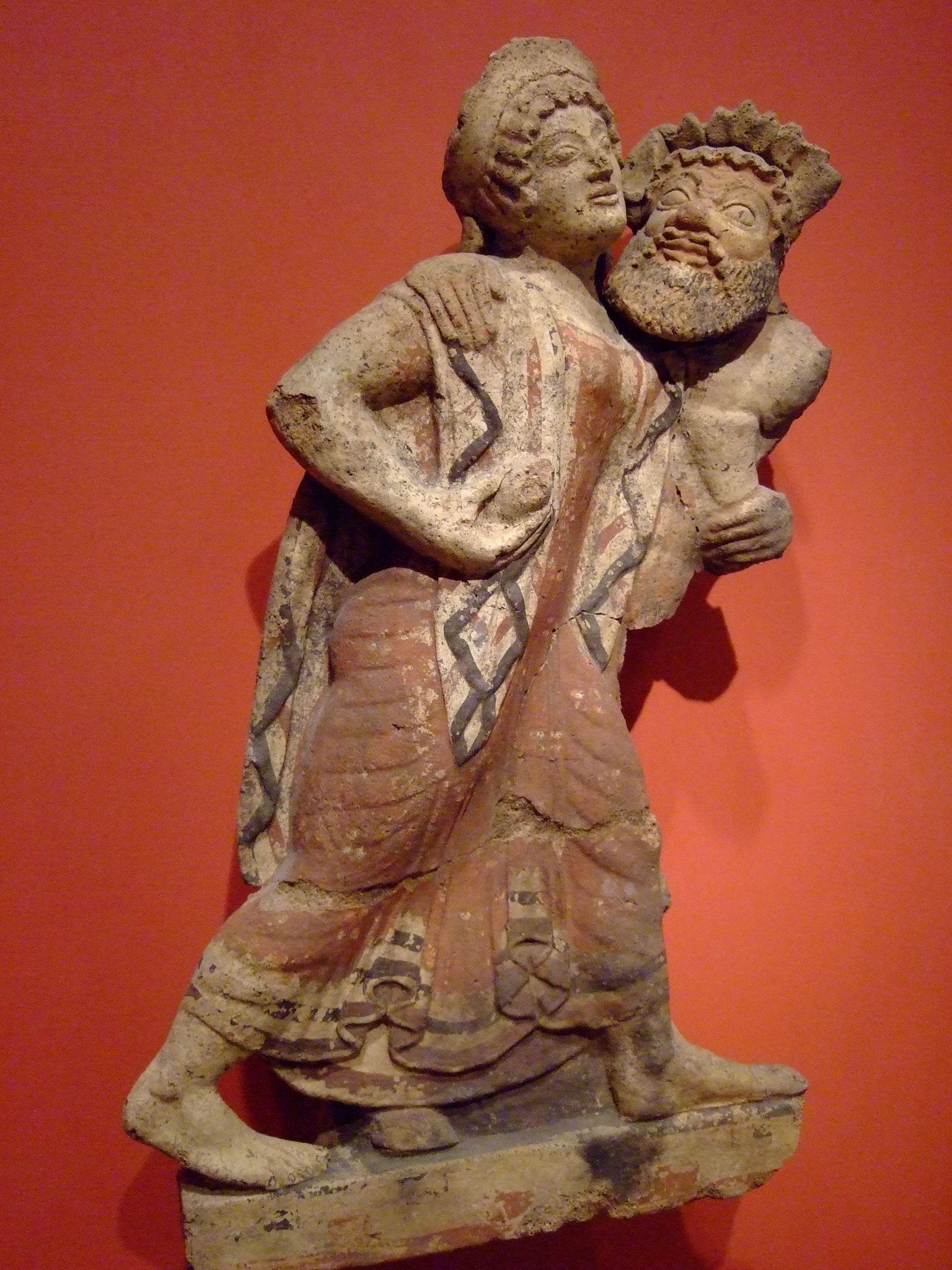
Couple de Ménade ou bacchante et satyre dansants, terre cuite étrusque, Ve siècle av. J.-C..
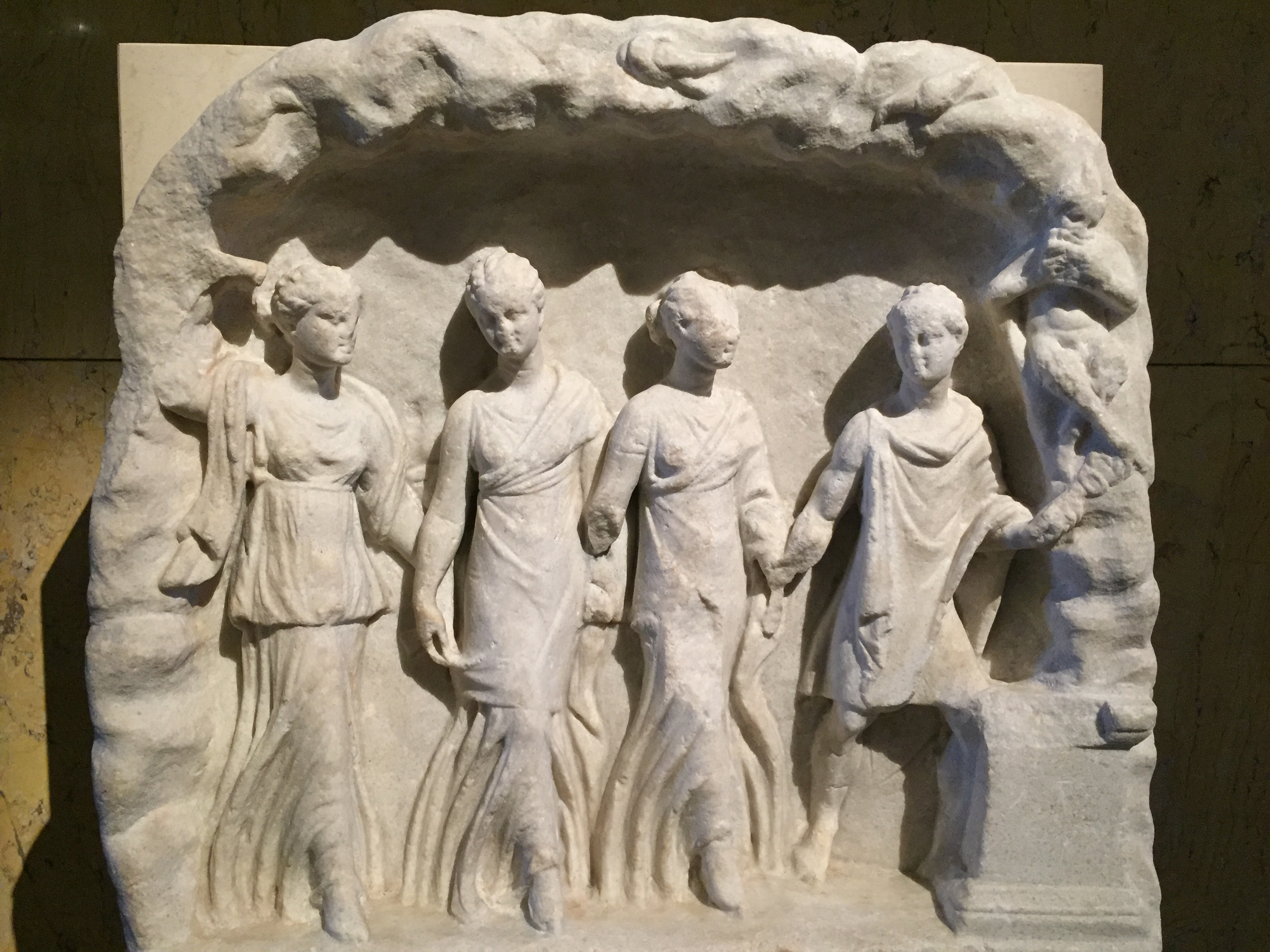
Danse en chaine de trois nymphes et Pan, bas-relief, IIIe siècle av. J.-C..
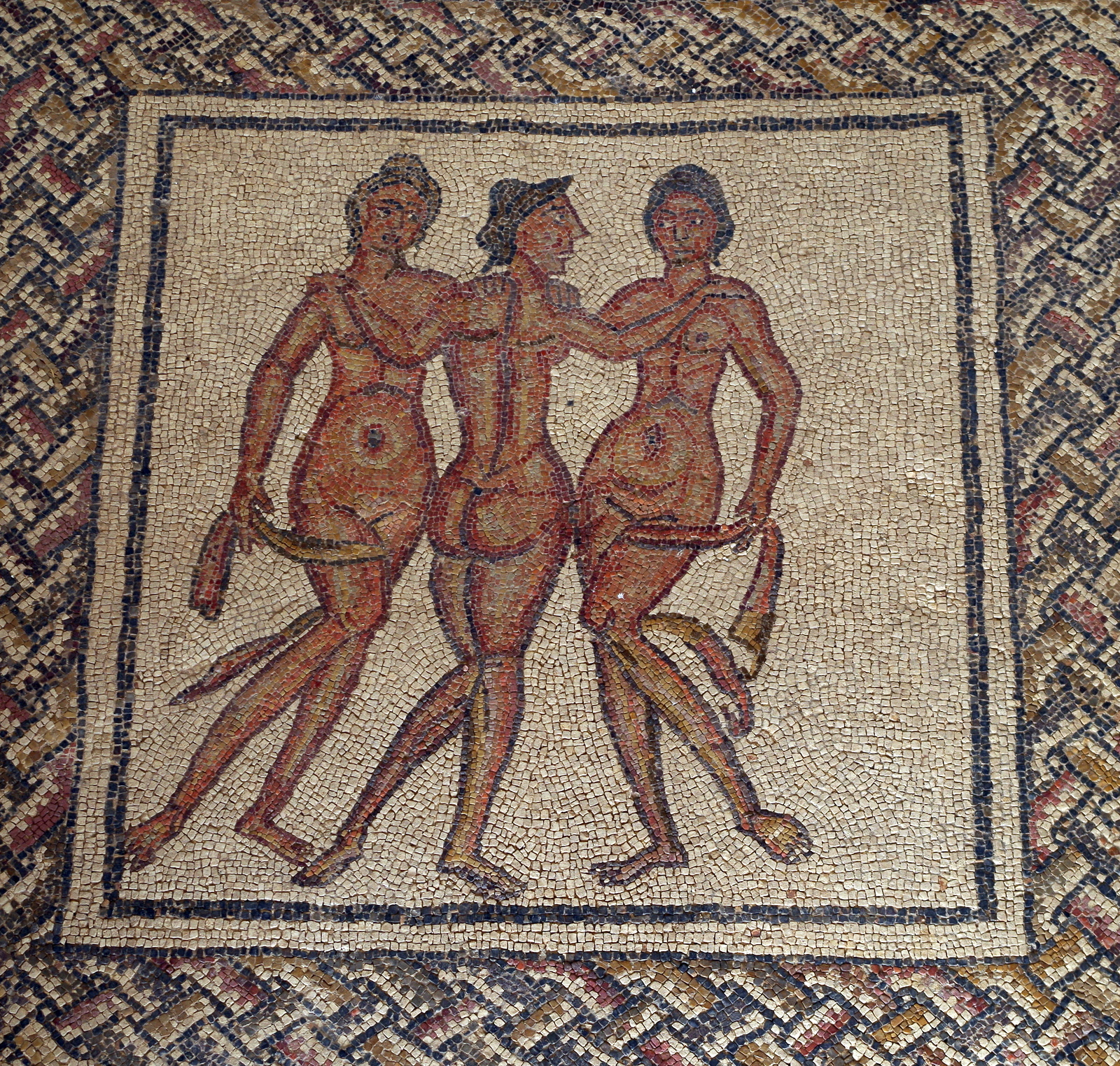
Pose traditionnelle des Trois Grâces dansant, Villa de Fuente Álamo, mosaïque, entre les IVe et Ve siècle.
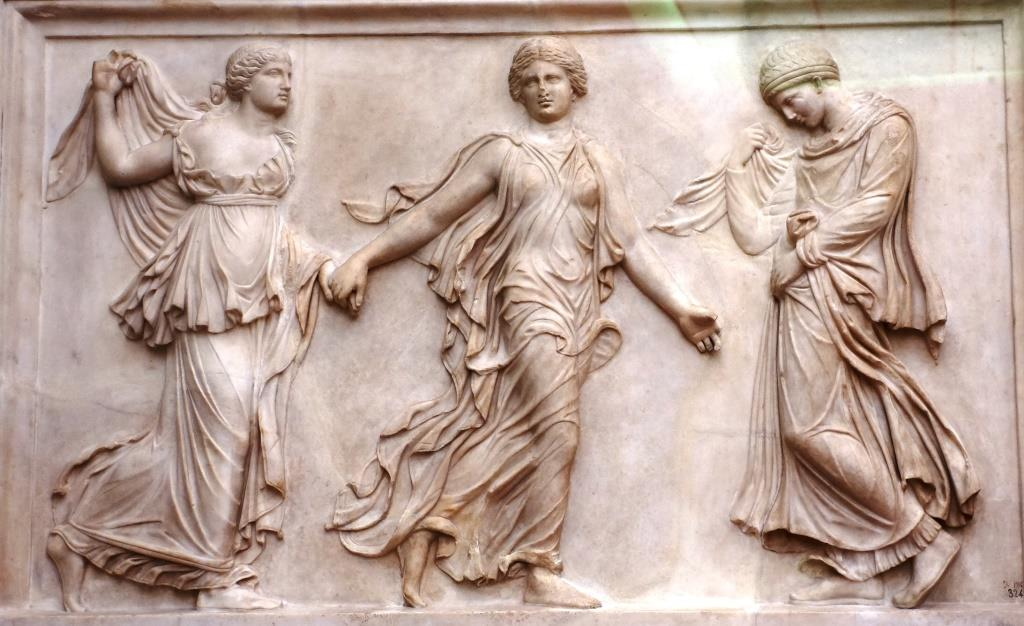
Danse des heures, bas-relief en marbre, époque d'Hadrien, IIe siècle.
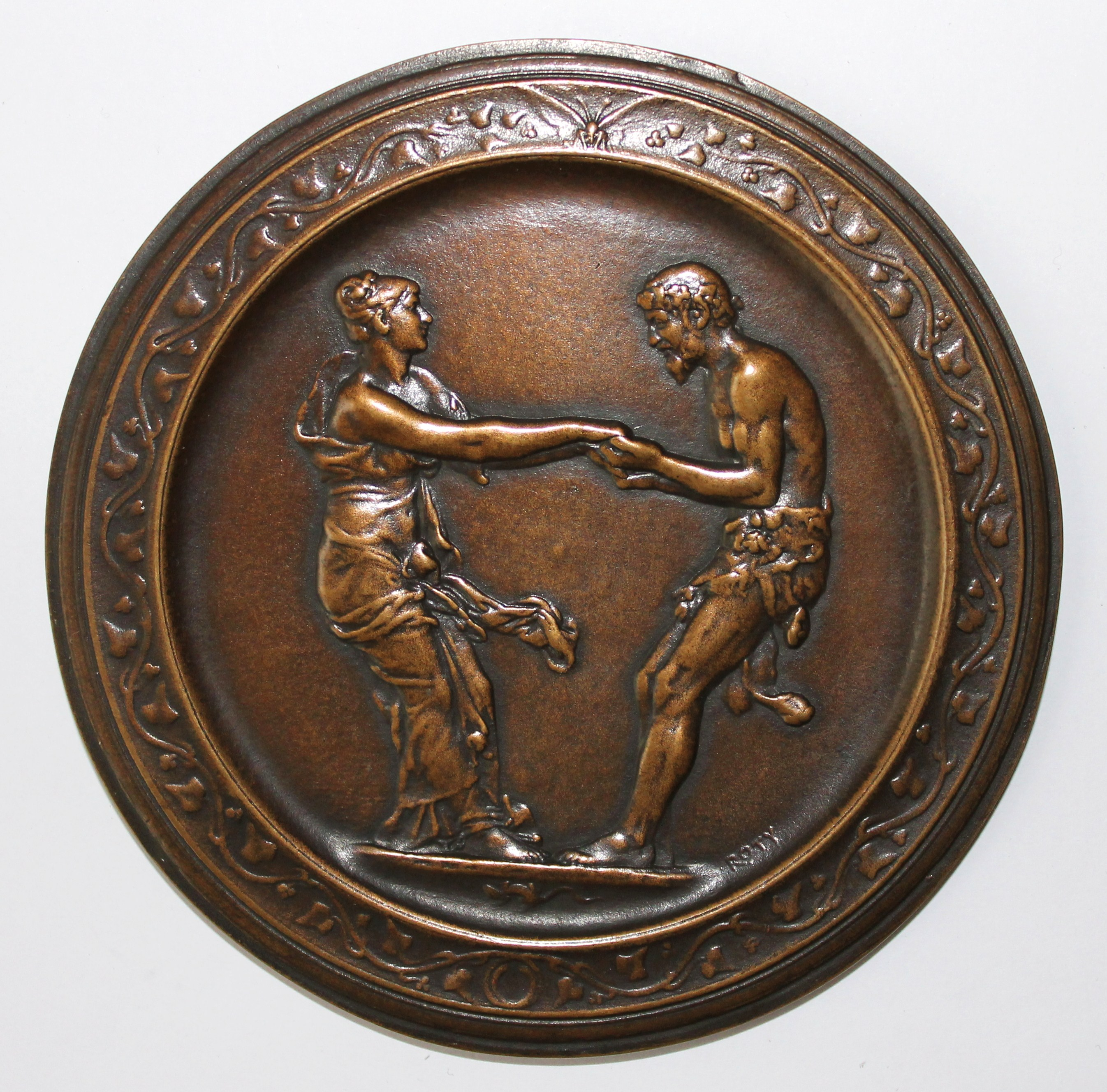
Faune et nymphe dansants, médaille de Oscar Roty, 1880.

La danse est réputée intervenir dans le culte d'autres divinités plus importantes, culte qui se maintiendra durant des siècles.

### Flora

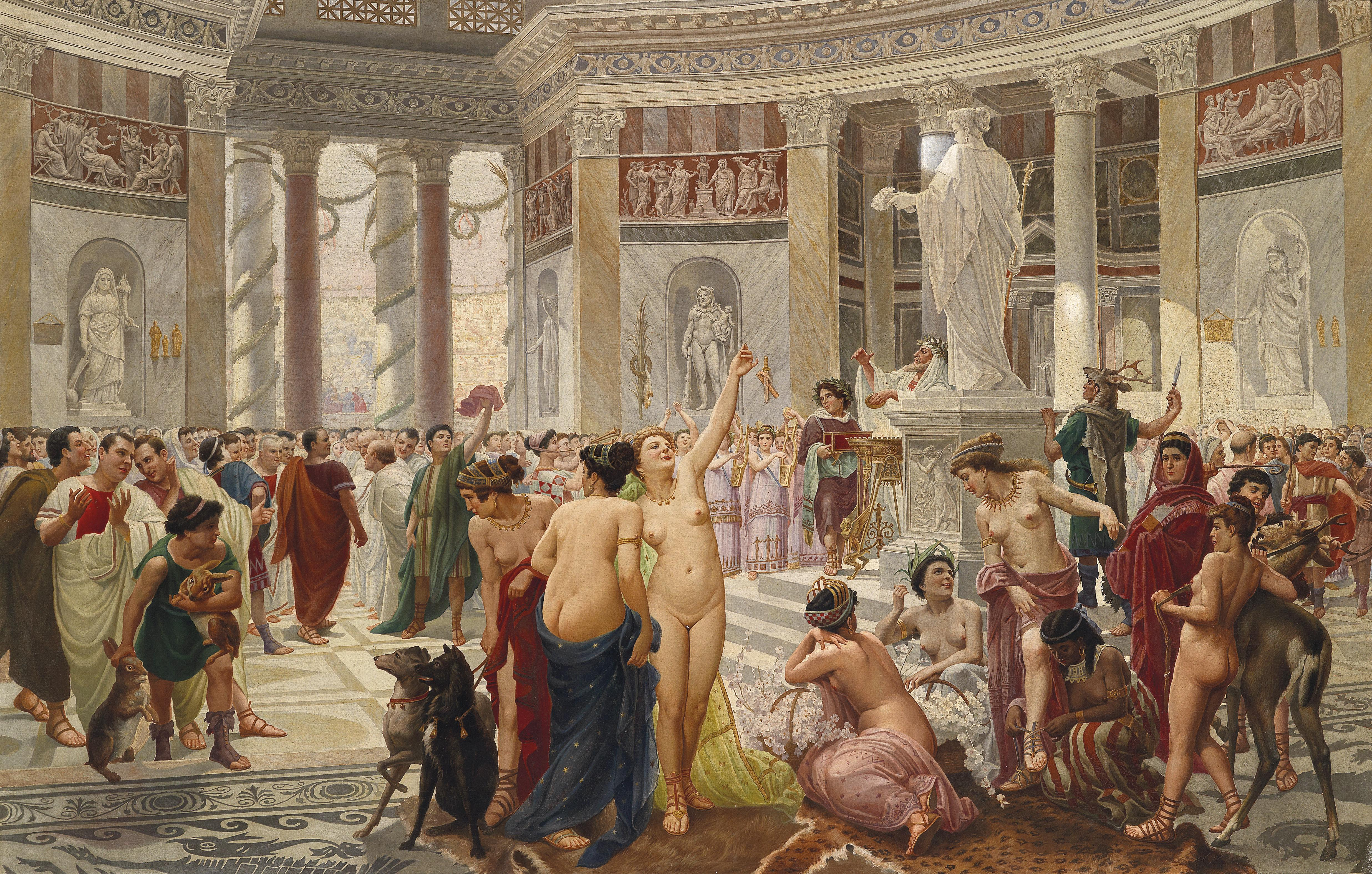
Les Floralies selon Prospero Piatti, peinture, 1899.

Flora, la déesse protectrice de la fleuraison printanière légendairement introduite à Rome par Titus Tatius au VIIIe siècle av. J.-C., voit son culte fort négligé jusqu'à ce que les hauts magistrats Caius Popillius Laenas et Aulus Postumius Albinus Luscus ne décident, en 173 avant J.-C., de la fêter annuellement. La fête joyeuse de cinq jours, qui célèbre le renouveau saisonnier et va s'appeler Ludi florales (les Floralies), connait un relâchement des mœurs sans que le culte de Flore ne remette en cause l’ordre social. Des femmes dansent nues dans ces jeux et, selon Ovide, des prostituées s'y livrent à des effeuillages publicitaires. « Valère Maxime explique comment Caton d'Utique, homme réputé pour sa grande vertu, fut prié gentiment de quitter le théâtre pendant les Floralies pour que le peuple puisse se réjouir sans culpabilité du spectacle de la nudité des prostituées ». Comme les courtisanes citées dans les archives historiques sont parfois indiscernables des actrices et autres artistes, les écrivains ultérieurs, notamment chrétiens comme Tertullien, n'ont vu dans ces floralies qu’une offense à la pudeur tandis que les artistes y trouvaient l'occasion de mettre en évidence la beauté du corps féminin.

### Junon Regina
Pour Junon Regina, la reine des dieux, la danse intervient en 207 av. J.-C. dans une très importante manifestation religieuse. Selon Tite-Live, au moins vingt-cinq prodiges ont été signalés dans le Latium entre 210 et 208 av. J.-C. ; ils ont donné lieu à l'organisation de sacrifices, de prières, de jeux (les Ludi apollinares). En 207, précisément, se produisent deux nouveaux phénomènes : une pluie de pierre et un cas d'androgynie, qui amènent les autorités à organiser, comme les haruspices étrusques le préconisent, une procuratio qui débouche sur une supplicatio, l'ensemble de prières publiques et solennelles à exécuter pour apaiser les dieux et rétablir la paix avec eux. Mais la foudre s'abat sur le temple de Junon alors que des jeunes filles répètent la cérémonie prévue dans le temple de Jupiter Stator. Il est alors décidé de mettre en œuvre une supplicatio plus importante avec, notamment, l'exécution d'un hymne officiel commandé à Livius Andronicus et une procession de vingt-sept jeunes filles suivies des décemvirs.

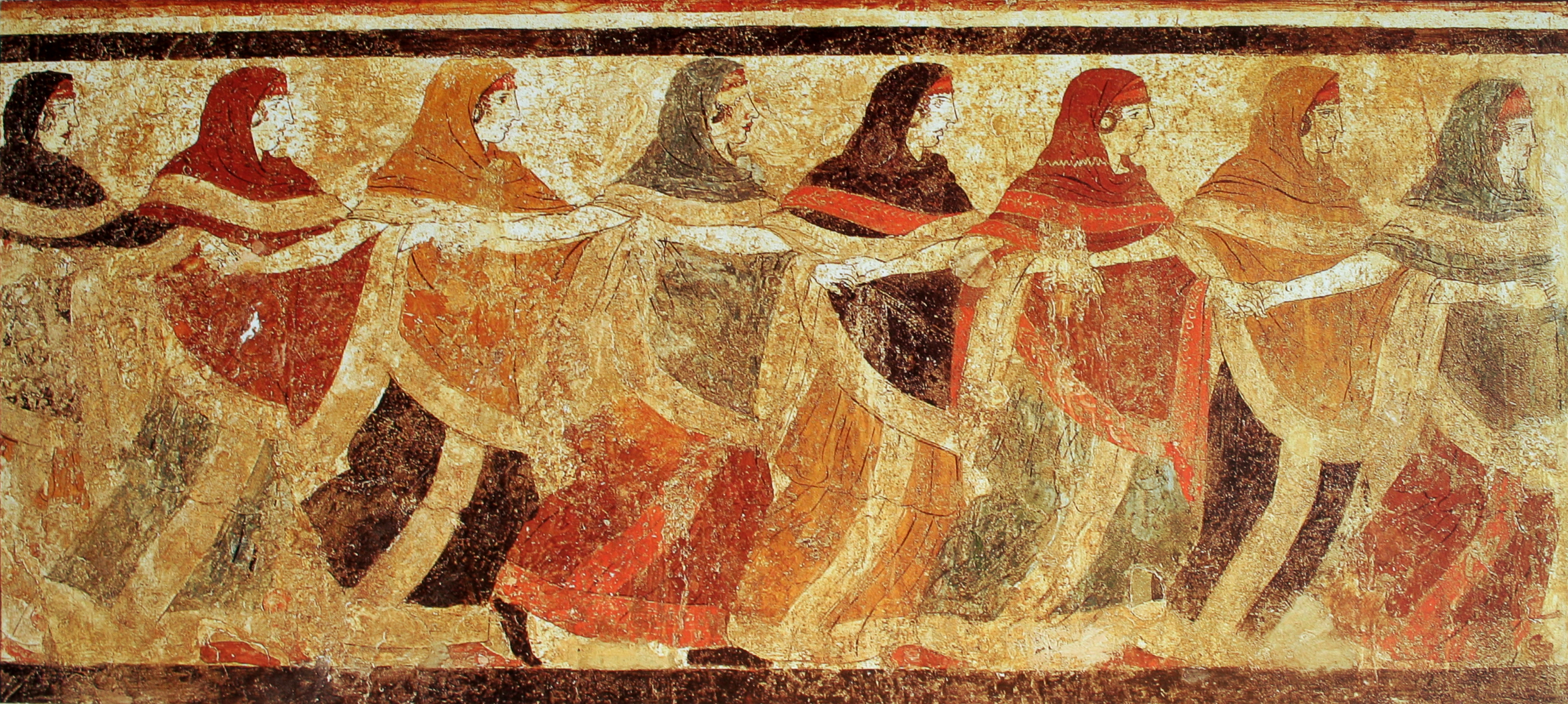
Chaine de danseuses entrelacées. Fresque de Ruvo di Puglia, 410-350 av. J.-C.

Tous s'arrêtent au Forum où les adolescentes, vêtues de longues robes, exécutent une chorégraphie chantée, adaptant le chant au rythme des pas et formant une sorte de corde par l'intermédiaire des mains (per manus reste data).
Il s'agit donc d'une danse en chaine où les danseuses s'entrelacent les unes avec les autres — comme les torons d'une corde —, chaque femme donnant la main à la troisième qui la suit en passant devant le corps de la deuxième, qui fait elle-même la même chose avec la quatrième en passant devant le corps de la troisième, etc..
Charles Guittard rapproche ces jeunes danseuses des vingt-sept représentées, formant une même « corde », sur une fresque de Ruvo ; il rappelle les vertus magico-religieuses du nombre neuf et de ses multiples chez les Romains, et note aussi que carmen et procession des 27 vierges ont été renouvelés pour d'autres cas d'androgynie : dans les années 133, 119, 117, 104, 99, 97 et 22.

### Bacchus

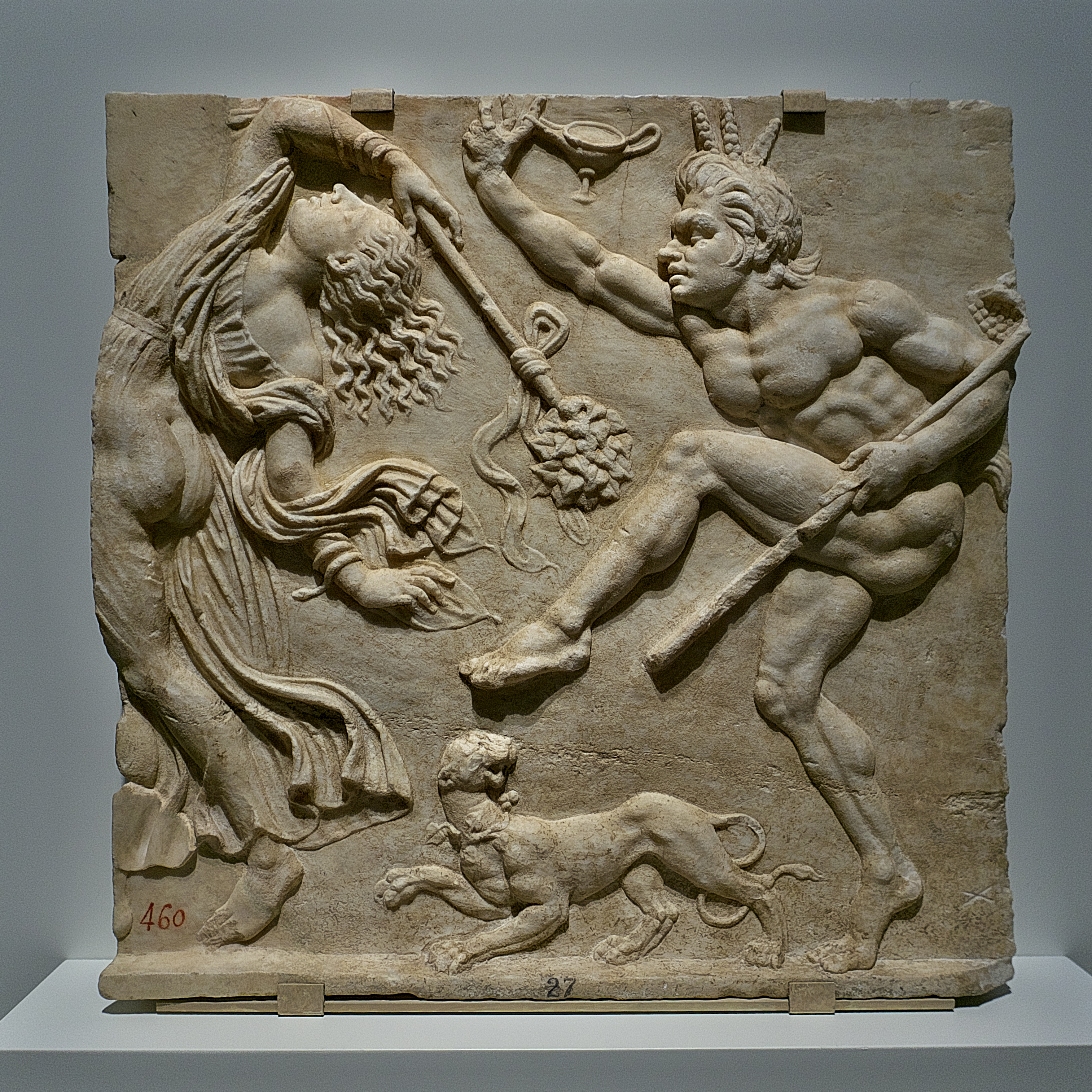
Satyre et bacchante dansant en frénésie, bas-relief en marbre, ca 50 av. J.-C.

La danse est omniprésente dans le culte de Bacchus. Ce dieu étant considéré comme non-grec de 1956 à 2011 par certains auteurs, les danses extatiques de ses servants et suivantes étaient jugées également non-grecques ; les chercheurs en sont revenus à considérer que le culte dansé de ce dieu imitait simplement le comportement des ménades / bacchantes de la mythologie. À défaut d'autres traces qu'iconographiques concernant la danse elle-même dans ce culte, l'étude des colonnes, des fresques et des bas-reliefs donne la représentation de bonds, de sursauts et d'élans, de frappes des pieds, de fortes courbures en avant ou en arrière du buste, de tournoiements, de renversements de la tête avec chevelure échevelée et de chutes au sol qui traduisent ensauvagement temporaire, enthousiasme, frénésie, violence, extase, créant une catharsis et visant à purifier et libérer l'âme.

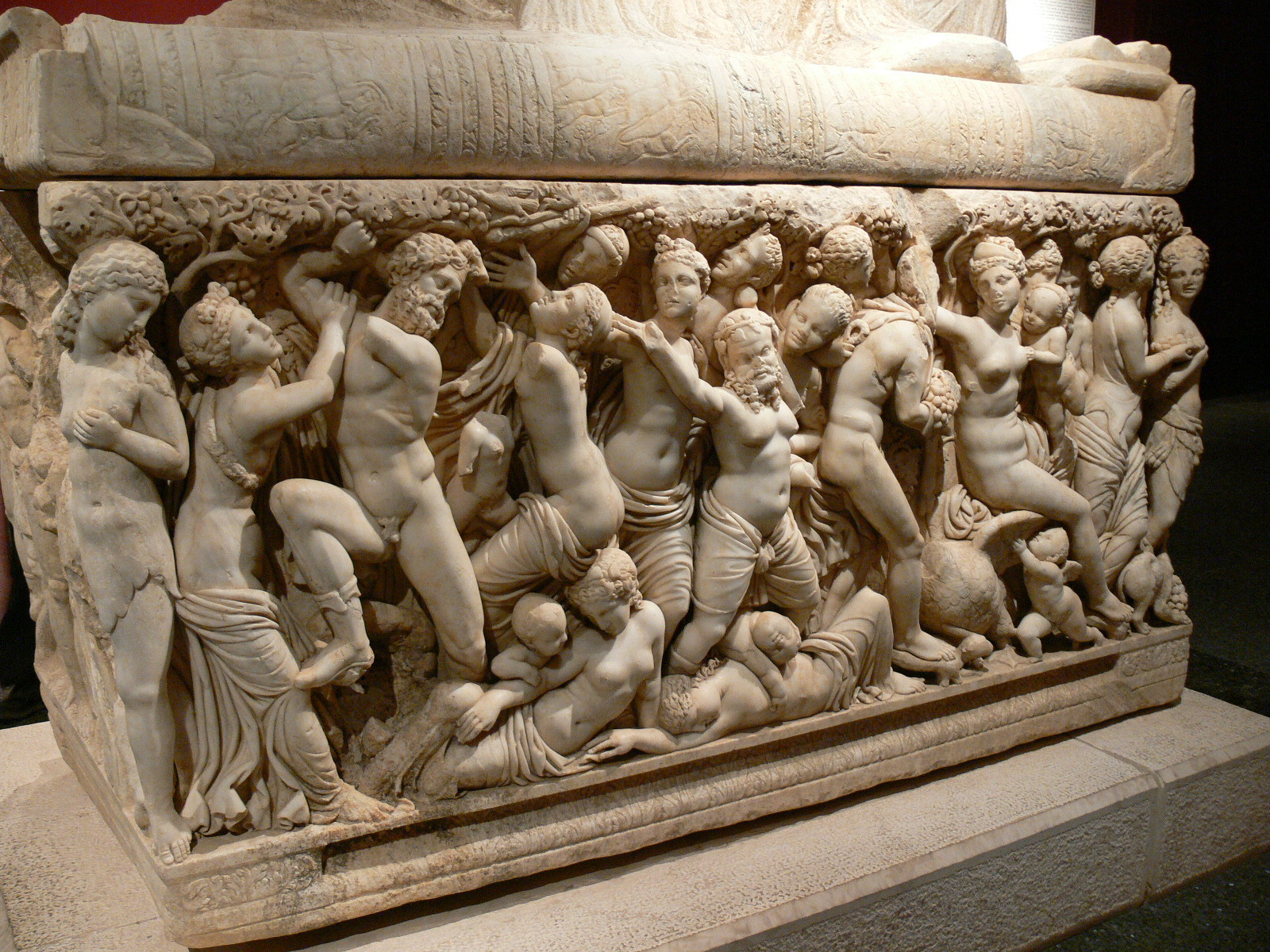
Bas-relief. Scène de bacchanale décorant un sarcophage romain, IIe siècle.

L'interpretatio romana c'est-à-dire la propension des Romains à assimiler les divinités d'autres peuples – Bacchus étant l'équivalent de Dionysos, par exemple – permet d'appliquer les mêmes réflexions sur les mouvements de danse des bacchantes romaines que pour ceux des ménades grecques. Mais, à Rome, le culte de Bacchus est une superstitio ; il ne relève pas du culte public mais bien du privé dans le cadre d'une secte dionysiaque, et il débouche en 186 av. J.-C. sur un scandale qui révèle de façon effrayante le danger des cultes orgiastiques : celui des Bacchanales, en raison de viols et de meurtres rituels,. L'affaire se termine par des arrestations et des exécutions sans, pour autant, que la célébration du culte ne soit supprimée. Les bacchanales ont inspiré de nombreux artistes dans les siècles ultérieurs.

### Bona Dea

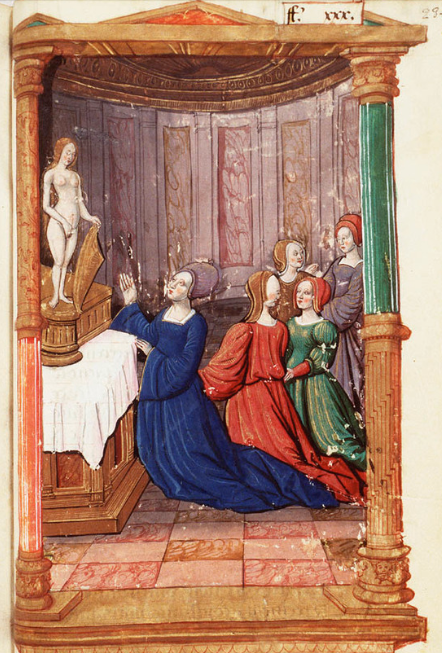
Miniature médiévale évoquant le scandale, XVe siècle.

La danse intervient aussi dans la célébration de Bona Dea, cette « bonne déesse » tellement mystérieuse qu'elle n'a pas vraiment de nom. Pour attirer ses faveurs sur le peuple, ce sont exclusivement des femmes qui lui rendent hommage, au temple consacré en une soirée de mai, et dans la maison d'un haut magistrat, en présence de vestales, en décembre. Les matrones organisent la cérémonie pendant laquelle elles sacrifient elles-mêmes une truie (le sacrifice animal relevant normalement des hommes), consomment du vin — qu'on appelle « lait » conservé dans un « pot de miel », l'usage du vin étant interdit aux femmes parce qu'il provoque la perte des inhibitions et pourrait être abortif — et dansent.
Les hommes sont donc totalement exclus de la cérémonie mais il est arrivé que l'un deux s'y introduise déguisé, comme Publius Clodius Pulcher dans la maison des époux Pompeia Sulla et Jules César, ce qui fit scandale et a servi de thème iconographique du Moyen Âge au XVIIIe siècle inclus. Cette exclusion pourrait être à l'origine des médisances que certains colporteront — comme Juvénal pour qui boire à ces fêtes constituait les premières manifestations de débauches, de toutes sortes de débordements, et qui traduit sans doute « la crainte masculine de la liberté sexuelle des matrones qui met en danger leur descendance en leur autorisant momentanément les privilèges des prostituées : le vin, la musique et la danse sans la surveillance des hommes ».

### Les danses en armes

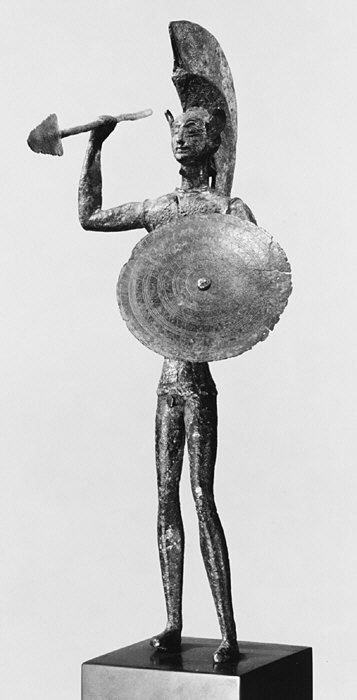
Guerrier, bronze,.

Les danses en armes de cette époque constituent un héritage néolithique et sont normalement liées à la religion. Paul Bourcier considère qu'elles furent empruntées par les Romains aux tribus ou peuples sur le territoire desquels il s'étaient implantés à haute époque. Les historiens de la danse retiennent particulièrement :

#### Labellicrépa

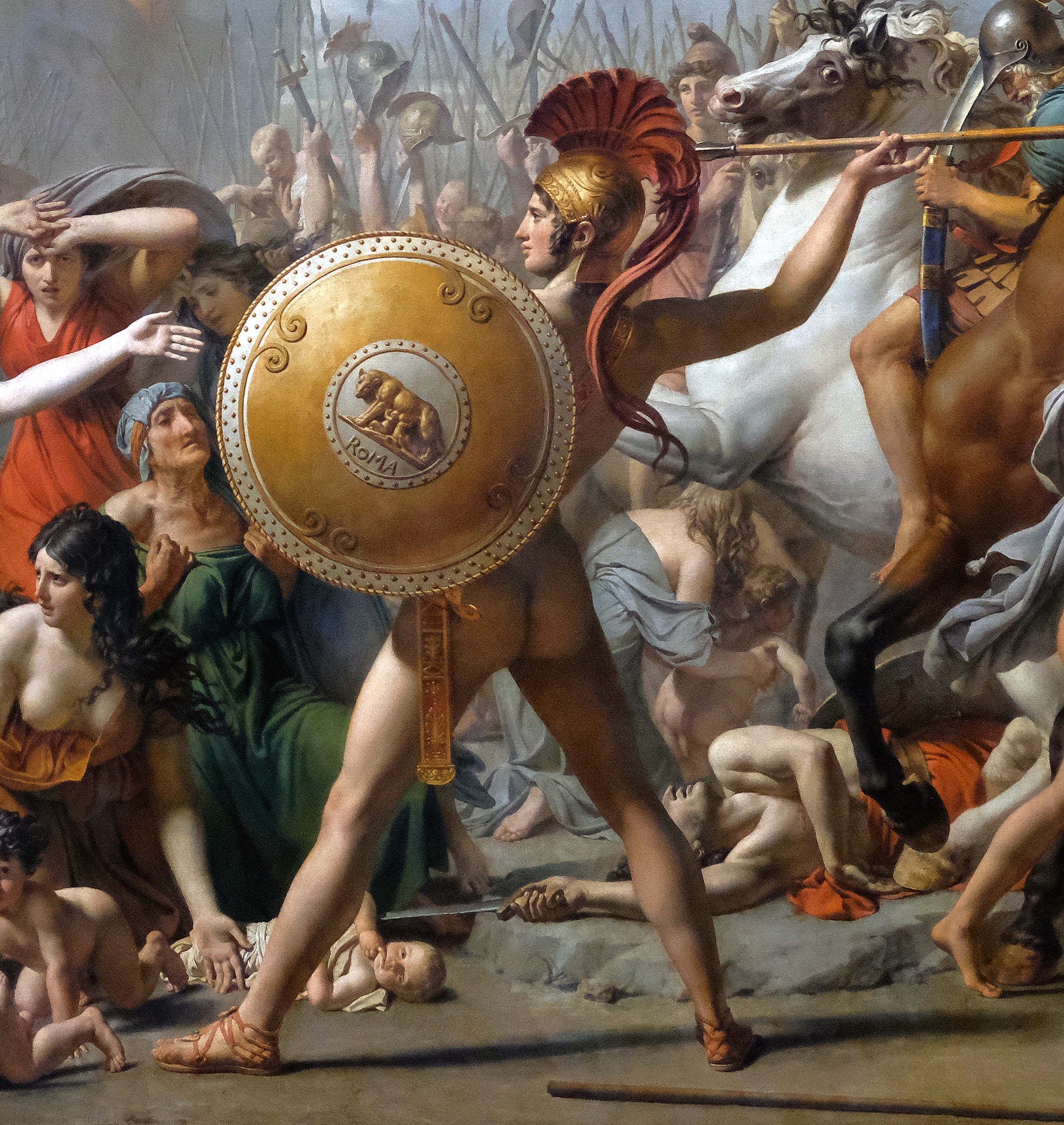
Un guerrier romain de lEnlèvement des Sabines dans l'imaginaire de Jacques-Louis David, XVIIIe siècle.

Sextus Pompeius Festus en donne la définition : « ils appelaient bellicrépa la danse pendant laquelle ils dansaient armés ; elle fut fondée par Romulus, de peur que ne se reproduise le même acte qu'il avait lui-même commis en enlevant des vierges sabines pendant les jeux » et fait donc référence à l'enlèvement des Sabines.
Desrat fait remonter cette danse aux Panathénées, « fêtes dans lesquelles les danseurs armés de toutes pièces représentaient les processions exécutées au son de la flûte sous forme de combat de Minerve contre les Titans ». Il cite aussi une autre danse en armure qui aurait été créée par Romulus et qu'il avait enseignée lui-même à ses soldats pour traduire à la fois la joie et la force du peuple après l'enlèvement des Sabines : la danse des cliquetis.
La bellicrépa a été concurrencée par la pyrrhique (venue de Grèce où elle était dansée par des femmes et des hommes) que les Romains ont utilisée tant pour l'exercice de leurs soldats que dans des spectacles où elle était parfois dansée par des nobles étrangers.

#### Ladanse des arvales
« On appelle frères arvales les prêtres qui célèbrent des cultes publics pour que les champs portent récolte : c'est de ferre (porter) et arua (champs) qu'on a tiré leur nom » a écrit Varron dans sa De lingua Latina, la source la plus ancienne connue. Cette confrérie, dont les membres font partie des anciennes sodalités, remonte aux tout débuts de la Royauté romaine. Fondée, selon la légende, par Romulus lui-même, elle célèbre un culte agraire à Rome jusqu'à la fin de l'Empire. L'insigne sacré est une couronne d'épis liés par une bandelette blanche — comme le montre l'espèce de couronne portée par ces deux empereurs qui furent frères arvales :

Deux empereurs magister couronnés de même
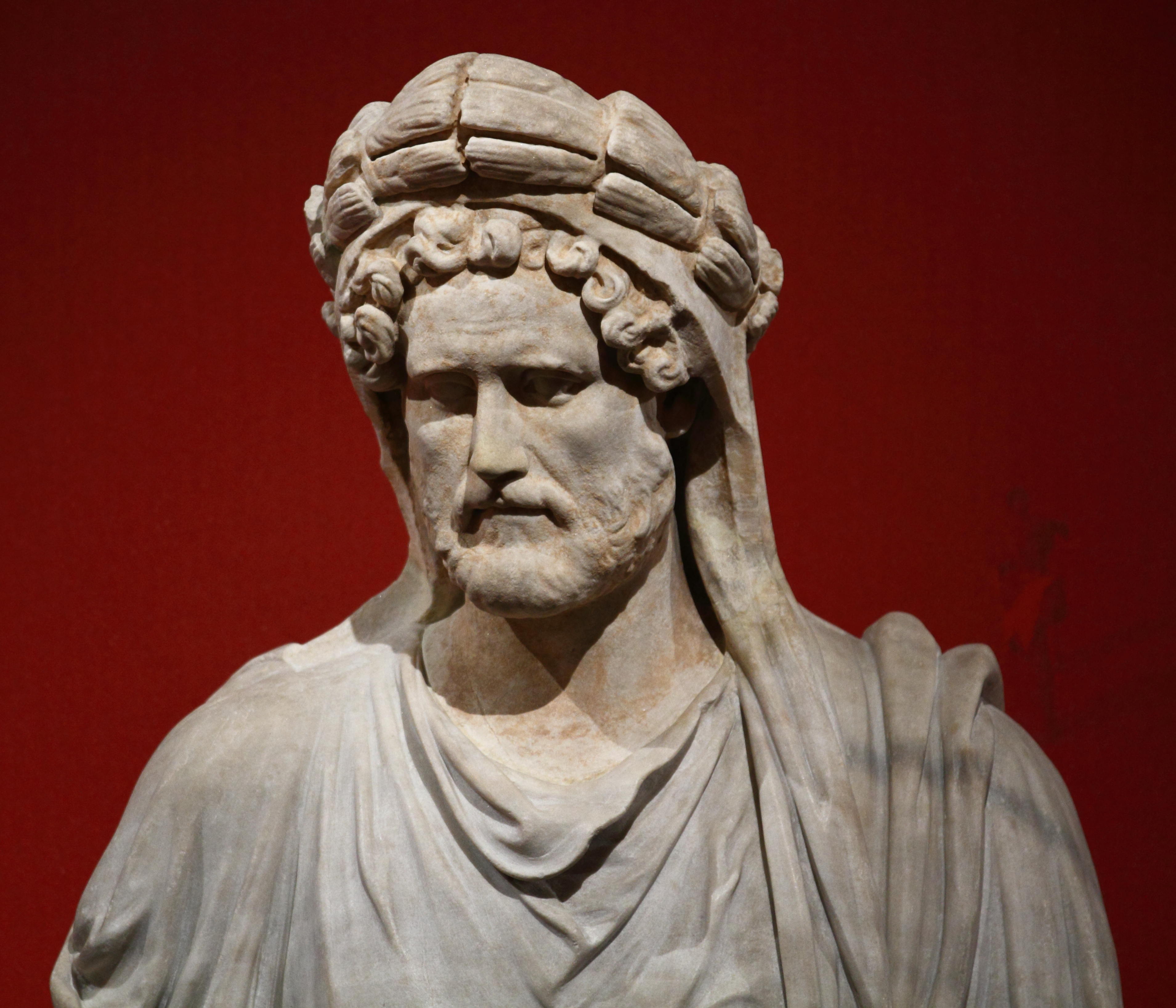
Antonin le Pieux.
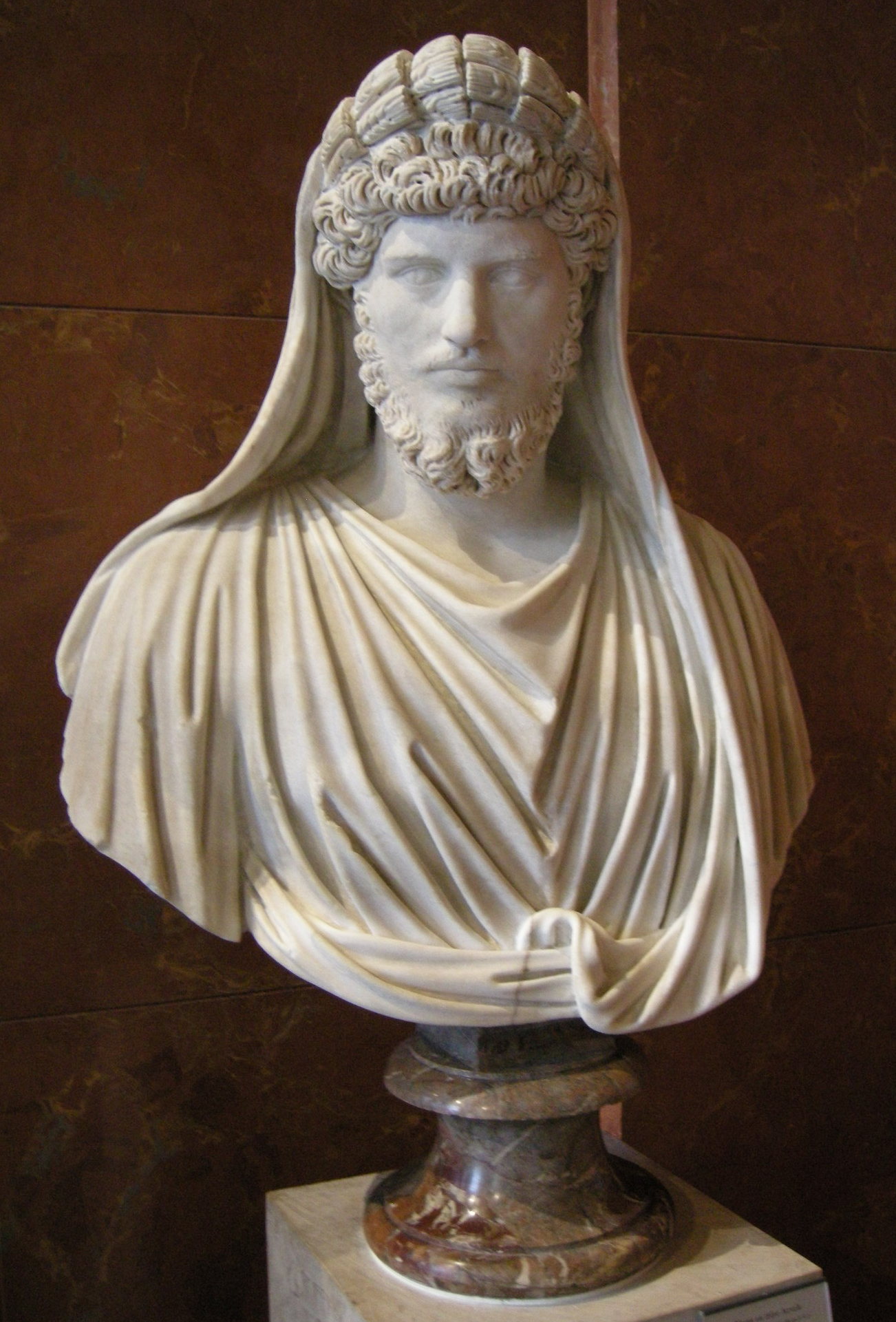
Lucius Aurelius Verus.

Les procès-verbaux de réunion des arvales, probablement rédigés sur des libelli, ont été gravés sur de grandes plaques de marbre dont était revêtu l'un des édifices du site de la Magliana, en périphérie sud-ouest de Rome. L'étude des fragments qui en subsistent, et dont les premières citations remontent au XVIe siècle, permettent de décrire la célébration de ce culte qui se déroule une fois l'an sur trois jours, le deuxième jour comportant des jeux et le dernier, une danse.
À la fin d'un banquet sacerdotal qui rassemble symboliquement les humains et la déesse Dia, mère des Lares, le rite comporte en effet la récitation d'un hymne par le magister et ses frères arvales, en huis clos, le sanctuaire étant fermé au personnel :

« Aidez-nous, ô Lares ; aidez-nous, ô Lares ; aidez-nous, ô Lares.
Mars, ô Mars, ne laisse pas Dissolution et Destruction fondre sur le peuple. Mars, ô Mars, ne laisse pas Dissolution et Destruction fondre sur le peuple. Mars, ô Mars, ne laisse pas Dissolution et Destruction fondre sur le peuple.
Sois rassasié, sauvage Mars, saute à la frontière, prends position ; sois rassasié, sauvage Mars, saute à la frontière, prends position ; sois rassasié, sauvage Mars, saute à la frontière, prends position.
Vous invoquerez tour à tour les Semones, tous ensemble ; vous invoquerez tour à tour les Semones, tous ensemble ; vous invoquerez tour à tour les Semones, tous ensemble.
Aide-nous Mars, ô Mars ; aide-nous Mars, ô Mars ; aide-nous Mars, ô Mars.
Victoire, victoire, victoire, victoire, victoire. »

Le texte de ce carmen, qui remonte au IVe siècle av. J.-C., est scandé et accompagné, sur un rythme à trois temps, d'un pas de danse qui se fait avec la toge retroussée — comme le font aussi les saliens dans leur tripudium.
Le rythme ternaire sur lequel s'effectuent les pas se retrouve aussi chez le prêtre-danseur de Gubbio qui, dans la danse ombrienne « atripursatu », associe le triple martèlement du sol, exécuté à neuf reprises dans un déplacement circulaire, à la libation de vin.

#### Lesprocessions dansées des saliens
Une autre confrérie religieuse danse à la même époque, dans le cadre du culte qu'elle rend au dieu Mars, mais publiquement et plusieurs fois dans l'année. Elle serait née sous le deuxième roi latin, Numa Pompilius, et va aussi survivre jusqu'à la fin de l'Empire romain.
Une légende affirme qu'un bouclier particulier car bilobé, à double échancrure, l'ancile, serait miraculeusement tombé du ciel dans les mains du roi et aurait mis fin à une épidémie de peste. L'objet, devenu symbole de pérennité de la ville, a été caché dans un lot de onze boucliers identiques, placé dans un bâtiment du mont Palatin, et protégé par un groupe de douze salii Palatini — les saliens du Palatin. Le successeur de Numa, Tullus Hostilius, a créé un second corps de saliens qui s'installe sur une autre colline romaine, plus au nord, le Quirinal — les Salii Collini.
Plusieurs auteurs latins et grecs traitent des saliens et certains donnent même l'origine de leurs danses : Samothrace, Mantinée ou Arcadie et Festus, Critolaus, Plutarque écrivent que le nom même de « salien » viendrait de leur danse (par les verbes salire (sauter) et saltare (danser). Il faut aussi noter que des boucliers « tombés du ciel » existent dans diverses régions du bassin méditerranéen (à Thèbes, Tanagra, Árgos, en Phénicie, en Chanaan, etc.), , et rappeler que la renommée de la pyrrhique en a fait oublier d'autres — comme la memphitique. De plus, d'autres confréries de prêtres danseurs « saliens » ont existé, à la même époque que Rome et même parfois avant elle, dans d'autres villes de la péninsule italienne : Alba, Lavinium, Tusculum, Tibur, Agnana. La danse religieuse armée n'est certainement pas un phénomène typique de la ville de Rome.

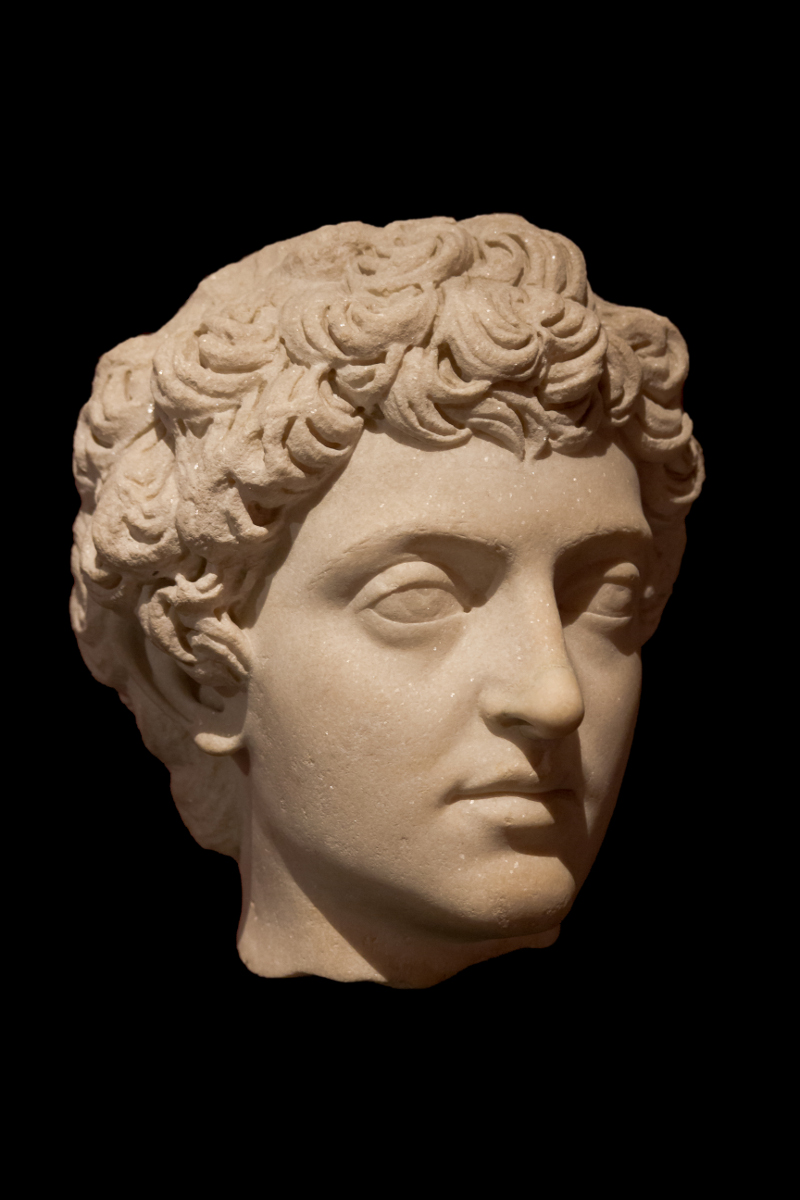
Marc Aurèle lors de son adoption en 138 ap. J.-C. : à 17 ans, il est prêtre salien déjà depuis 8 ans.

À Rome, le postulant salien doit être un homme libre né dans la cité et faisant partie des Ramnes pour être admis dans la confrérie palatine, ou un Sabin pour entrer dans celle de Quirinal ; partout, être patricien et en bonne santé physique répond à la condition sine qua non de l'admission dans la sodalité. Mais il n'est nul besoin de connaitre préalablement le rituel liturgique, les couplets du carmen ou la danse religieuse : des manuels existent dans la curie du Quirinal (et probablement dans celle du Palatin). Le candidat prêtre danseur peut être jeune (à la limite de la majorité et exceptionnellement plus jeune encore comme dans le cas de Marc Aurèle) mais il a généralement exercé une fonction du vigintivirat.
Les douze membres, répartis en juniors et séniors, exécutent à tour de rôle les danses rituelles. Deux des quatre dirigeants saliens ont un rôle précis dans ce cadre : le præsul tient le rôle de coryphée, dansant seul d'abord les figures que les autres répètent ; le vates chante le carmen, battant la mesure, mais éloignant aussi profanes et intrus, veillant au silence et prononçant l’augurium (message des dieux).
Les saliens exercent leurs fonctions sacerdotales en mars — les 1er, 9, 14, 17, 19, 20, 21, 22, 23 et 24 mars dit Polybe —, en mai, octobre et janvier.

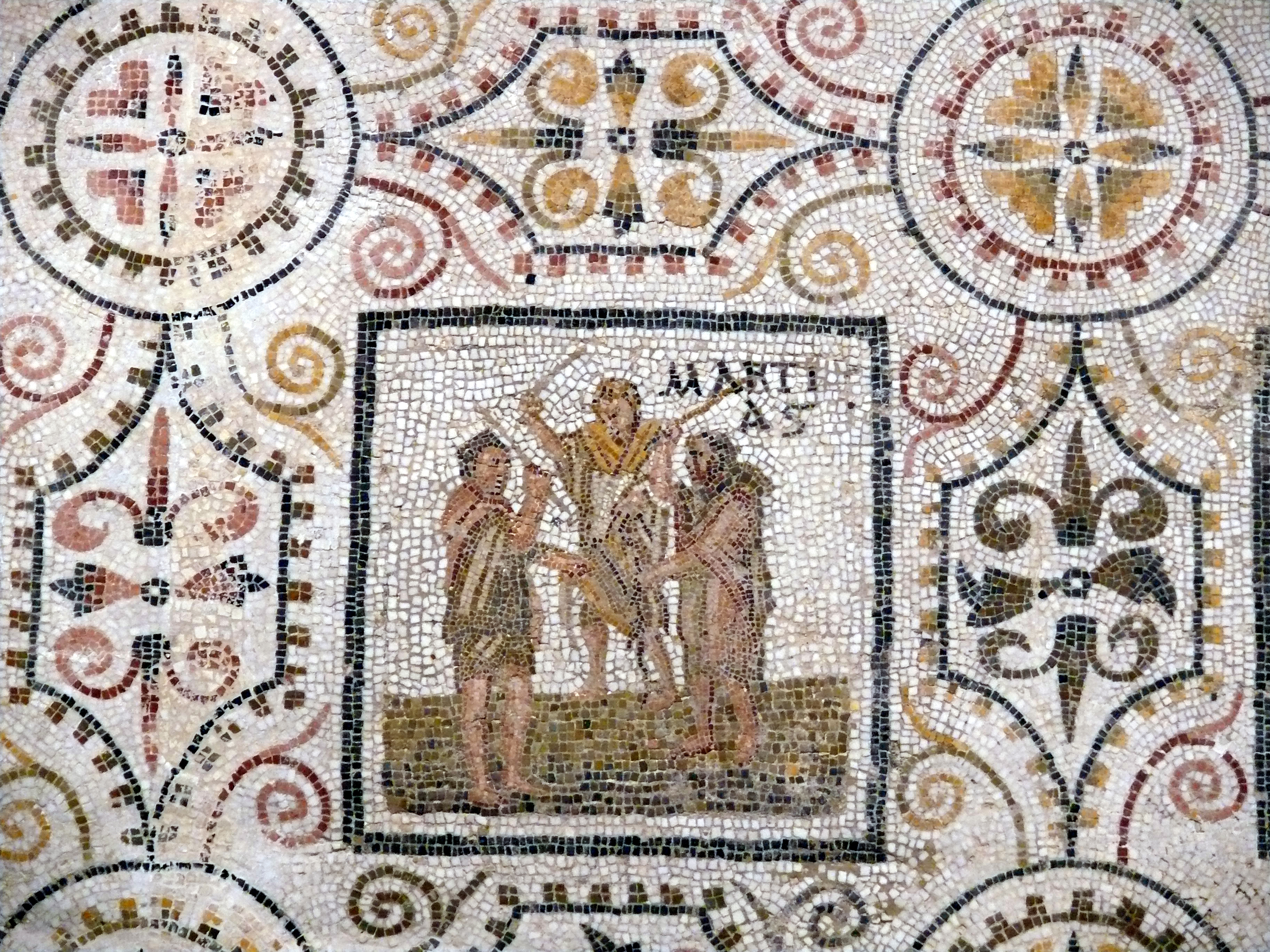
Trois saliens battant une peau de bête, mosaïque, 1ère moitié du IIIe siècle.

Leur première sortie, le 9 mars, fête la nouvelle année dans le cadre des Mamuralia : ils déambulent tout au long du jour en procession dansée, marquée de différents arrêts et pendant l'un d'eux, ils frappent des peaux animales avec des verges, pour imiter le travail du forgeron Mamurius Veturius qui aurait fabriqué leurs anciles rituels. Dix jours plus tard, pour les Quinquatries, ils dansent au comitium en présence des pontifes et des tribuns de la cavalerie, et procèdent à la purification des anciles. Les 21, 22 et 23 mars, les processions saliennes se poursuivent et les anciles sont rangés, le dernier jour, dans la Curia Saliorum. Le 24 mars, les saliens assistent au sacrifice célébré par le Rex sacrificulus et chassent, à coups de verges, un homme habillé de peaux de bête. En mai (le 15 du mois), ils sont présents à la seconde partie des Argei sur le pont Sublicius. Pendant l’Armilustrium du 19 octobre, leurs armes, qui vont être ensuite définitivement renfermées dans les curiæ jusqu'à l'année suivante, sont purifiées lors d'un sacrifice où jouent des musiciens. Pour les saliens du Quirinal s'ajoute, le 9 janvier, une participation à l’Agonalia, fête qui se déroule dans « leur » domaine, le mont Quirinal.

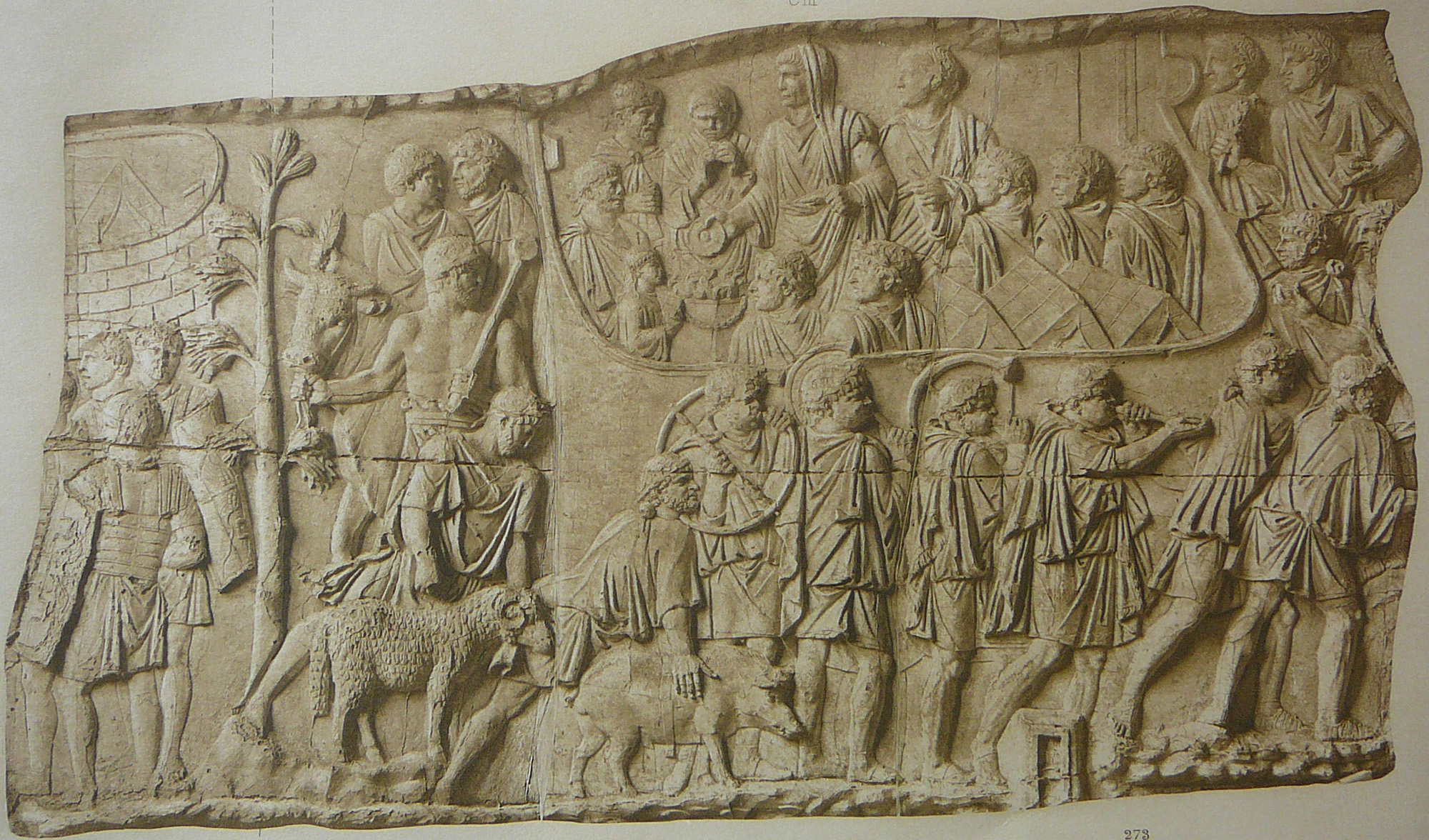
Partie de la frise de la colonne Trajane montrant une procession sacrificielle avec musiciens, IIe siècle.

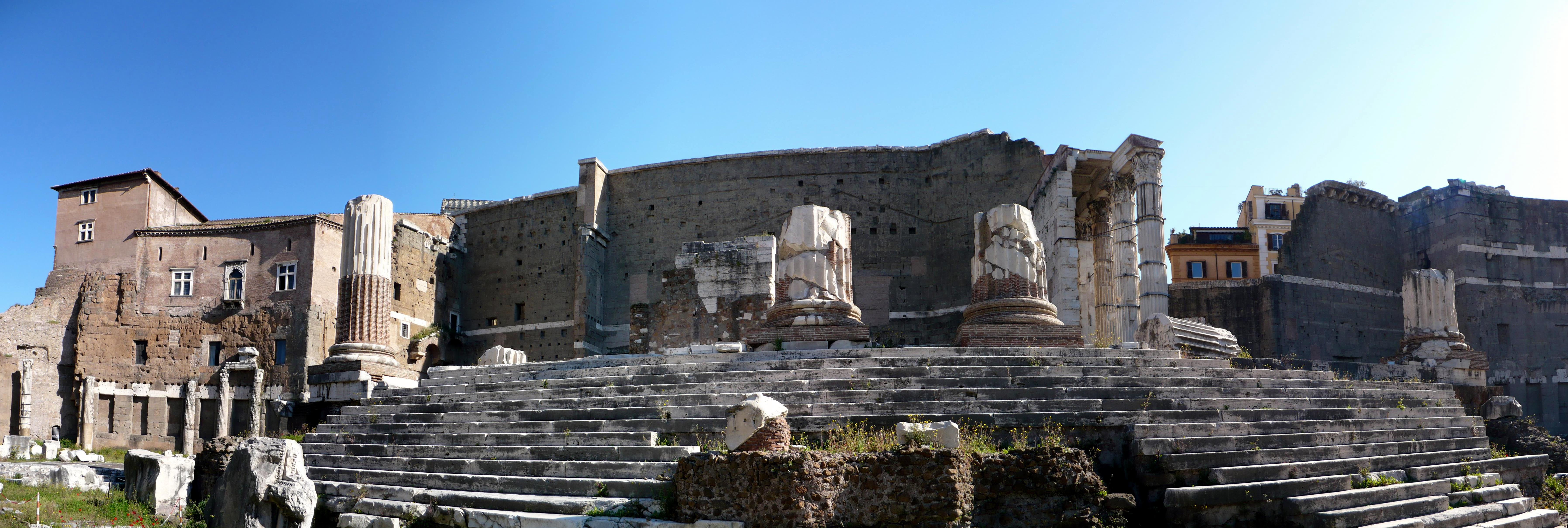
Vue panoramique du temple de Mars vengeur en 2009.

Pendant les processions dansantes, chacune des deux confréries parcourt la ville selon un itinéraire indépendant, celui des collini restant cantonné dans la région du Quirinal. Pour les palatini, ils passent par le Forum, la Regia et le Comitium avant de monter au Capitole ; ils se rendent ensuite par le Vicus Iugarius au forum Boarium, à l'Ara maxima Herculis avant d'aller jusqu'au pont Sublicius ; leur présence est aussi mentionnée au forum d'Auguste, au Temple de Mars vengeur, à l'atrium chalcidicum, etc. Cette procession dansante, entrecoupée par des mansiones, haltes autour des autels pendant la journée, prend fin le soir avec le dépôt des armes sacrées et un banquet.

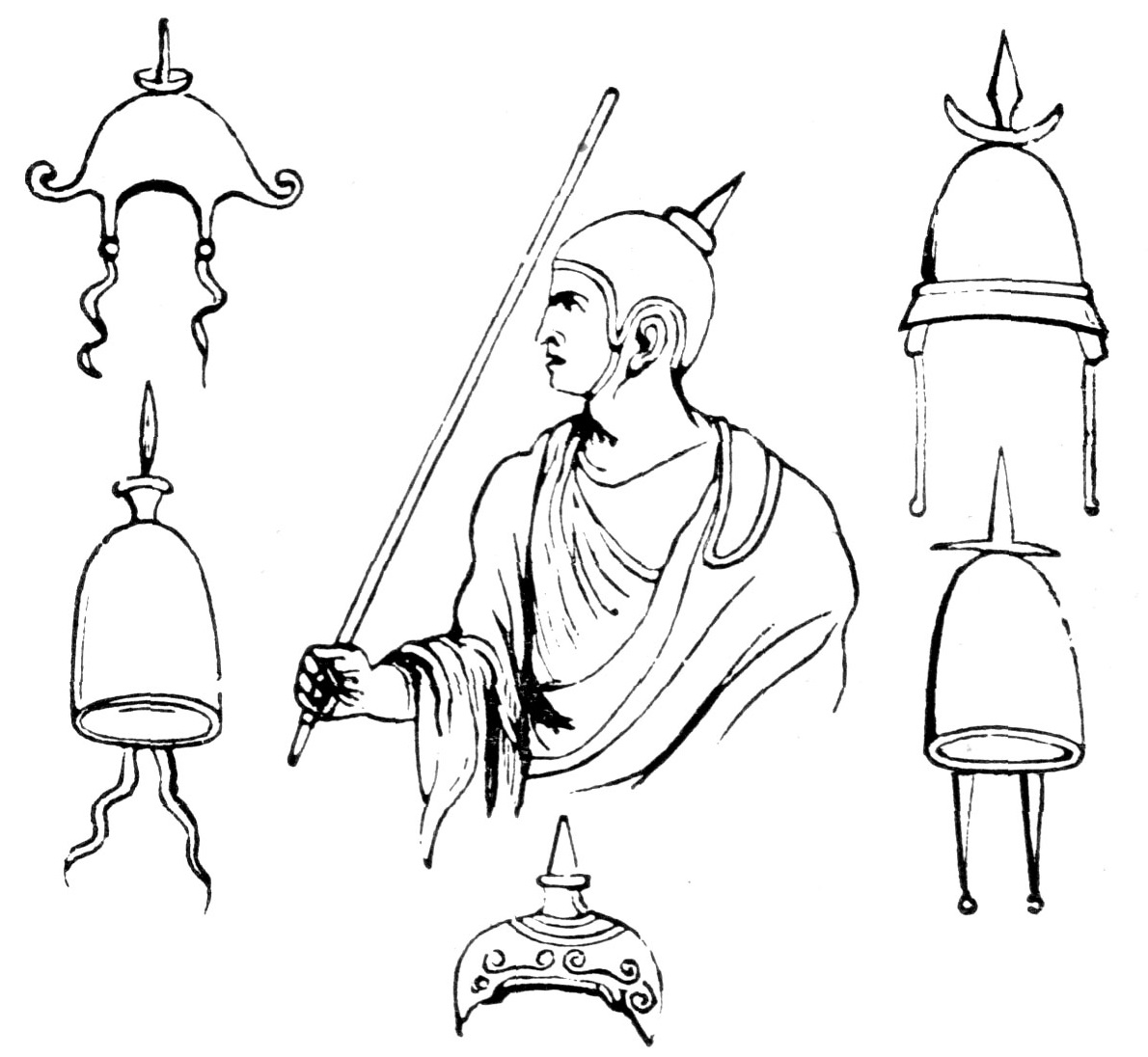
Différents modèles dapex, Harpers Dictionary of Classical Antiquities, 1898.

La tenue des prêtres, assez conséquente, rappelle le costume militaire archaïque : outre l'apex pourvu de mentonnière ou de brides formant une jugulaire, ils portent par-dessus la tunique très courte — pour ne pas entraver la danse —, de couleur écarlate et ceinturée de cuir, une trabea pourpre et une épée à la ceinture ; d'une main ils tiennent une lance, de longueur modérée, pour frapper les boucliers en cadence et mettre en fuite par le bruit les esprits méchants, et de l'autre l'ancile muni d'une courroie permettant de le suspendre autour de la nuque ou à des perches. Le poids de ce matériel ajouté à la fatigue de la marche rythmée et des danses est la raison probable pour laquelle les anciles sont parfois confiés à des auxiliaires, vêtus de tuniques courtes et de petits manteaux, pour être transportés pendant la route, comme on le voit sur une sardoine ancienne.

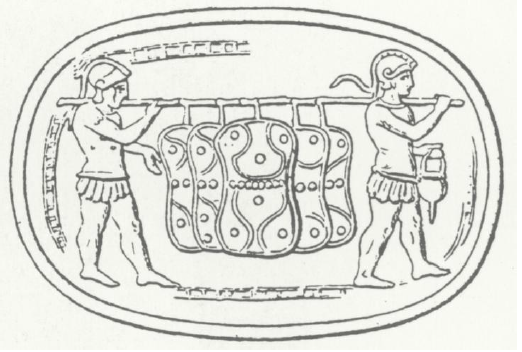
Transport des anciles sur perche, dessin de W. Helbig d'après la sardoine du Musée de Florence, 1905.

La danse elle-même ne comporte aucune recherche artistique ; elle maintient la cohésion du groupe, et renforce sa puissance avec un mouvement saccadé, lourd, primitif qui a d'ailleurs mis la solidité du pont Sublicius à rude épreuve, selon Catulle. Elle est décrite comme un tripudium complété par les termes indiquant le saut ou le rebond. Ce tripudium se compose de trois mouvements, de trois frappes du sol par les pieds. Wilhelm Paul Corssen estime que les deux premiers mouvements, brefs, étaient frappés par un pied et le troisième, égal en durée, par l'autre pied ; cette façon de progresser, cependant, ne permet qu'un rebond éventuel alors que le changement du poids du corps à chaque pas rend aisé le saut dont parlent tous les auteurs. Les trois éléments : pas, heurts sur les boucliers et chant se fondent dans un même rythme. Plutarque écrit dans sa Vie de Numa, rédigée en grec : « Leur danse consiste surtout dans le mouvement des pieds : ce sont des pas gracieux et variés, des tours et des retours rapides et cadencés, qu’ils exécutent avec autant d’agilité que de vigueur ».

« Les deux chœurs décrivaient, en dansant, des cercles tour à tour fermés et ouverts. Ces figures chorégraphiques doivent être comprises, selon nous, de la manière suivante : 
1. Le chœur qui au début était à gauche de l'autel venait en dansant se placer en face. Le chœur de droite faisait de même de son côté. Les deux chœurs se trouvaient alors réunis devant l'autel (Axe aglomerati astasint) ;
2. Puis, se croisant l'un l'autre, c'est-à-dire passant l'un devant l'autre et continuant leur évolution, le chœur de gauche arrivait, en dansant, à droite et le chœur de droite à gauche de l'autel (Ambaxique circumeuntes) ;
3. Poursuivant ensuite leur marche circulaire, ils répétaient cette même figure chorégraphique derrière l'autel, où ils se croisaient de nouveau pour revenir chacun à son point de départ, de chaque côté de l'autel. »

— René Cirilli, Les prêtres danseurs de Rome. Étude sur la corporation sacerdotale des Saliens […], Paris, Librairie Paul Geuthner, 1913, 188 p., p.99.
D'autres termes sont cités dans les descriptions antiques dont Cirilli ne donne pas toujours la traduction : Tintinnire (la frappe incessante des boucliers en accordant les sons avec l'ictus des vers chantés),  Sonivium tripudium (le tripudium qui résonne, retentit), Aeruma anosio, etc. mais il souligne que « Lucien, peu coutumier de respect religieux, appelle la danse salienne la plus majestueuse et la plus sainte des danses ».
Selon Francesca Prescendi, l’étude du terme tripudium « montre comment le corps — et probablement le corps en général des humains et des animaux — est générateur de significations, qui sont ensuite interprétées pour lire le monde ». Le tripudium pourrait donc être « une démarche ritualisée qui met en communication le monde humain avec celui des dieux et qui révèle l’accord de ces derniers ».
Le texte chanté a toujours été entouré d'un tel respect qu'on n'a jamais essayé de le changer et que les prêtres, le temps passant, l'interprètent difficilement, selon Quintilien. Il devait donc nécessairement être écrit pour éviter remaniements ou mauvaises transmissions. Certaines parties concernent l'ensemble des divinités, d'autres un dieu précis. Les saliens invoquent Janus et tous les dieux et déesses, sauf Vénus dont le culte romain date d'une époque où la plus grande activité créatrice religieuse est terminée. Certaines déesses étant réputées apprécier davantage l'offrande des mains d'une personne de leur sexe, René Cirilli suppose que le rôle des saliae virgines (Vierges saliennes), vêtues d'un paladamentum et dont les coiffures sont aussi surmontées de l'apex mais qui ne participent pas aux danses pour le sacrifice à la Regia, est précisément de prier et de sacrifier aux déesses du carmen. Avec l'Empire, le nom des empereurs divinisés va être inscrit dans la liste des dieux invoqués par les saliens.
Deux danses, apparues après la royauté, complètent la catégorie des danses en armes :

#### Ladanse corybantique
Le 4 avril 204, une « Dame noire » entre à Rome pour être adorée au Palatin. Dame noire : Henri Graillot utilise cette expression pour parler de ce qui fut probablement une météorite, devenue bétyle, et qui selon Arnobe, était enchâssée à la place du visage dans une statue en argent : celle de la déesse Cybèle que les Romains sont allés quérir en Phrygie pour qu'elle les aide à mettre fin à la deuxième guerre punique.
Son culte, qui était orgiastique et comportait là-bas des danses sacrées exécutées par des femmes et des hommes armés accompagnées de la flute et de l'aulos, reste à Rome pratiqué uniquement par les galles, prêtres eunuques étrangers ou esclaves. Les Romains, quant à eux, peuvent participer aux fêtes dites Megalesia ou Ludi Megalenses, qui débutent lorsqu'un temple propre à la déesse est enfin construit dans les années 193-191, et qui sont organisées au début avril.

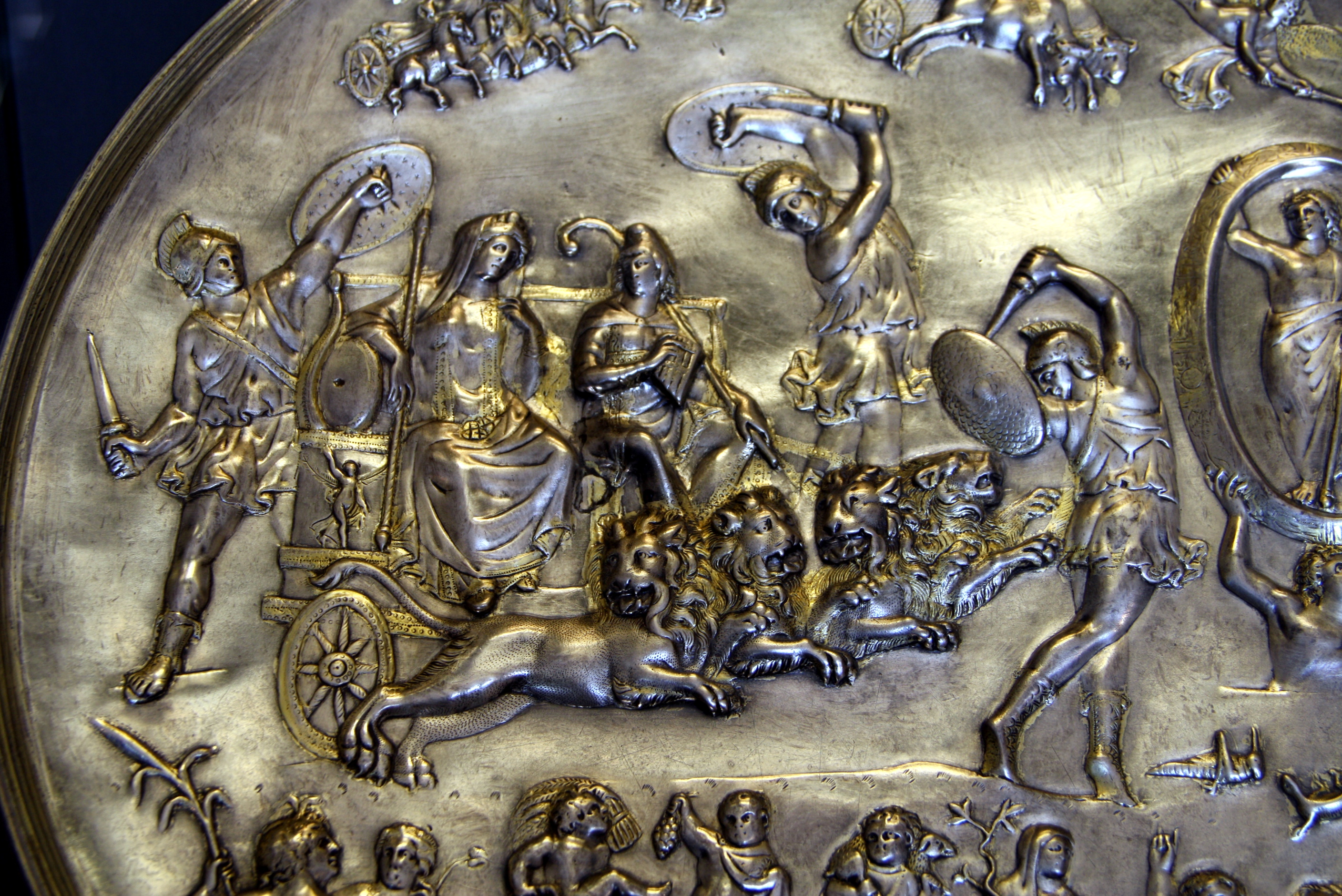
Plat de culte pour Cybèle avec trois corybantes, argent, Italie, ca IVe siècle.

Lucrèce, décrivant la procession, indique la présence, derrière la statue de la déesse, de ses compagnons danseurs, les corybantes. « Coiffés d'un casque à longue aigrette, armés de glaives et de boucliers, ils exécutent des pas guerriers, agitent violemment la tête, se frappent, se blessent et s'excitent à la vue du sang. »
Ces corybantes sont parfois appelés curètes : « D'après Démétrios de Scepsis, il est probable que les noms de curètes et corybantes sont équivalents ; ils s'appliquent tous deux aux jeunes garçons chargés, dans les fêtes de la Mère de Dieu, d'exécuter la danse des armes. » Selon une inscription de Rome reprise dans le Corpus Inscriptionum Latinarum VI, 2265, le sodales ballatores (collège de danseurs) intervient pendant la pompa circensis avec des curètes, galles, ou danseurs professionnels consacrés à la déesse Cybèle.
Curètes et corybantes ont eu une même raison mythologique de danser : faire beaucoup de bruit en frappant des pieds et en faisant cliqueter les épées sur les boucliers pour que le vacarme couvre les vagissements d'un bébé et le protège d'un assassinat, soit par Cronos — pour les corybantes dans le culte de Cybèle car le roi des Titans refuse d'être détrôné par son propre enfant Zeus lorsqu'il aura grandi —, soit par Héra — pour les curètes dans le culte de Dionysos car le nourrisson Dionysos, enfançon de Zeus et de Sémélé, lui rappelle qu'elle a été trompée par son époux, ce qu'elle ne supporte pas, .

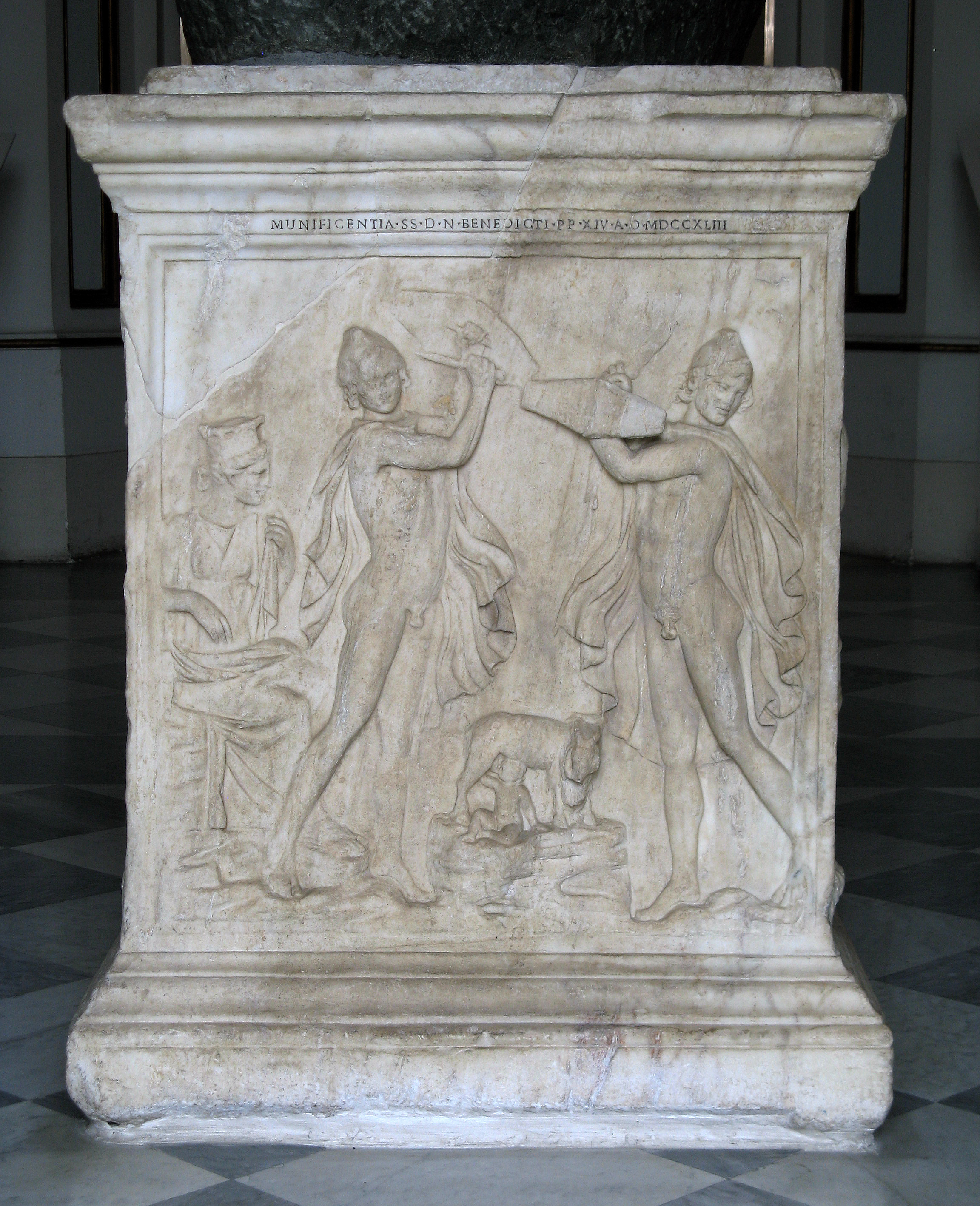
Bas-relief de deux courètes dansant avec épée et bouclier et protégeant un bébé se nourrissant au pis d'une chèvre, marbre, IIe siècle, actuellement à Salone.

Fritz Graf rappelle que « les curètes de l'époque impériale étaient tous membres de l'élite de la ville : à l'origine, environ la moitié d'entre eux, et plus tard presque tous, avaient la citoyenneté romaine, et beaucoup étaient également membres du conseil municipal ou du sénat ou avaient d'autres fonctions politiques. Certains d'entre eux étaient pères d'un prytanis, l'un des fonctionnaires exécutifs de la ville ; d'autres étaient sénateurs. Contrairement à ce que le nom κουρῆτες laisse entendre, il s'agissait souvent d'hommes mûrs, et non d'adolescents (κοῦροι). Mais, à l'instar de leurs modèles mythiques, ces messieurs exécutaient encore une danse armée. » Il souligne aussi le fait que les archives historiques et archéologiques d'Olympie et d'Éphèse indiquent un renouveau de leur danse sous Auguste et que la forme individuelle de la danse y est influencée par l'art de la pantomime et son importance croissante dans la culture du spectacle.

#### Laballistea, dansepolysémique
Cette autre danse en armes, qui existait sous Aurélien, est moins célèbre, même si citée par différents auteurs qui ne lui accordent pas de vocation religieuse.
C'est, dans l’armée romaine, une ballade chantée en dansant ; son rythme trochaïque tétramétrique (en vers de quatre pieds, chaque pied étant formé de deux syllabes, une longue et une brève) est caractéristique de la danse guerrière.
Par glissement sémantique, ce nom de ballade militaire chantée en dansant devient le nom d'une danse guerrière effectuée en chantant. De danse guerrière, la ballistea va devenir ensuite une « danse grotesque et déshonnête » dans l’Encyclopédie méthodique en 1782 sous la plume d’Antoine Mongez, « chants de bal » et simultanément « danse des camps d’où viennent nos ballets » pour Saint-Marc Girardin. Francisée en « balistée », c’est une « danse licencieuse » pour Louis-Nicolas Bescherelle, expression reprise identiquement par Pierre Larousse.
D’autres auteurs la citent comme danse, par exemple Charles Compan et Gustave Desrat précités, Thomas Percy et Frédéric-Guillaume Bergmann, se référant — parfois par l’intermédiaire de Claude Saumaise — à Flavius Vopiscus, auteur de l’Histoire Auguste, une source considérée comme douteuse au XXIe siècle. Selon Gabrielle Festing, la forme rythmée de la ballistea serait devenue celle des premiers hymnes de l'Église chrétienne.

## Sous la République (duVesiècleav. J.-C.auIersiècleav. J.-C.)

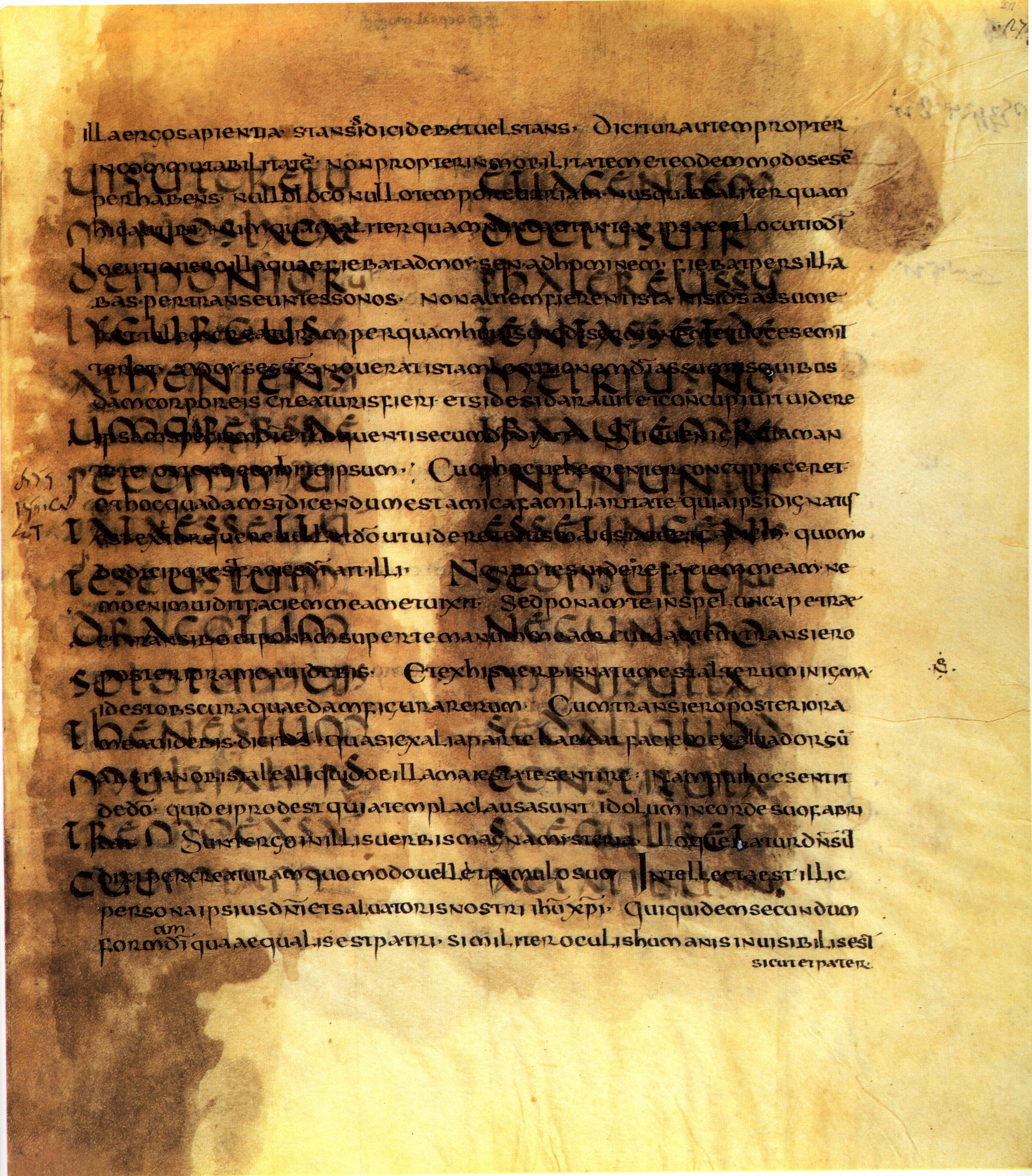
Cicéron, De re publica, palimpseste, IVe siècle ou Ve siècle.

Deux sortes d'écoles existent, où l'on enseigne la danse. Au pedagogium sont envoyés les beaux enfants, esclaves, de la domesticité ; ils y sont formés à la danse, la musique, la poésie pour distraire ensuite agréablement leurs maitres par ces moyens. Les jeunes gens de naissance libre vont aux ludi saltatorii, où enseignent des professionnels souvent venus de Grèce. Roscius avait un établissement de ce genre et a laissé le souvenir d'un professeur sévère.
Par jeunes gens, il faut bien comprendre filles et garçons comme le précise le censeur Scipion Émilien qui ordonnera en vain la fermeture des écoles — cela ne durera qu'un temps, elles reprendront leurs activités plus tard. Scipion indique même un nombre étonnant d'élèves dans une réflexion citée par Cicéron : « On enseigne, dit-il, à nos jeunes Romains des arts prestigieux et déshonnêtes. Au milieu de petits baladins, de guimbardes, de flutes, ils vont dans une école d'histrions ; ils apprennent à chanter, chose que nos ancêtres voulaient que l’on regardât comme honteuse pour les personnes de condition libre ! Je le répète, les jeunes vierges, les jeunes Romains vont dans une académie de danse, parmi les baladins. Quelqu'un m'ayant raconté cela, je ne pouvais me persuader que des patriciens donnassent une semblable instruction à leurs enfants ; mais m'étant fait conduire dans une école de danse, j'ai vu dans cette école plus de cinq cents jeunes garçons et jeunes filles, et dans ce nombre (ce qui me fit pitié pour la République) le fils d'un candidat, un enfant qui n'avait pas moins de douze ans, et qui dansait aux cymbales, exercice qu'un esclave débauché ne pourrait faire sans déshonneur. »
On connait surtout la place de la danse dans la société romaine par la condamnation qu'en font divers auteurs, dont Cicéron — dans un discours resté célèbre, son Pro Murena. Défendant le consul Lucius Licinius Murena accusé d'avoir acheté ses électeurs, il relève en effet que Murena a été traité de danseur par Caton d'Utique et déclame contre celui-ci : « un homme dont le témoignage est aussi imposant que le vôtre, Caton, ne doit pas ramasser les mauvaises plaisanteries qui trainent dans les places, ou qui échappent à l'ivresse de vils bouffons, et qualifier si légèrement de danseur un consul du peuple romain : il doit considérer auparavant tous les vices qu'un pareil reproche, quand il est juste, peut faire supposer. En effet, un homme sobre ne s'avise guère de danser, à moins d'avoir perdu la raison ; il ne le fait, ni quand il est seul, ni dans un repas honnête et frugal. Dans les festins prolongés, dans les lieux où tout invite au plaisir, la danse est le dernier des excès qu'on se permette. ». Un Cicéron qui traite volontiers de « danseuse » ses ennemis Pison, Catilina, Clodius, Antoine, allant jusqu'à insulter le général et consul romain Aulus Gabinius, dans son discours In Pisonem, par les termes « danseuse tondue » (saltatrice tonsa : tondue peut être aussi compris comme épilée — expression fort galamment traduite en « danseuse si bien parée » par Charles Nisard) .
Ces appréciations sur la danse n'ont pas d'ailleurs pas empêché Cicéron d'affirmer que la danse est nécessaire à l'acteur ni de défendre dans un procès d'argent son client Roscius, histrion connu pour ses danses dans les scènes en canticum, — les plus importantes pour la réussite du spectacle — de la comédie romaine, mais sa phrase Nemo enim fere saltat sobrius, nisi forte insanit va faire mouche et être reprise à l'envi pour de nombreux détracteurs de la danse jusqu'au XXe siècle inclus. Olivier Marmin, par exemple, la rappelle à propos de Vauvenargues, pour qui la danse est une activité déplacée, en soulignant le fait qu'une idée de divertissement « émerge avec une permanence presque mécanique » lorsque les auteurs traitent de la danse comme si l'importance de la danse, du métier de danseur, leur échappait.
Avocat et homme politique, Cicéron ne s'est pas privé de jeter le discrédit contre ses ennemis avec divers arguments qui donnent parfois des informations sur ce que le Romain sobre de son temps doit considérer comme des dérives inacceptables. En associant la présence de femmes et hommes de théâtre (comme le danseur mime Hippias) à « un vil troupeau de gens perdus » (desperatorum hominum flagitiosi greges), en évoquant des banquets où règne l'ivresse (qui n'est pas alors considérée comme un délit), les plaisirs infâmes et où l'on danse nu, il laisse aux lecteurs ultérieurs de ses œuvres une image négative des festivités privées.

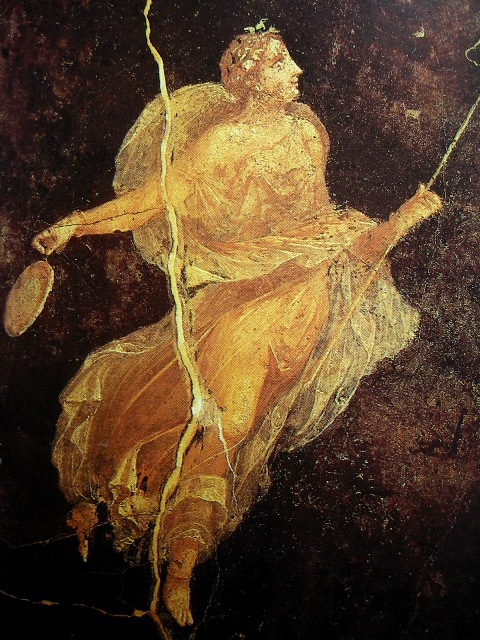
Le rejet de la culture grecque est une cause perdue, celle-ci s'imposant. Ménade dansant, fresque de la Casa del Naviglio, Pompéi, IIe siècle.

Marie-Hélène Garelli affirme que la condamnation de la danse par les Romains est liée à trois enjeux. Le premier réside dans la mise à distance des valeurs culturelles et politiques grecques : « Ce n'est donc pas une gravité nouvelle qui conduit l'élite culturelle romaine à une mise à distance de la danse, mais, principalement, le refus du modèle orchestrique grec comme émanation d'une posture politique ». Le deuxième est le refus du dionysisme : « Il ne s'agit pas tant de réprimer une gestuelle ou une danse que d'interdire l'introduction politiquement dangereuse de nouvelles pratiques religieuses dont nous savons qu'elles étaient déjà, à cette époque, très répandues en Italie du Sud ». Le troisième concerne le statut social du danseur, les professionnels étant des esclaves ou des affranchis : « Le citoyen ne peut s'exhiber sur scène pour des raisons aussi bien morales et juridiques (puisque ce comportement lui vaut en principe d'être frappé d'infamie) que sociales et économiques (percevoir un salaire est déshonorant). Le danseur appartient, dès la période républicaine, aux marges d'une société bien différente de la société grecque. Cette position marginale n'empêche pourtant pas les meilleurs artistes d'être prisés par l'aristocratie et les empereurs, et d'amasser des fortunes importantes. »

### La danse dans les jeux
Le terme latin ludus (jeu) désigne la fête religieuse publique qui rassemble sacrifices, prières, banquet sacré et spectacles. Il désigne aussi un moment du rituel qui est le spectacle lui-même, offert comme un présent aux dieux, dans l'hippodrome ou sur une scène. Tous les ludi (pluriel de ludus) débutent par la pompa ludicra, la procession des jeux publics pour le transfert de la statue du dieu, de son temple jusqu'au pulvinar (coussin et lit) où il est installé pour assister au spectacle. Qu'elle conduise au cirque (pompa circencis) pour les jeux athlétiques ou à la scène (pompa scaenici) pour les jeux artistiques qui apparaissent à Rome au IIIe siècle av. J.-C., la pompa comporte toujours de la danse, celle des ludions — les ludii.
À la fin de la République, les jeux vont durer plusieurs jours ; des Megalesia en l'honneur de Cybèle, par exemple, ont duré six jours, comprenant des ludi scaenici organisés devant le temple le troisième jour du festival et des ludi circensis le dernier jour. Il y a donc eu deux processions : une pompa scaenici le 7 avril et une circensis le 10 avril.

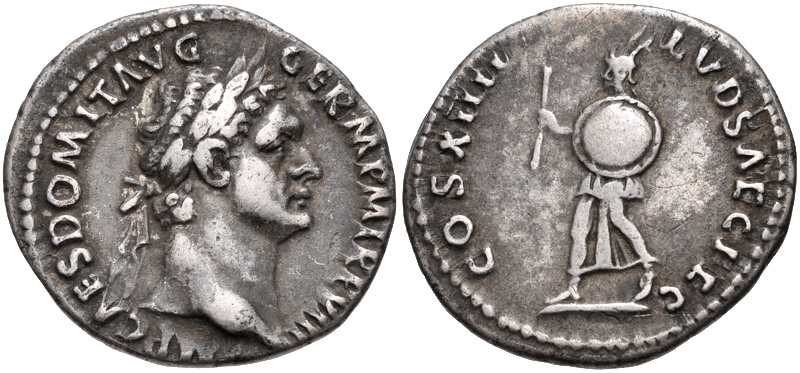
Monnaie romaine pour les jeux séculaires de Domitien, 88 ap. J.-C., le verso représentant un ludion.

Denys d'Halicarnasse a décrit l'une des ces processions au chapitre XIII du VIIe livre de ses Antiquités romaines, ce qui permet de se faire une idée de l'importance de l'évènement et de la place qu'y trouve la danse. Les premiers à défiler sont les jeunes gens de 14 ou 15 ans comme dans un cortège militaire mais non armés, formant pour les fils de plébéiens des pelotons à pied et pour les fils de chevaliers des escadrons à cheval. Suivent les auriges et les athlètes quasiment nus puis trois corps de danseurs, répartis en classes d'âge (adultes, adolescents, enfants), suivis de joueurs de flutes, de harpe, de lyre en ivoire et de luth. Les danseurs portent une tunique phénicienne avec un ceinturon d'airain, une épée à leur côté, des lances plus courtes qu'en moyenne et des casques d'airain, ornés d'insignes et de plumes. Chaque danse est dirigée par un chef, qui donne aux autres les figures de la danse à suivre, introduisant d'abord les exercices guerriers et les mouvements intenses en procéleusmatique (rythme à 4 pieds) et autres nombreux rythmes. Le quatrième groupe est constitué de danseurs qui imitent de façon comique ceux qui les précèdent pour faire rire les spectateurs. Des harpistes et de nombreuses personnes dont certaines portent des encensoirs et des objets précieux précèdent enfin les statues des dieux portées sur les épaules des hommes qui ferment la marche.
Les auteurs anciens ne s'accordent pas quant à l'origine — Lydie ou Étrurie — des danseurs appelés ludions, mais leur danse, selon Florence Dupont, « est l'acte nécessaire et suffisant pour qu'il y ait, religieusement parlant, ludi ». Un acte nécessaire, car si la danse du ludion s'interrompt comme le rappelle Cicéron parmi les quatre causes d'irrégularité dans les jeux, la cérémonie est annulée et doit être recommencée. Un acte suffisant, car si tous les spectateurs quittent le cirque pour une raison quelconque, les jeux peuvent reprendre pour autant qu'un danseur soit resté sur place et ait dansé sur la musique du tibia en l'absence des spectateurs. Réduits à leur strict minimum religieux, les jeux sont la danse du ludion car c'est cette danse qui définit le rituel.
Les ludi intègrent donc la danse — dans le cadre de leur ouverture, dans la liturgie elle-même et dans les pièces de théâtre présentées dans les ludi scaenici.
Les spectacles deviennent un élément essentiel et structurant non seulement de la culture mais plus largement de la société romaine ; ces évènements ritualisés auxquels participent activement les spectateurs (par exemple en jetant des fleurs ou des pièces de monnaie aux dieux) au sein d'une foule qui comporte ses joies et ses inconvénients, constituent un phénomène majeur dont la postérité ne va longtemps retenir que l'aspect immoral, inutile, voire dangereux, symbolisé par la survivance de la maxime « panem et circenses » de Juvénal.

### La danse au théâtre
« La lutte avait duré deux siècles. On avait commencé par élever à chaque représentation une estrade en bois avec un mur de scène. Puis on prit l'habitude de placer des bancs malgré le sénatus-consulte de Scipion Nasica voté en 151. Enfin des magistrats bienfaiteurs et ambitieux entreprirent la construction de gradins en pierre. Le Sénat à chaque fois ordonnait de démolir. Enfin Pompée vint, tenta, réussit. Et, en 58 av. J.-C., le premier théâtre fut achevé sans être interrompu par la pioche sénatoriale. »

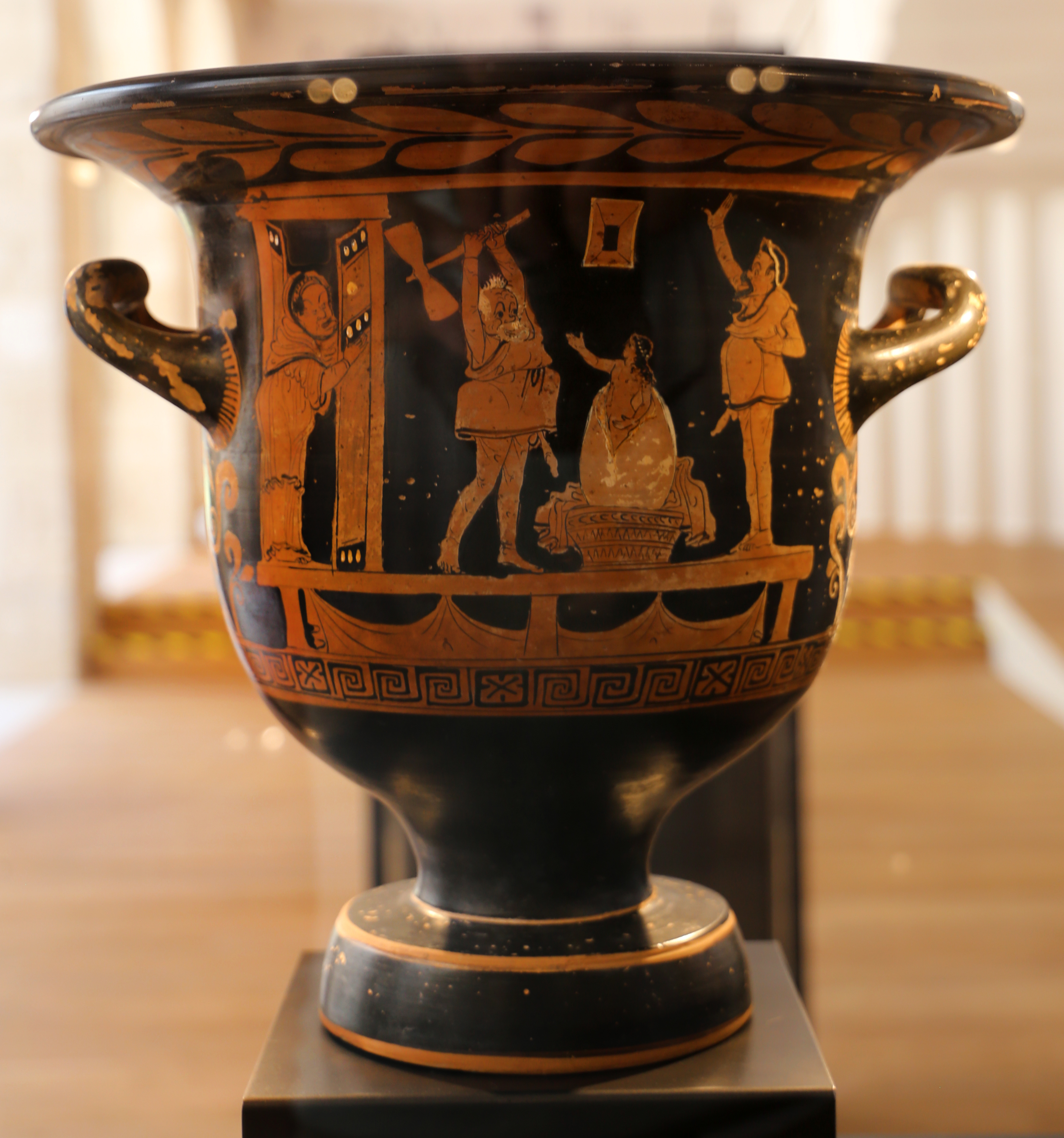
Saynète de phlyax sur une estrade, Apulie, 380-370 av. J.-C.

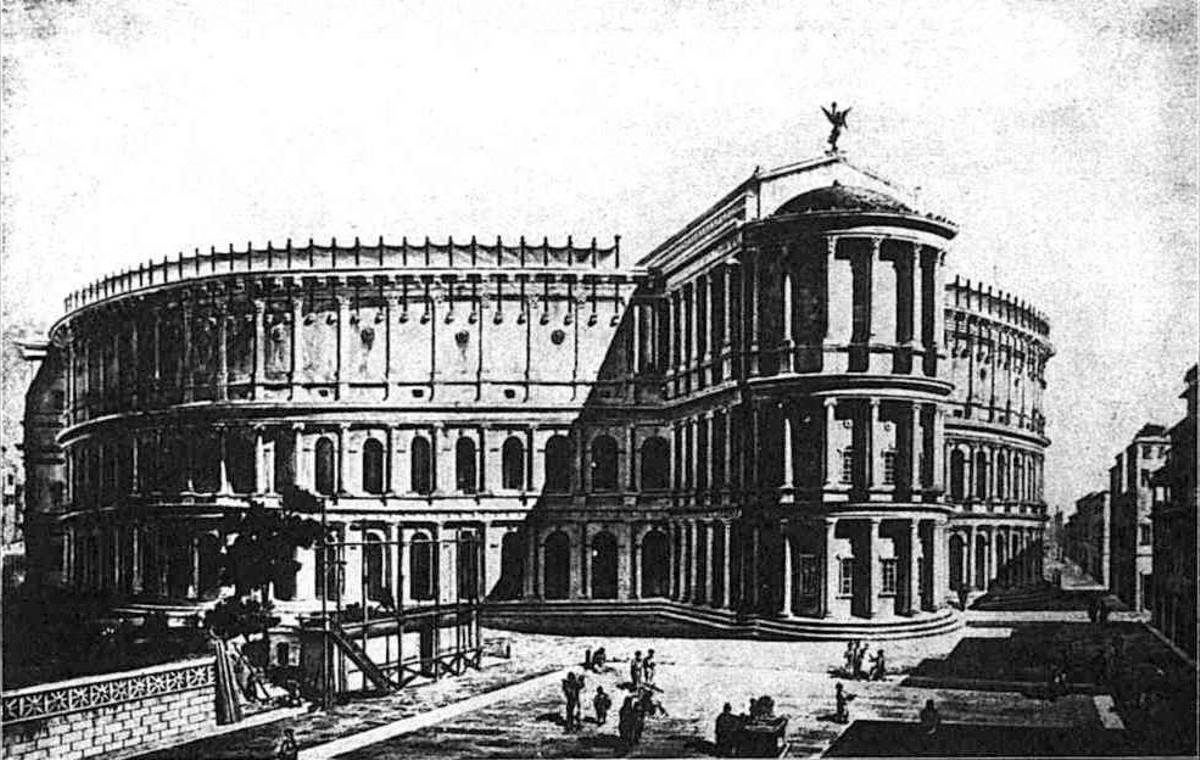
Restitution en dessin de l'extérieur du théâtre de Pompée. Anonyme, s.d.

Les personnes qui interviennent dans le spectacle le font donc d'abord sur un pulpitum — estrade sur tréteau —, puis sur la scaena — scène : domesticae scaenae privée ou promiscuae scaenae publique —, dans un local privé ou dans un édifice adapté, le theatrum — temporaire, en bois et démonté après la représentation, puis permanent après la construction du premier théâtre « en dur ».
Ces gens sont des esclaves, des affranchis ou des hommes libres ; ces derniers ne tirent pas avantage de leur statut car, moralement condamnés, ils sont privés de droits civiques ; en ce qui concerne les femmes ingénues, la marque d’infamie appliquée à tous les professionnels des spectacles, avec limitation de leurs droits et libertés civiles et politiques, n'a qu'un impact moral puisque, femmes, elles ne disposent pas de ces droits dans la société romaine.
Considérés donc comme des marginaux, tous ces intervenants trouvent cependant dans les représentations l'occasion de se faire valoir, de remporter des succès, d'obtenir des sources de revenus.

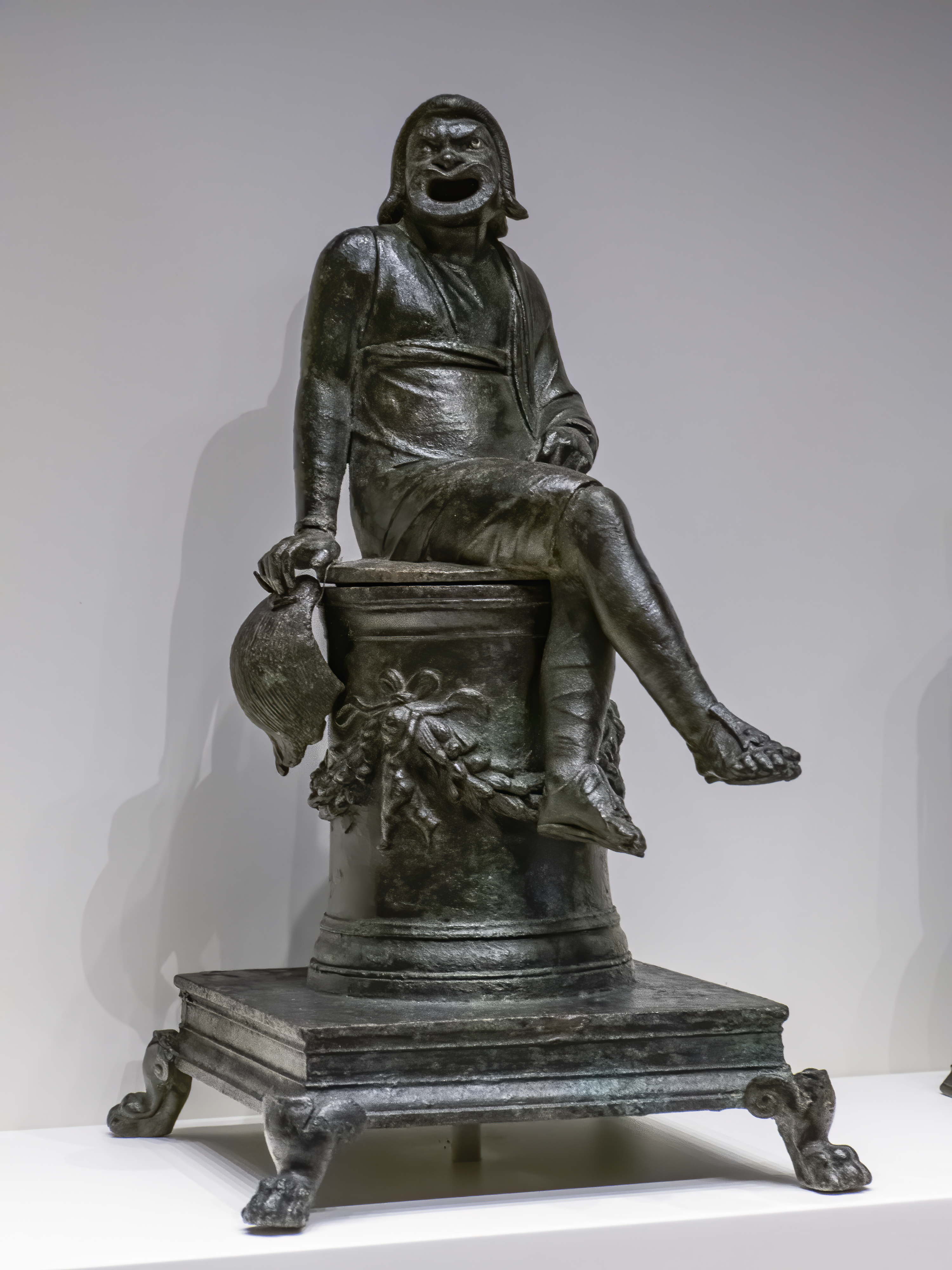
Thymiaterion figurant un acteur comique assis sur un altar, bronze, Ier siècle.

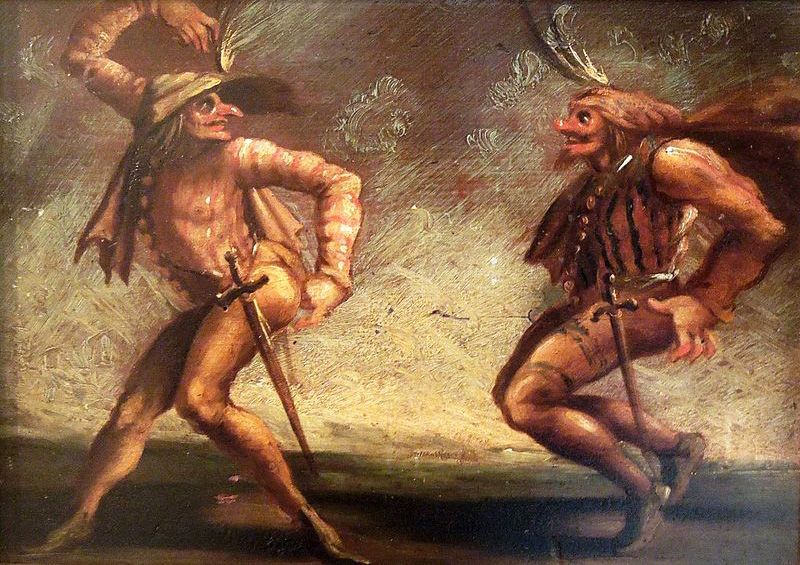
Jacques Callot, histrions du XVIIe siècle.

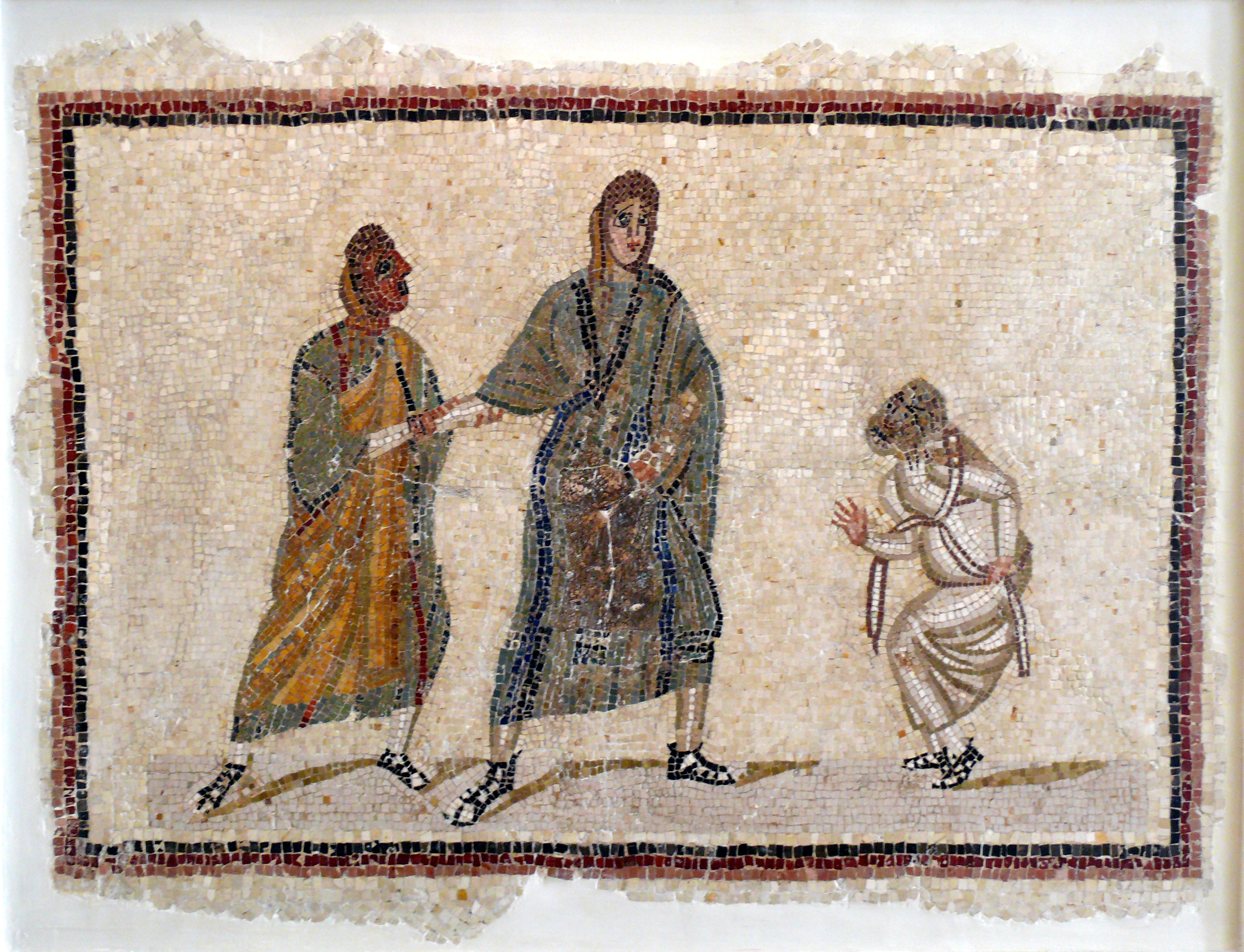
Saynète à trois intervenants, dont l'un (bouche fermée) au moins est un danseur, mosaïque, Musée archéologique de Sousse, IIe siècle.

Jusque dans la première moitié du XXIe siècle, l'étude des auteurs anciens ne permet pas de bien connaitre deux catégories de ces professionnels du spectacle : d'une part les femmes (car beaucoup moins nombreuses que les hommes et disposant d’une plus faible visibilité qu'eux dans les sources) et, d'autre part, les ballator et ballatrix (danseur et danseuse) car la plupart des auteurs anciens, ne s’intéressant pas aux aspects techniques de la danse, n'en donnent pas de description précise alors que la danse intervient dans la formation et la pratique de différents artistes du spectacle, les : 
- actor/actrix: acteur de comédie[Sources antiques 14] ;
- histrio : d’abord danseur[N 36], l'histrion devient chanteur et récitant dans la satura ;
- ludius : danseur étrusque au départ, le ludion est danseur, histrion ou pantomime chez les Romains[98] ;
- mimus / mima[N 37] : les mimes pratiquent « un art composite reposant sur des intrigues légères, stéréotypées, essentiellement construites autour du thème de l'adultère et laissant une grande place à l'improvisation, à la musique, à la danse et au chant »[99] à partir d'un livret écrit donnant parfois des didascalies concernant la musique et la danse. Cet art, le mime, va devenir le deuxième genre théâtral à l'époque impériale. Un peu plus de 70 occurrences ont été trouvés dans toute la littérature latine parmi lesquelles seuls cinq mimes masculins peuvent être identifiés. 32 occurrences littéraires permettent d’identifier cinq mimes féminines. Les appellations archimimus et archimima concernent quant à elles les chef et cheffe de mimes, dirigeant une compagnie de ces artistes et y jouant le premier rôle[N 38]. Il existe des associations professionnelles mixtes dont une seule exclusivement féminine[100] ;
- pantomimus/pantomima (à partir de l'Empire) : danseur ou danseuse racontant une histoire par son corps car formé à l'art de représenter chaque chose ; il « joue et danse tout » selon Lucien. Certains personnages féminins ont été joués par des pantomimes masculins, capables selon Lycinius[N 39] d'alterner dans leurs gestes la force masculine d’Hercule et la grâce féminine de Vénus ; il insiste sur la dualité du corps du danseur dont la souplesse doit lui permettre d’adopter des attitudes corporelles opposées : plier avec grâce ou résister avec force. Le danseur est accompagné de musiciens et d'un chœur chantant l'action ;
- psaltria : une joueuse du psalterium (sorte de harpe ou cithare) danse dans les banquets avec une « souplesse plus que naturelle » dit Macrobe[Sources antiques 15] ;
- saltator/saltatrix : le verbe salto signifiant « danser avec des gestes de pantomime » ou « exprimer par la danse ou la pantomime », cette dénomination est utilisée tant pour danseur et danseuse que mime et pantomime. Selon Quintilien, le saltator excelle in gestu (dans l'art du geste) alors que le comoedus (comédien) le fait in pronuntiando (dans la prononciation)[Sources antiques 16]. Suétone, quant à lui, affirma que le pantomime Mnester « dansa (saltauit) une tragédie »[Sources antiques 17] ;
- saltatricula : littéralement « petite danseuse ». L’expression n'a été utilisée que pour désigner la comédienne Dionysia dont Cicéron dit qu'elle avait une activité scénique comparable à celle du célèbre Roscius — qui, pour mémoire, fut traité tant de comédien que de danseur[101].

Ceux et celles dont la renommée, pour diverses raisons, a traversé les siècles ne sont donc généralement pas cités en tant que « danseurs » mais sous l'une ou l'autre des appellations précitées — ce qui participe à l'invisibilisation de la danse..
La dimension religieuse et spirituelle des ludi s'estompe peu à peu alors que leur aspect politique et social va croitre. À la fin de la République, en raison de la concurrence évergétique entre les hommes politiques dans un contexte de crise institutionnelle, les spectacles se multiplient car offrir aux Romains des représentations couteuses, de qualité et diversifiées, devient un moyen essentiel d'obtenir leur approbation. Les exigences du public augmentent ; les professions artistiques, qui restent déconsidérées et soumises à l’infamie, se diversifient ; les techniques naissantes du mime et de la pantomime vont s'imposer et dominer la scène théâtrale sous l’Empire. « Le souci de toujours montrer sur scène l’exceptionnel, l’exotique, le jamais vu, est un véritable topos de la littérature sur les spectacles. Or, l’exceptionnel sur scène ou dans l’arène, ce peut être des nobles, de très vieux acteurs, des nains, des combattants du monde entier, de nouvelles espèces animales et des femmes. Celles-ci apparaissent donc comme élément de diversité et d’innovation dans les spectacles notamment dans les spectacles de gladiateurs. (…) Ouvrir la scène aux femmes permet vraisemblablement de renforcer le caractère érotique des spectacles scéniques, même si les compétences techniques et artistiques de ces professionnelles ne doivent être réduites à cet aspect. » – un aspect déjà présent dans les ludi florales.

### Les mimes

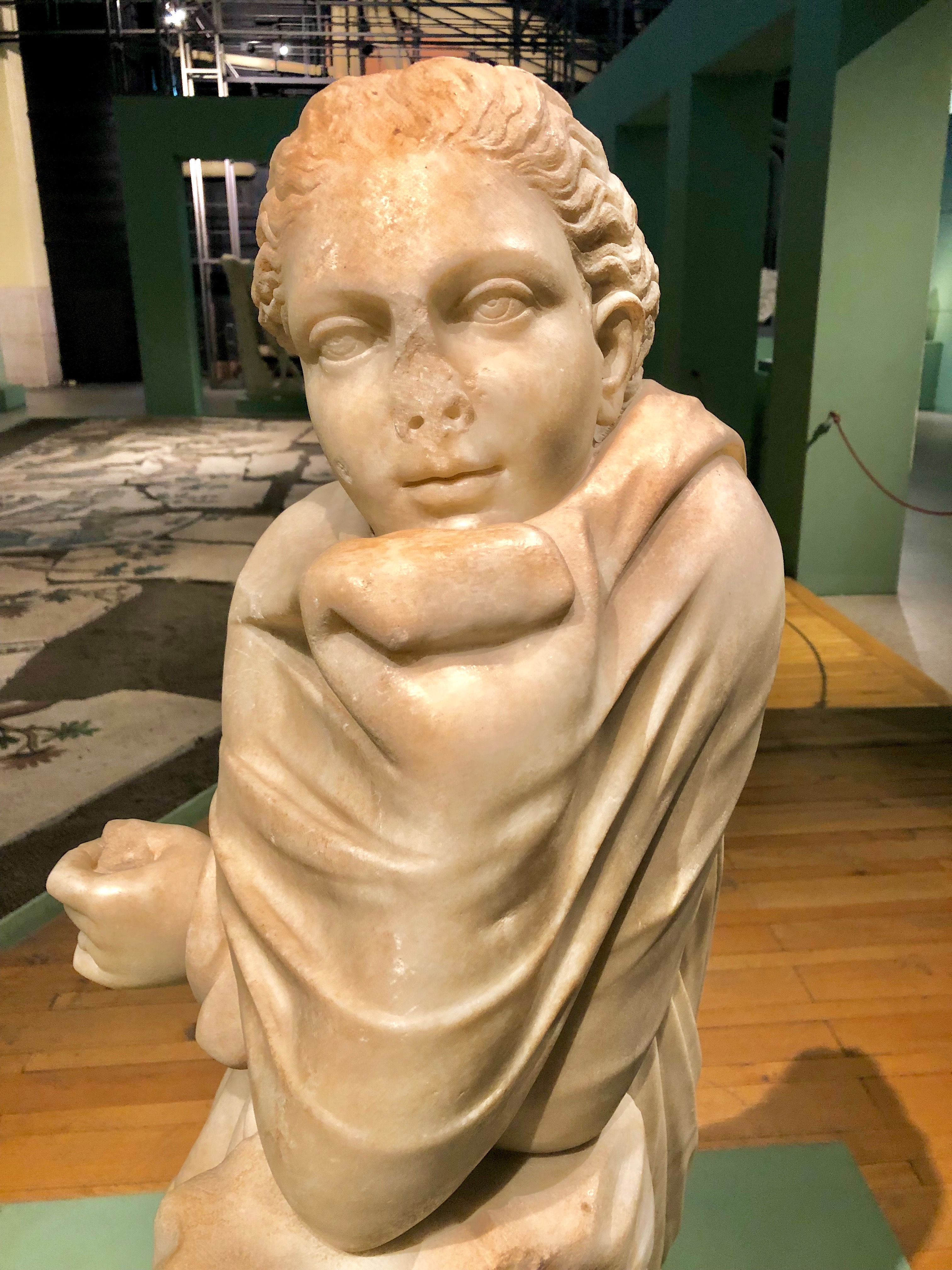
Polymnie, muse de l'éloquence sacrée devenue aussi muse des mimes et pantomimes chez les Romains, Rome,.

Les mimes sont des artistes danseurs-acteurs utilisant le texte comme improvisation verbale et physique mais travaillant sans masques — ce qui les différencie des autres genres théâtraux, et qui permet aux femmes de tenir les rôles de femmes. Ils sont formés dans des écoles — selon Horace, le poète et chanteur Tigellius (un proche de Jules César) en a dirigé une qui comptait des filles parmi ses élèves.
D'origine gréco-orientale travaillant à Rome dès le milieu du IIIe siècle av. J.-C., des mimes nommés kinaidos sont définis comme des acteurs efféminés, parfois lascifs, travaillant dans les fêtes et banquets ; des hommes jouent dans des sortes de farces, nommées magodies, des rôles de débauchés et d'hommes ivres, et, travestis en femmes, des personnages féminins, en jouant des timbales dans les danses ; et des femmes chantent des personnages féminins et masculins dans les spectacles probablement licencieux appelés lysiodies.
Les lieux de représentation sont variés : dans le domaine privé, les mimi domestici interviennent souvent dans les banquets ; dans le public, les mimi urbani, parfois dits planipedes car dansant pieds nus, présentent au théâtre en fin de spectacle l' exodium afin que les rires qu'ils provoquent chassent toutes les larmes et toute la tristesse qu’entrainent les passions tragiques.
Les mimes qui assument la tenue d’un intermède dansé, dit embolia, sont appelées emboliariae — on ne connait qu'un seul emboliarius, nommé Oppius — mais elles sont peu nombreuses à porter ce titre ; Pline l'Ancien mentionne Galeria Copiola, qui joua jusqu’à l’âge de 104 ans et l'épitaphe de Phoebe Vocontia indique que cette professionnelle est morte à l’âge de douze ans.
Il semble aussi que des mimes donnaient des intermèdes lors des courses de chars à l’hippodrome pour calmer les spectateurs en colère.
N’appartenant pas souvent à des classes sociales aisées, les mimes exercent généralement d’autres métiers en dehors de la scène ; leur situation est plutôt précaire, même si certains peuvent gagner pas mal d'argent. Leur acception par les autorités dépend du plaisir de celles-ci et de l'intérêt politique qu'elles peuvent avoir pour ces spectacles. Ainsi Sylla est-il cité comme s'entourant d'artistes par gout personnel et par souci d'image politique — « affirmer son hellénisme à la manière des souverains macédoniens était un moyen d'asseoir l'hégémonie de Rome. » — d'autant que ce genre théâtral bénéficiait de la faveur populaire. Comme lui, Marc Antoine s’affiche publiquement avec des artistes dont, notamment, la mime affranchie Volumnia Cythéris qui a joué un rôle stratégique d’intermédiaire dans l'évolution des partis et des réseaux politiques de son temps (probablement pour rendre service à son patron Volumnius Eutrapelus). Plus tard, ce sera le mime, plutôt que la pantomime, qui sera associé aux manifestations du culte impérial par Tibère lorsque celui-ci, qui ne marque pourtant pas d'intérêt personnel pour les arts du spectacle, se trouvera dans l'obligation de contrôler le système de financement des spectacles tout en restant fidèle à la politique de soutien du secteur de son prédécesseur.
Les mimes représentent, dans un but comique, des personnages-types récurrents, comme le prostitué ou le stupidus calvus (l'idiot chauve qui reçoit des coups), et des thèmes permanents comme l'adultère (avec le classique trio mari-épouse-amant), ou le parjure des amants qui trahissent leur serment d'amour. Ils montent aussi des scènes blasphématoires — la religion n'étant pas traitée différemment des autres thèmes ce qui ne plait pas aux chrétiens qui accepteront pourtant parmi eux, après conversion, des mimes comme Genès de Rome, Pélagie d'Antioche et Thaïs. Christian Pernet cite un long mime avec décor d'église, croix et autel, récitation sérieuse de passages des évangiles et de psaumes, baptême, mais gestes ridicules de la plupart des soixante-cinq acteurs, ce qui amènera les autorités à promulguer des lois, à sanctionner par des supplices corporels ou à exiler les contrevenants.
Des sanctions contre les mimes existent effectivement dès avant la fin de la République. En exemple, une attaque ad hominem — ce qui, en fait, fut rare sur la scène comique — contre Lucius Accius provoque une action en dommages par celui-ci contre un mime qui parvient à se défendre en argumentant « qu'il est permis de nommer quelqu'un sous le nom duquel sont représentées de œuvres dramatiques » ; les conséquences de ce genre d'accusation vont varier en fonction des cas. Les historiens citent aussi souvent Decimus Laberius, mimographe de qualité appartenant à l'ordre équestre, contraint par Jules César, n'ayant pas apprécié la liberté de parole de l'auteur et voulant l'humilier, à jouer dans un de ses propres mimes — ce qui fait perdre à Labérius son statut de chevalier.

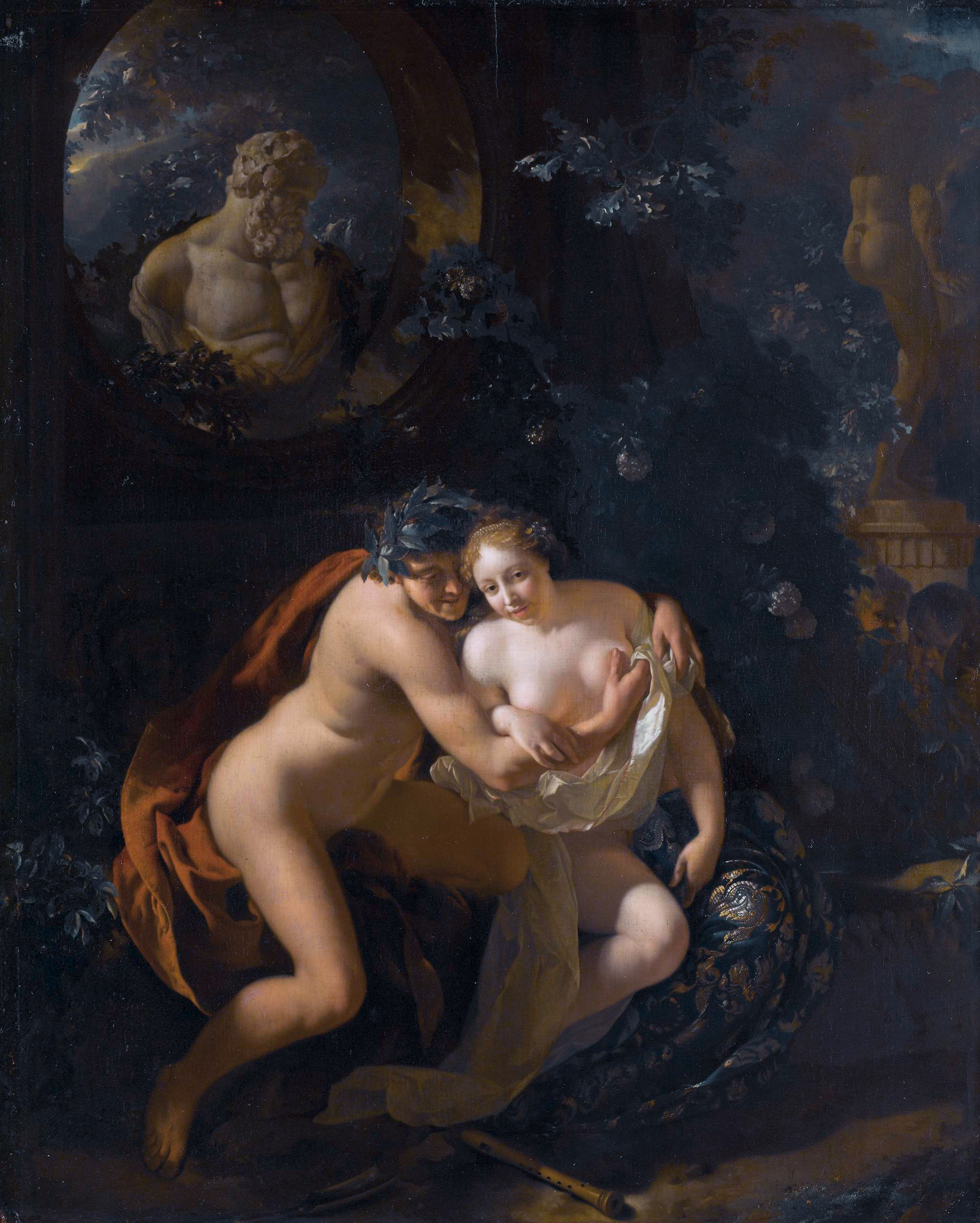
Pâris et Œnone, imaginés par Adriaen van der Werff en 1694.

Cela continuera sous l'empire, notamment avec Domitien qui aurait fait tuer le mime Helvidius pour une allusion à son divorce dans le mime Pâris et Œnone.
Les mimes vont aussi traiter de sujets mythologiques. Certains mimes, qualifiés d'homéristes, ont pour spécialité de jouer des scènes tirées des épopées homériques ou d'en reproduire des batailles dans leurs danses en armes. D'autres interprètent des sujets dont Tertullien a laissé une liste (Anubis adultère, Luna masculine, Diane flagellée, Ouverture du testament après la mort de Jupiter, et Les trois hercules affamés tournés en dérision), en se demandant si le public rit des mimes ou des dieux.
À l'époque impériale (à partir du IIe siècle), les mimes vont se spécialiser : imitateur de voix, d'actions de la vie quotidienne, de musiciens, chanteur ou même récitant. Certains sont ambulants, d'autres se confondent avec des faiseurs de tours de force, jongleurs ou acrobates qui se livrent parfois aussi à des imitations parodiques.

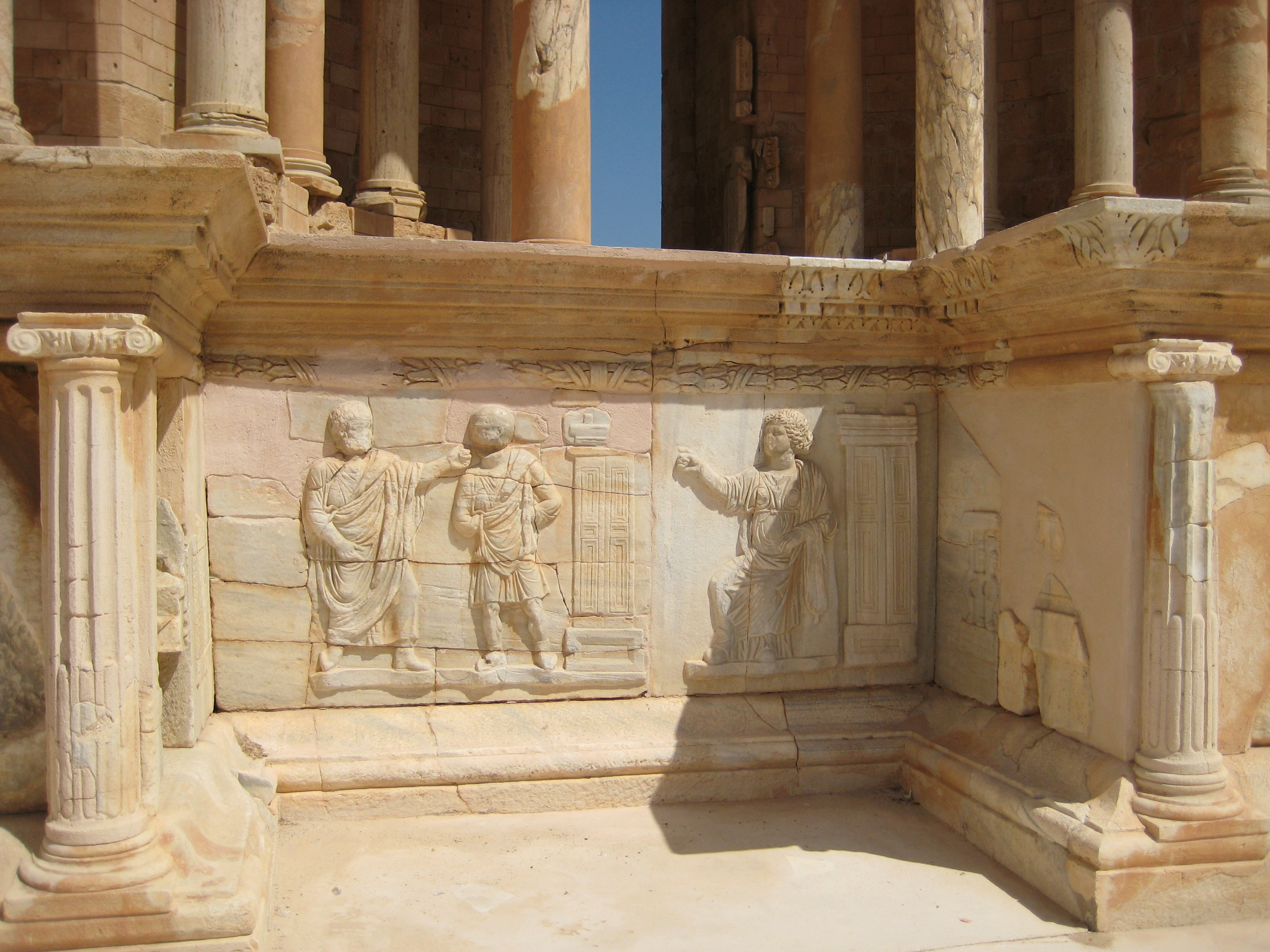
Scène de mime : coups portés sur le stupidus, personnage au crâne rasé récurrent. Bas-Relief, théâtre de Sabratha, IIe siècle.

Cependant, « le mime est une imitation irrévérencieuse de propos ou de gestes de quelqu’un ou une imitation lascive d’actions et de paroles honteuses ; les Grecs le définissent ainsi : le mime est une imitation de la vie comprenant à la fois des actions admises et des actions interdites » écrit le grammairien Diomède. Cette irrévérence comme le fait que les personnages sont souvent de basse condition et croqués dans des évènements relativement anodins font que le mime est souvent considéré négativement. Arnobe a écrit qu'ils aiment les têtes rasées des bouffons de théâtre, le claquement des soufflets et les applaudissements, les actes et les paroles honteuses, les énormes phallus bien rouges. Les coups, les gifles, etc. font effectivement partie des scènes mimées et constituent un ressort utile car provoquant le rire du public à l'encontre de celui qui les reçoit — et ce moyen comique sera régulièrement utilisé au fil du temps comme en témoignent les bastonnades dans les farces, la commedia dell'arte, le théâtre de Molière ou les cartoons —, mais le fait de subir la violence pour un salaire est méprisable pour la société romaine.
« Toutes ces caractéristiques du mime, auxquelles on peut ajouter l’importance de l’improvisation et de la bouffonnerie, contribuaient à provoquer le mépris de l’élite et des moralistes, ce qui explique l’absence presque totale de témoignages neutres sur le mime. Les auteurs qui en parlent le plus sont les pères de l'Église, passionnément opposés à toute sorte de spectacles ».
Au VIe siècle cependant, un rhéteur grec, Choricios de Gaza, rédige un discours intitulé L'Apologie des mimes qui apporte d'autant plus précieuses informations sur les mimes que les documents qui les concernent sont rares. En les recoupant avec d'autres sources, deux types de mimes peuvent être établis : le littéraire et le théâtral, ce dernier correspondant à l'imitation de la vie ; la liste des personnages va du petit enfant au médecin, au maitre, à l'orateur en passant par les représentants de métiers, les domestiques, etc. Le mime agit comme le danseur qui, selon Lucien, doit représenter les mœurs et les passions, et faire voir toutes les affections de l'âme, quel qu'en soit le degré.
Le mime, spectacle écrit et improvisé, parlé-joué-dansé-chanté à but comique, va vivre encore dans l'Empire byzantin après la chute de l'Empire romain d'Occident et survivre petitement dans l'Europe médiévale.

## Sous l’empire (duIerauVesiècleap. J.-C.)

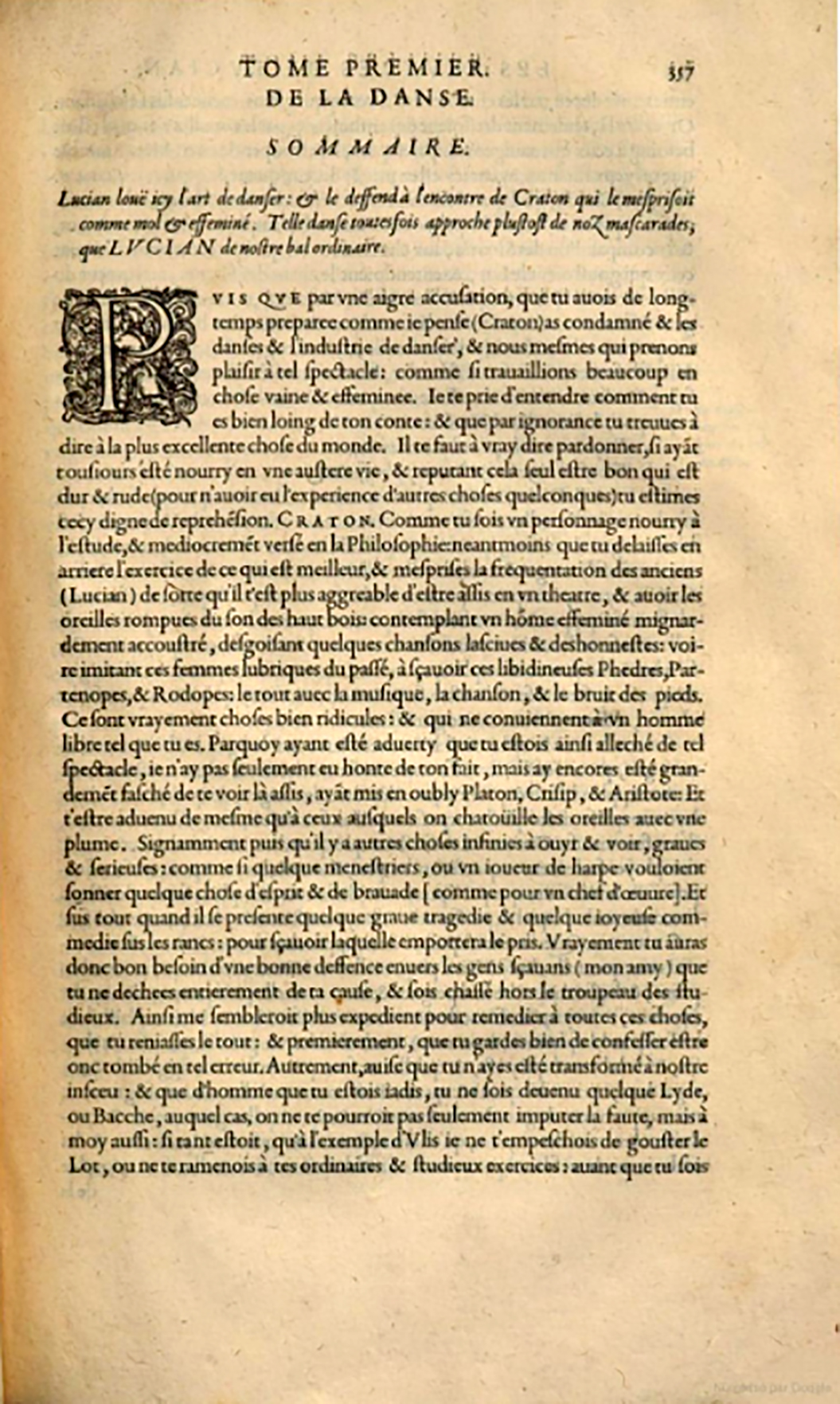
1re page du texte sur la danse in Les Œvvres de Lvcian de Samosate Philosophe excellent, non moins vtiles que plaiſantes : traduites du Grec, par Filbert Bretin Avssonois, Docteur en médecine. Repurgees de parolles impudiques & profanes. À Paris, Pour Abel l'Angelier Libraire Iuré, tenant ſa boutique au premier pilier de la grand'ſalle du Palais, M.D., 1582.

Les Lettres de Pline le Jeune démontrent que les femmes de la bonne société pratiquent la danse comme le chant, l'écriture et le sport (mais qu'elle doivent le faire avec modération), et qu'existent des danseuses-chanteuses professionnelles qui se produisent au théâtre et lors de réceptions privées (et sont considérées comme des femmes légères),.

### Définition de la danse
Dans son traité Περὶ ὀρχήσεως (De la danse) rédigé au Ier siècle, Lucien de Samosate, avocat, rhéteur et auteur, traite notamment de la formation du danseur et de la nécessité pour celui-ci d'avoir une grande culture — « Il faut que sa pensée embrasse le présent, le passé, l'avenir. (…) Il doit avoir une bonne mémoire, de l'esprit, de l'intelligence, de la promptitude à comprendre et surtout beaucoup d'adresse à saisir les à-propos. Il doit encore être en état de juger des poèmes et des chants, de distinguer les meilleurs airs et de blâmer ceux qui sont mal faits » — et des qualités dont cet artiste doit faire preuve — « précision, élégance, proportions heureuses, égalité de jeu irréprochable et parfaite, union de tout ce qu'il y a de plus beau, sans aucun mélange de défauts, conception vive, science profonde, imagination vraiment humaine » (John Weaver, Gasparo Angiolini et Jean-Georges Noverre, au XVIIIe siècle, vont tous trois se référer à ce texte de Lucien pour affranchir enfin le danseur de l’adage dévalorisant « bête comme un danseur »). Trois siècles après Lucien, un intéressant texte de Libanios défendant les danseurs complète son traité (qui sera, quant à lui, imprimé à partir de la Renaissance).

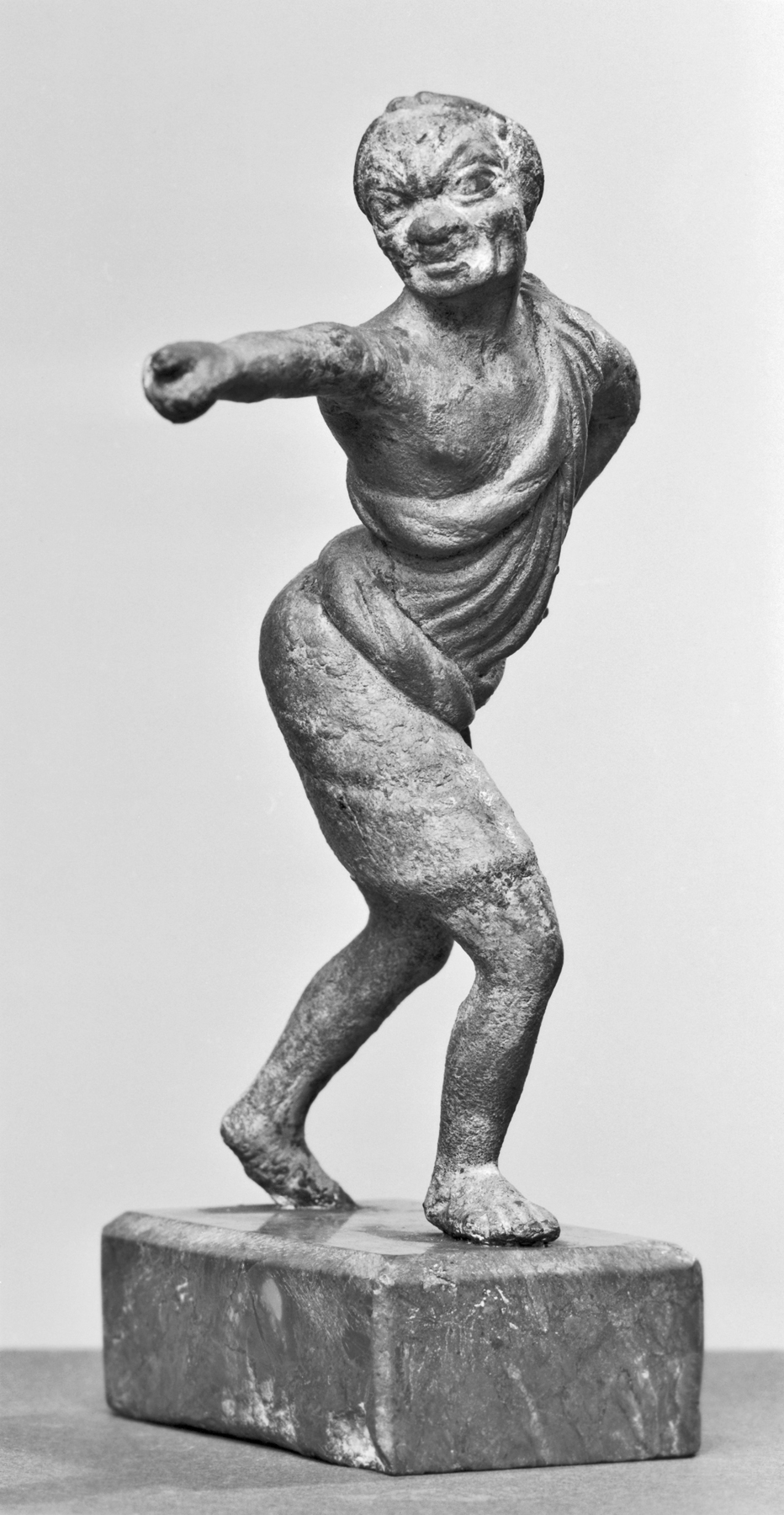
Personnage d'esclave dans un geste chironomique, potentielle posture, bronze, Ier siècle.

Plusieurs dizaines d'années avant Lucien, Plutarque a défini la danse en la décomposant en trois éléments : phora, schema, et deixis.
Ces trois notions, qui émanent de la culture grecque à laquelle il appartient même s'il a été nationalisé romain, connaissent diverses interprétations au XXe siècle. Curt Sachs indique que « les phoraï sont les gestes qui expriment les sentiments et les actions ; les schémata rendent la personnalité, le caractère d’un individu précis. Nombre de gestes de la cheironomie, des lois relatives aux mains, ont été notés pour nous par les auteurs ; ainsi, la main posée sur la tête, qui exprime la tristesse et le deuil ; les bras tendus au ciel pour l'adoration ; le bras jeté en avant du guerrier armé d'une lance et mille autres encore. ». Pour les danseurs et Florence Dupont, phora est l'enchainement (suite de mouvements enchainés les uns aux autres), schéma est l'attitude corporelle, la posture, un temps suspendu servant de point de départ et de fin de l'enchainement, et deixis le récit de l'histoire ou l'expression de sentiments par une communication non verbale : « La dénotation — deixis — n'est pas une imitation de mots mais une narration. Autrement dit, le danseur ne mime pas le texte mais raconte directement l'histoire. Sa deixis est donc indépendante du chanteur et de la musique, à la différence des postures, des poses et de l'enchaînement des mouvements. ».
Pour autant, le danseur — mime ou pantomime — a eu ses détracteurs comme le démontre Lucien, qui adhère à la définition de Plutarque, en rapportant l'anecdote de Démétrios le Cynique et d'un danseur : le philosophe ayant affirmé à l'artiste (probablement le grand Pâris), que son art n'est qu'un prolongement des instruments de musique et que sa danse elle-même est sans signification, l'artiste lui a répondu en dansant, dans un complet silence, « le fameux adultère d'Arès et Aphrodite, faisant se succéder les épisodes bien connus, le bonheur des amants, Hélios qui les surprend, le piège d'Héphaïstos le mari bafoué, les dieux invités à assister à leur déconfiture dont il a fait le portrait de chacun, enfin la honte d'Aphrodite et Arès qui demande grâce. Et Démétrius s'est senti obligé de reconnaitre publiquement « j'entends ce que tu fais, je ne le vois pas seulement mais il me semble même que tu parles avec tes mains. ». L'artiste a donc démontré magistralement que son art permet l'improvisation et que sa danse est tout ensemble peinture (par la reprise du schéma gestuel donné dans les arts plastiques, qui permet de reconnaitre Apollon, Pan, une Bacchante, etc. par leur attitude traditionnelle), musique (par l'émotion créée), et poésie (par les gestes narratifs et la chironomie qui racontent l'histoire).

### La création d'un nouveau genre théâtral, la pantomime, et son impact politique
La pantomime se différencie profondément du mime parce qu'elle va se baser sur l'improvisation et constituer « une œuvre gestuelle, une écriture éphémère qui s'inscrit avant tout dans l'espace et pour le regard. » À ce titre, elle pose problème aux auteurs latins (comme elle le fait aux artistes graphiques qui ne peuvent la représenter) : ils ne créeront pas de terme générique pour ce nouveau genre théâtral. Le seul nouveau mot qui sera créé, « pantomime », va désigner l'interprète et non le spectacle. Pour le reste, les écrivains utiliseront en périphrases le vocabulaire existant des genres théâtraux précédemment connus (tragœdia, comœdia, fabula) accompagnés de verbes indiquant le mouvement (comme saltare). Seul Lucien semble avoir conceptualisé le phénomène en écrivant η νυν ορχησις (la danse d'aujourd'hui) qu'on pourrait traduire par la « danse moderne »). De plus, alors que terme mimographus (mimographe) existe pour l'auteur de mimes, aucun mot n'est inventé pour nommer les auteurs des poèmes lyriques écrits pour la pantomime : « pantomimographe » n'apparaitra qu'au XVIIIe siècle — en une seule occasion : par Nicolas Edme Restif de La Bretonne dans ses Nuits de Paris pour surnommer le chorégraphe Jean-Georges Noverre.
Dans la multitude des artistes du geste dansé qu'on va appeler « pantomime » mais aussi Chironomi, Chironomontes, Chirosophi, Artifices, Petaminariï, Apolausti (qui vivent dans la joie), Orchistæ ou Horcistæ, Hypocritæ, Gestïculatores, Ethopoei, deux — venus d'Orient, et tous deux affranchis — sont particulièrement cités par Lucien et d'éminents auteurs ; ils ont manifestement marqué leur siècle et l'histoire de la danse : Pylade, pour ses innovations, et Bathylle, pour son interprétation.
Le Ier siècle, qui voit se développer à Rome un intérêt accru pour le geste et les éléments visuels de la représentation, connait aussi une forte évolution du domaine musical avec le perfectionnement de certains instruments, la naissance d'associations de musiciens, la spécialisation des instrumentistes et le développement de la musique d'ensemble. Pylade participe à ce mouvement en intégrant, pour la première fois, un orchestre dans ses spectacles.

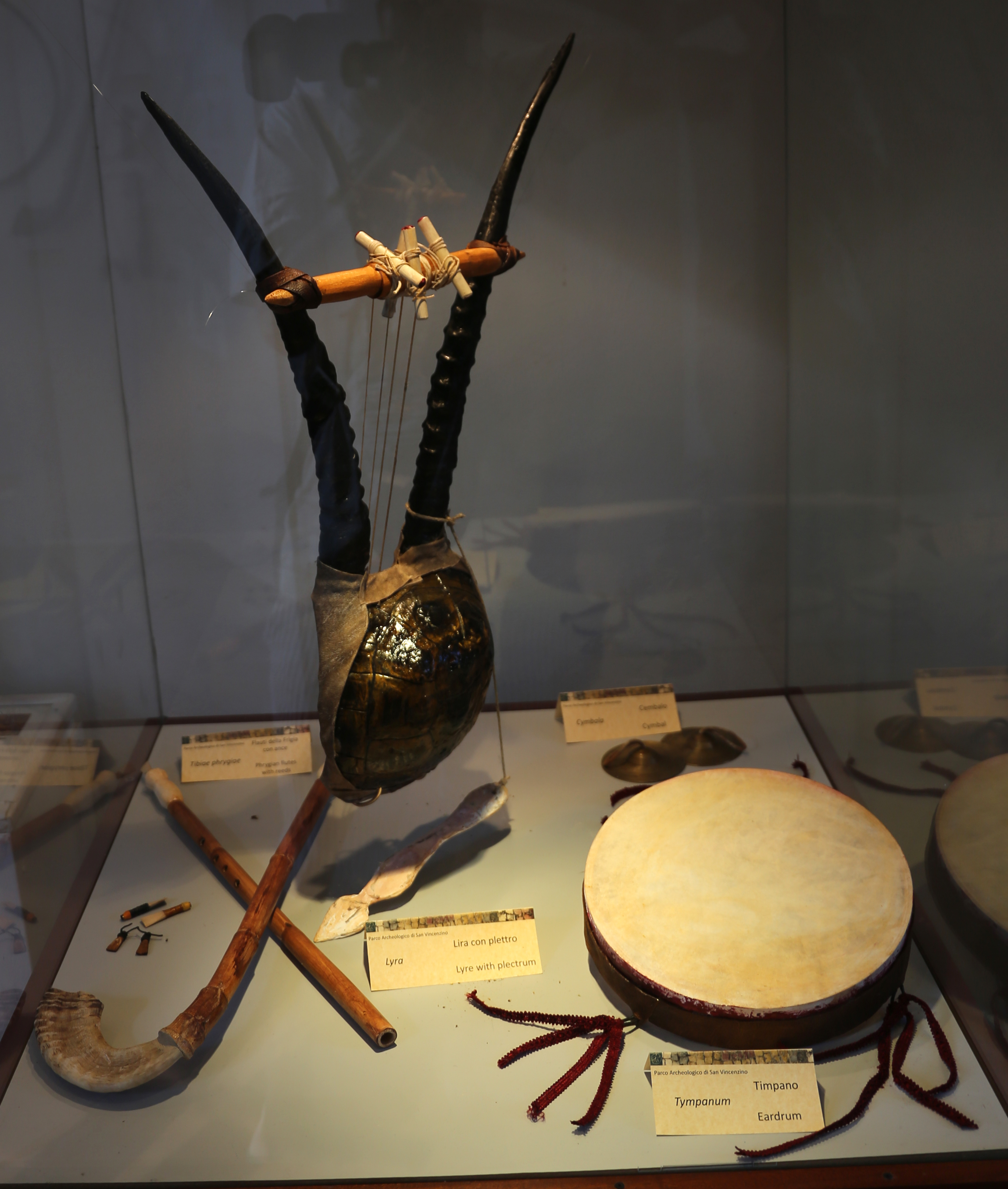
De g. à dr. : deux tibia avec anches, lyre et plectre, cymbales en arrière-plan, tambourin, Parc archéologique de San Vincenzino.
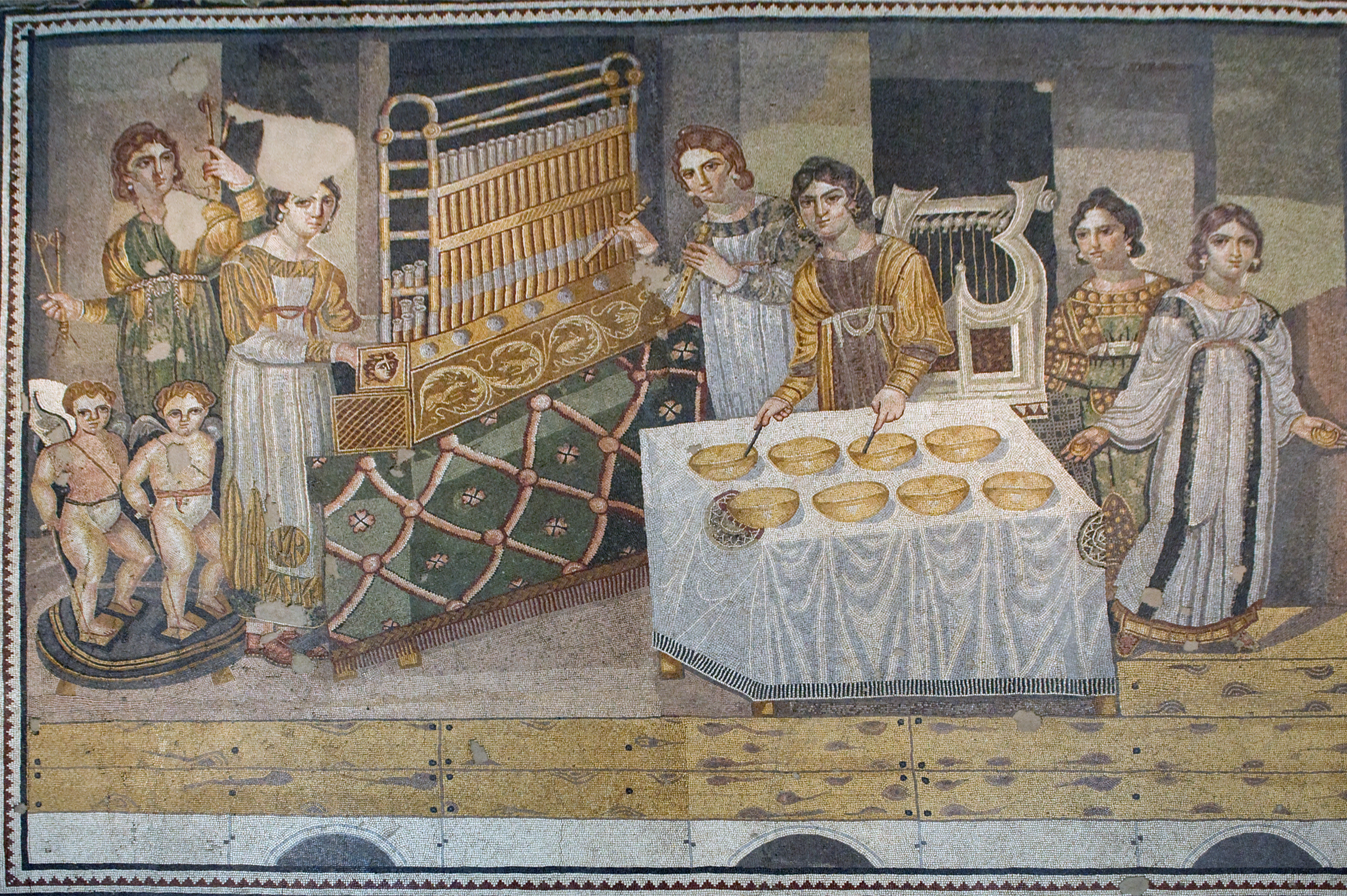
Orchestre féminin, mosaïque, Musée de Hama, IVe siècle[N 47].
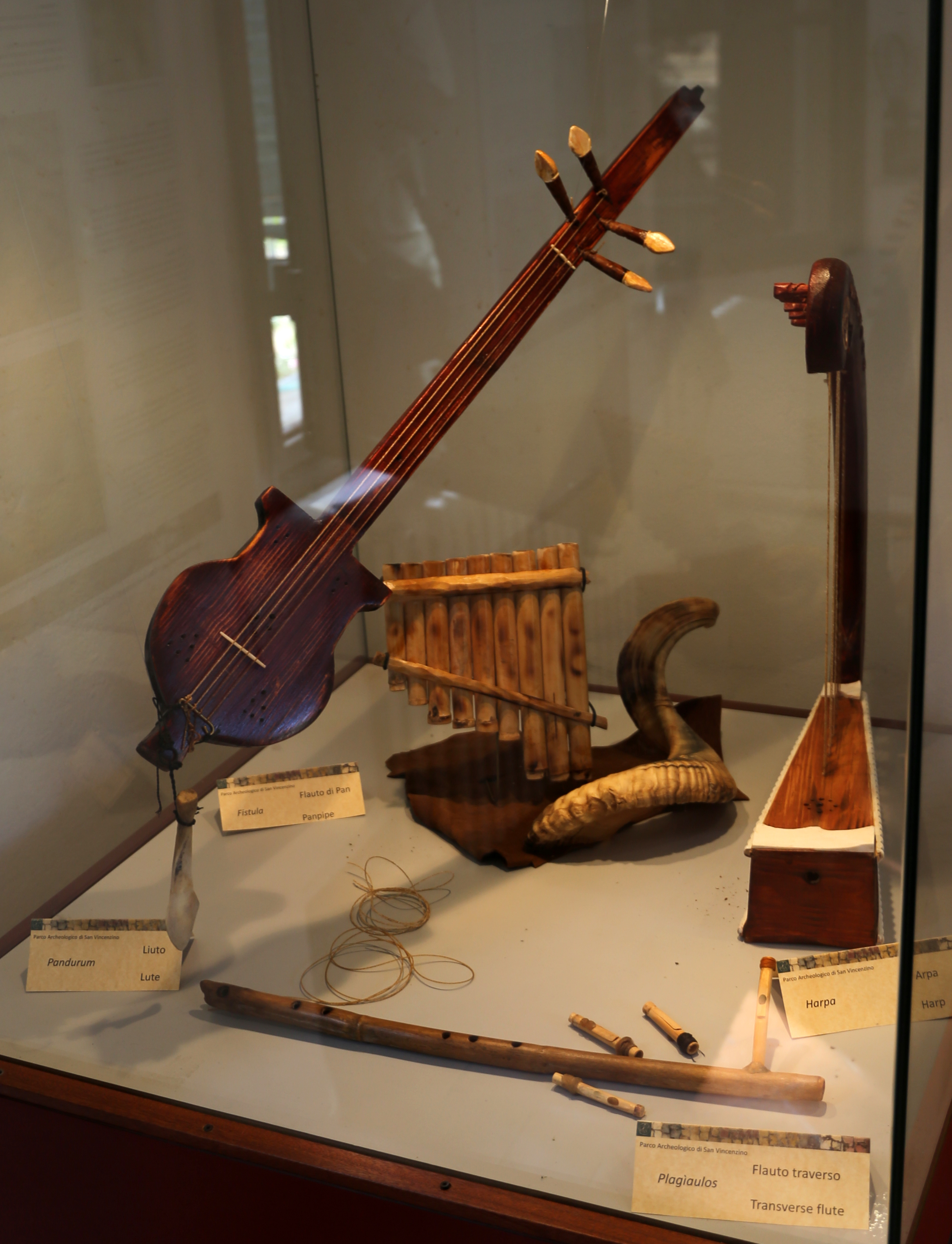
De g. à dr. : pandoura, syrinx, plagiaulos, harpe, Parc archéologique de San Vincenzino.
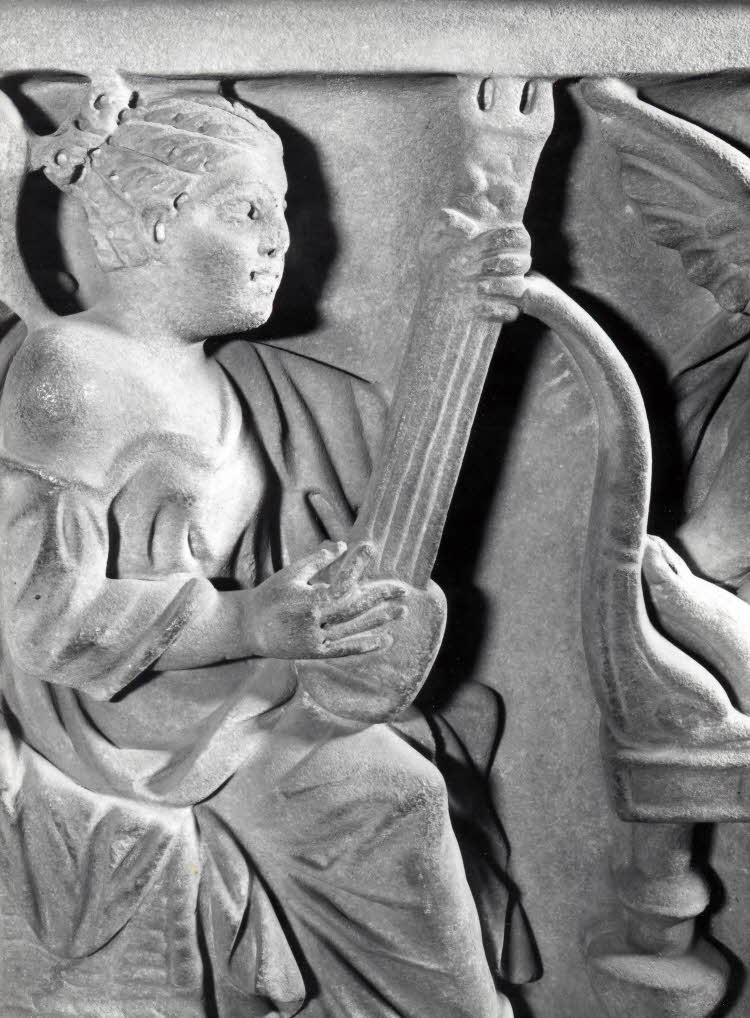
Joueuse de pandoura, bas-relief de sarcophage, IIIe siècle.

Pylade semble aussi avoir été le premier à Rome à introduire les thèmes tragiques, sur le modèle euripidéen, pour « anoblir » un genre constituant une évolution du mime peu prisé et réussir l'association de la gestuelle mimée et de chœurs de musiciens et chanteurs à partir de 22 av. J-C.. Sa renommée se répand très rapidement jusqu'en Italie du sud. Il a lancé un type de spectacle, la « danse italienne », qui sera présentée à Rome comme ailleurs dans l'Empire, dans les centres urbains comme dans les campagnes, et qui va durer jusque dans l'Empire byzantin.

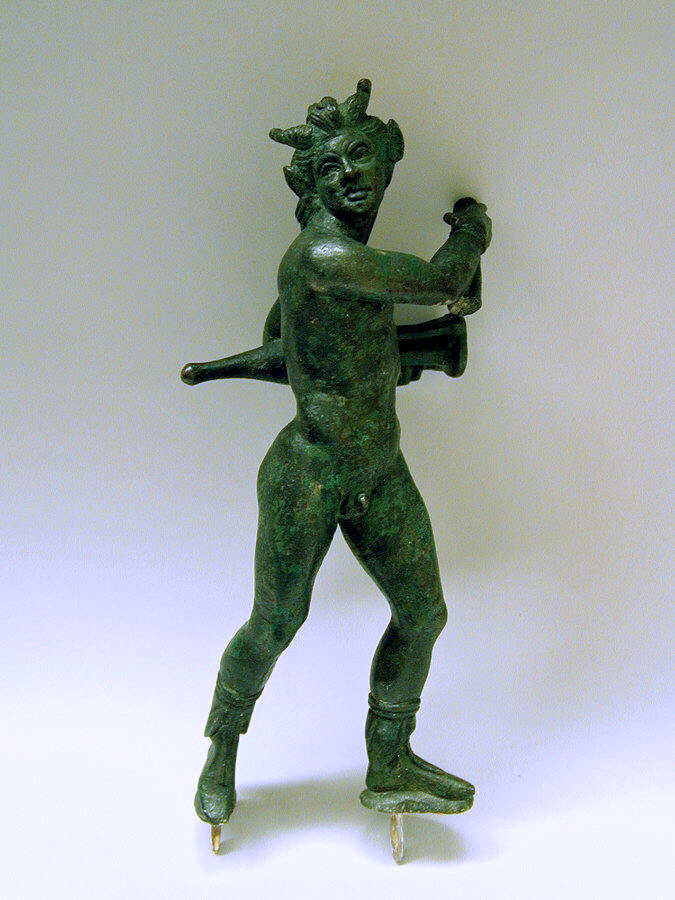
Satyre avec amphore dans un mouvement tournant, bronze, Ier siècle.

Autant Bathylle est porté sur les sujets comiques, riants et voluptueux dans ses bathyllides, autant Pylade excelle dans les scènes graves, sérieuses, mais tous deux peuvent s'éloigner de leur genre personnel pour affronter le terrain de leur rival. Ainsi lorsque Bathylle présente la pièce Pan & les Satyres au Banquet de l'Amour, Pylade donne-t-il aussitôt le Banquet de Bacchus aux Satyres et aux Bacchantes.
Pylade semble bien avoir présenté un fort caractère. Macrobe écrit que « dans le rôle d'Hercule furieux, plusieurs personnes trouvaient que Pylade ne conservait pas assez la démarche qui convient à un acteur : alors quittant son masque, il gourmanda ses critiques en ces termes : « Insensés, songez que je joue un fou » et en même temps il jeta ses flèches au milieu du peuple. Jouant le même rôle par ordre d'Auguste dans une salle particulière, il banda son arc et lança sa flèche ; et l'empereur ne fut point offensé que Pylade fît avec lui comme il avait fait avec le peuple romain. ». Le danseur n'a pas hésité non plus, lors d'une représentation, à interpeler oralement son élève Hylas pour contester la manière dont était traduite la « grandeur » d'Agamemnon, ce qui a incité le public à le faire monter sur scène pour donner sa propre interprétation de l'importance du personnage.
Les spectateurs, en effet, prennent parti pour l'un ou l'autre pantomime, et plus particulièrement dans le cas de Pylade et Bathylle qui, devenus les idoles de l'époque, vont poser de sérieux problèmes à l'empereur Auguste, qui pourtant soutient ce type de spectacle grandiose et luxueux, malgré son cout et ses exigences techniques, peut-être (comme d'autres) par imitation d'Alexandre le Grand, plus certainement par projet politique pour attirer spectateurs et artistes grecs en Italie. Intrigants, effrontés, mais tellement talentueux, Pylade et Bathylle sont appréciés de la population et de l'empereur lui-même au point qu'il leur accorde le privilège de ne dépendre que de lui et non plus des magistrats, les soustrayant par là même à l'éventuel supplice des verges. Les deux pantomimes ne cessent pourtant de se disputer et, selon Macrobe, Pylade aurait fait remarquer à Auguste qui le réprimande qu'il est de son intérêt que le peuple s'amuse de leur querelle car pendant ce temps-là il ne s'occupe pas des actions du gouvernement.

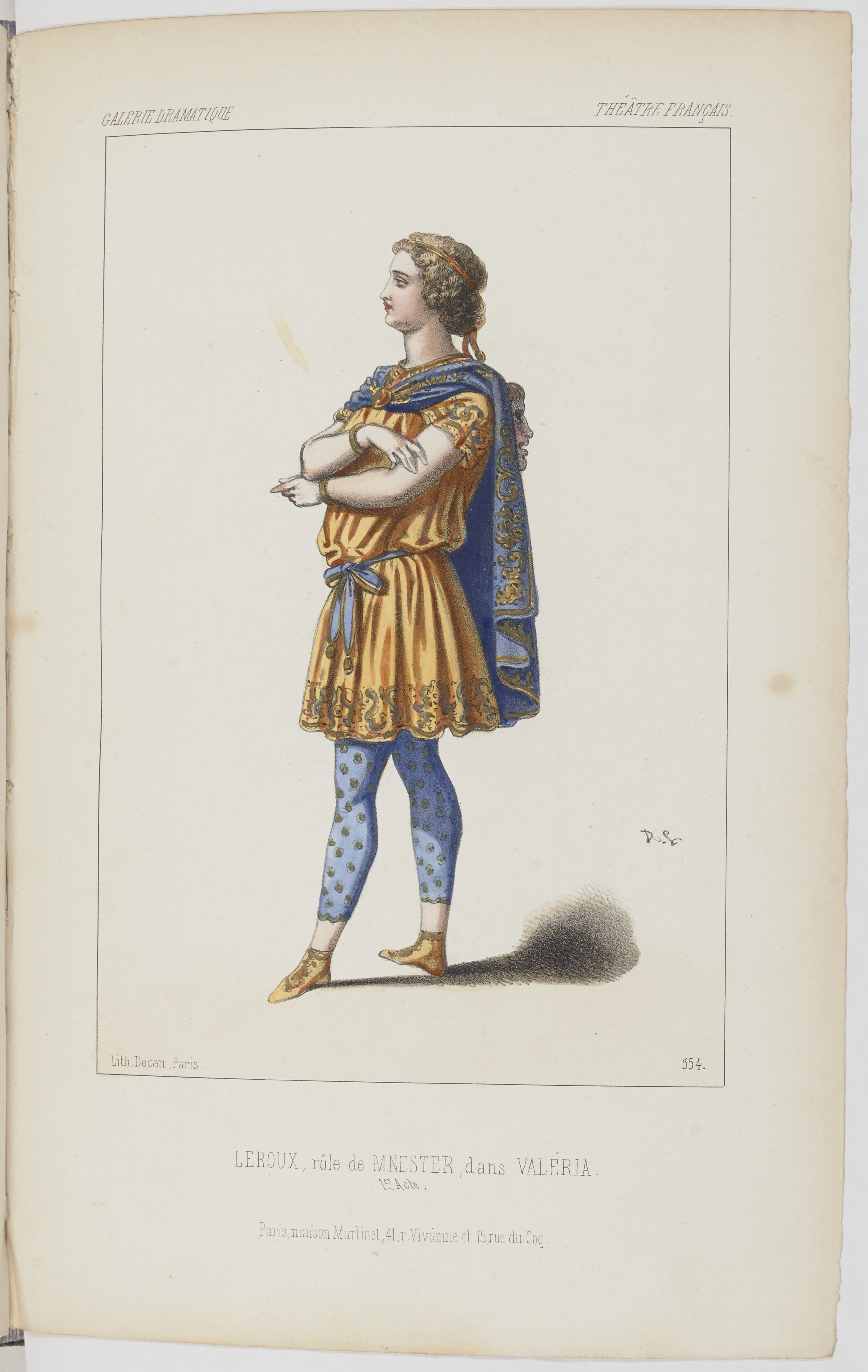
Le comédien français Leroux dans le rôle du pantomime Mnester, Paris, 1851.

Pylade et Bathylle ont créé leur école et par la même occasion des viviers de partisans, les Pyladæ et les Bathylli.
Lorsque Auguste, en 18 av. J.-C., est contraint d'exiler Pylade qui a montré un spectateur du doigt qui le sifflait et déclenché une émeute entre ses partisans et ceux de Bathylle, de tels troubles populaires se déclenchent que le chef de l'État est obligé de le laisser revenir la même année.
Toutes les catégories de la population sont en effet atteintes de passion pour les danseurs-pantomimes et cela va durer longtemps. Divers couples formés à la suite de la fascination pour les danseurs sont cités en exemple : Caligula-Mnester, Messaline-Mnester (sur ordre de Claude), Domitia-Pâris, Faustina-un pantomime au nom inconnu, sans compter les nombreuses matrones qui succombent au charme des danseurs. Des chevaliers vont aussi se faire pantomimes, soit par inclination, soit par stratégie familiale car une carrière artistique, souvent lucrative, peut apporter les ressources financières utiles au train de la gens. L'engouement des aristocrates pour la scène (et tous les métiers de l'amphithéâtre romain et du cirque), qui a commencé sous Sylla s'appuyant sur les Jeux Troyens réservés à la noblesse, a été permis pour les chevaliers sous César, a vu les sénateurs (et même une matrone) s'y mettre sous Auguste sera réprimé, particulièrement sous Tibère, par des sénatus-consultes frappant d'ignominie ou de radiation les nobles qui s'y risquent, la sanction s'étendant même aux arrière-petits enfants des sénateurs et aux petits-enfants des chevaliers, car l'État se devait de conserver un vivier de ses serviteurs traditionnels.
Des familles patriciennes entretiennent aussi des pantomimes pour recueillir une partie de leur gloire, profiter de l'appui de leurs claques, et s'attirer ainsi la faveur populaire. Elles vont jusqu'à organiser des jeux avec pantomimes, comme Pylade le fait lui-même, d'ailleurs, en l'an 2 av. J.-C., devenu âgé mais très riche.

### La formation et l'art des danseurs et pantomimes
La spécialisation du mime parodique dansé en Italie du sud et à Rome est attestée par divers documents à partir de 80 av. J.-C. ; par contre, il faut attendre l'époque d'Auguste pour en trouver qui mentionnent des représentations de pantomimes. Pour Marie-Hélène Garelli, la pantomime n'a pas été le résultat d'une évolution des genres théâtraux anciens mais celui d'innovations dues à des rencontres artistiques qui ont permis la création de pratiques en solo accompagnées par des artistes lyriques connus, ce qui a constitué une réelle nouveauté, la danse en soliste n'étant « pas une pratique caractéristique de l'orchestrique grecque classique. ». La pantomime se différencie profondément du mime parce qu'elle va se baser sur l'improvisation, et constituer « une œuvre gestuelle, une écriture éphémère qui s'inscrit avant tout dans l'espace et pour le regard. ».

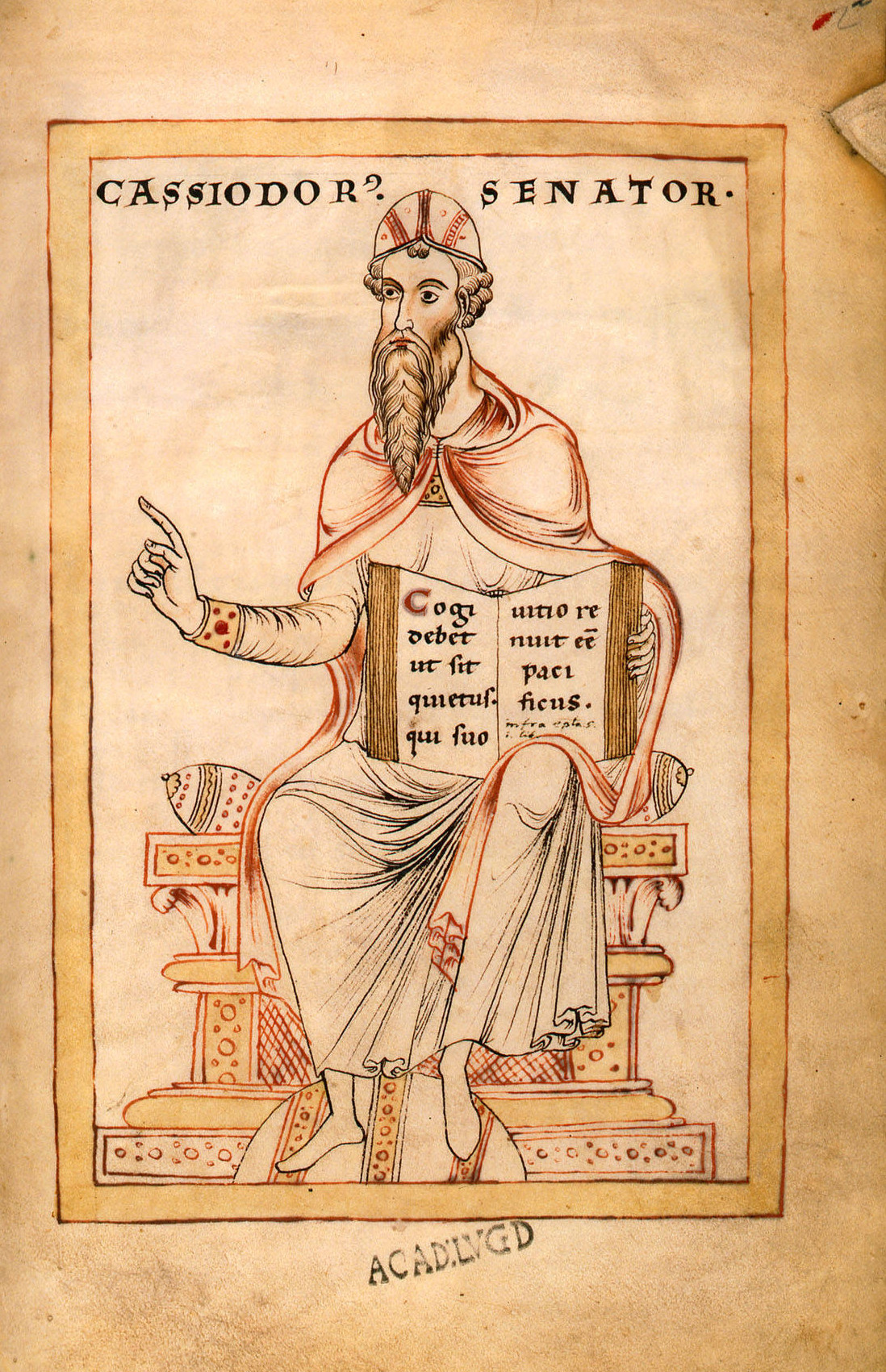
Cassiodore. Frontispice de la Gesta Theodorici, manuscrit sur vélin, 1177.

« Ainsi, dès que le pantomime, qui doit son nom à ses multiples imitations, est appelé sur scène par les applaudissements, des chœurs harmonieux et experts à jouer des différents instruments l’accompagnent. Alors, il prête ses mains aux sens, il développe pour les yeux les vers du chant, il instruit le regard du public au moyen de gestes convenus qui sont presque des lettres et pour signes, il choisit le contour des choses ; il crée ainsi sans écrire ce qu’a traduit l’écriture. Le même corps figure Hercule et Vénus ; masculin, il incarne une femme, il fait le roi et le soldat, il interprète un vieux et un jeune si bien qu’on pourrait croire, face à une telle diversité d’imitations, qu’en un seul sont contenus plusieurs êtres distincts », a écrit Cassiodore. Ainsi « sans le secours de la parole, ils devaient être aussi éloquents que les plus grands orateurs et plus intelligibles qu'eux ».

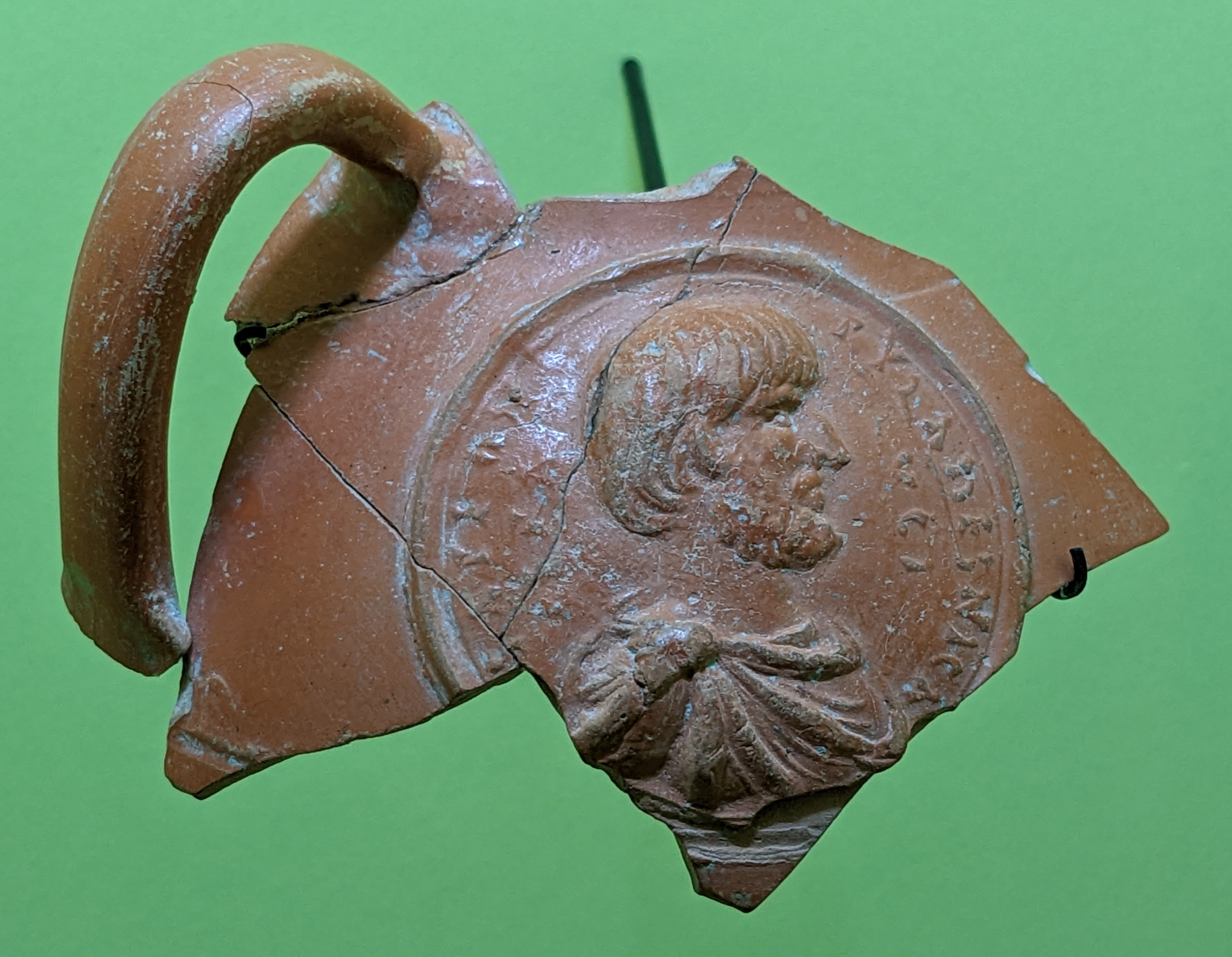
Effigie d'un Pylade, terre cuite, époque impériale.

Pour développer cet art, la technique s'apprend dans des écoles dès le début de l'Empire et les élèves de tel ou tel maitre portent traditionnellement son nom, selon une pratique connue en Grèce — raison pour laquelle divers pantomimes, au cours des siècles, s'appellent Pylade, Bathylle ou Pâris.
La formation ne s'adresse qu'à celles et ceux qui répondent à des critères physiques exigeants : une morphologie qui laisse prévoir une taille moyenne à l'âge adulte (avec un cou droit, un regard franc, des doigts bien formés), une beauté parfaite (puisque le danseur devra interpréter des dieux), un caractère marquant de la volonté et de l'endurance car l'enfant est soumis à une véritable ascèse, notamment sur le plan alimentaire puisqu'il doit être capable de brider son appétit.
L'entrainement donne souplesse, vigueur, sensualité, capacité de réaliser des sauts périlleux et des pirouettes, précision du travail des bras et des mains, habileté à arrêter subitement les enchainements dans des poses évoquant les personnages traditionnels. Mais les élèves doivent aussi apprendre à rendre sensible la présence d'autres personnages prévus dans l'argument.

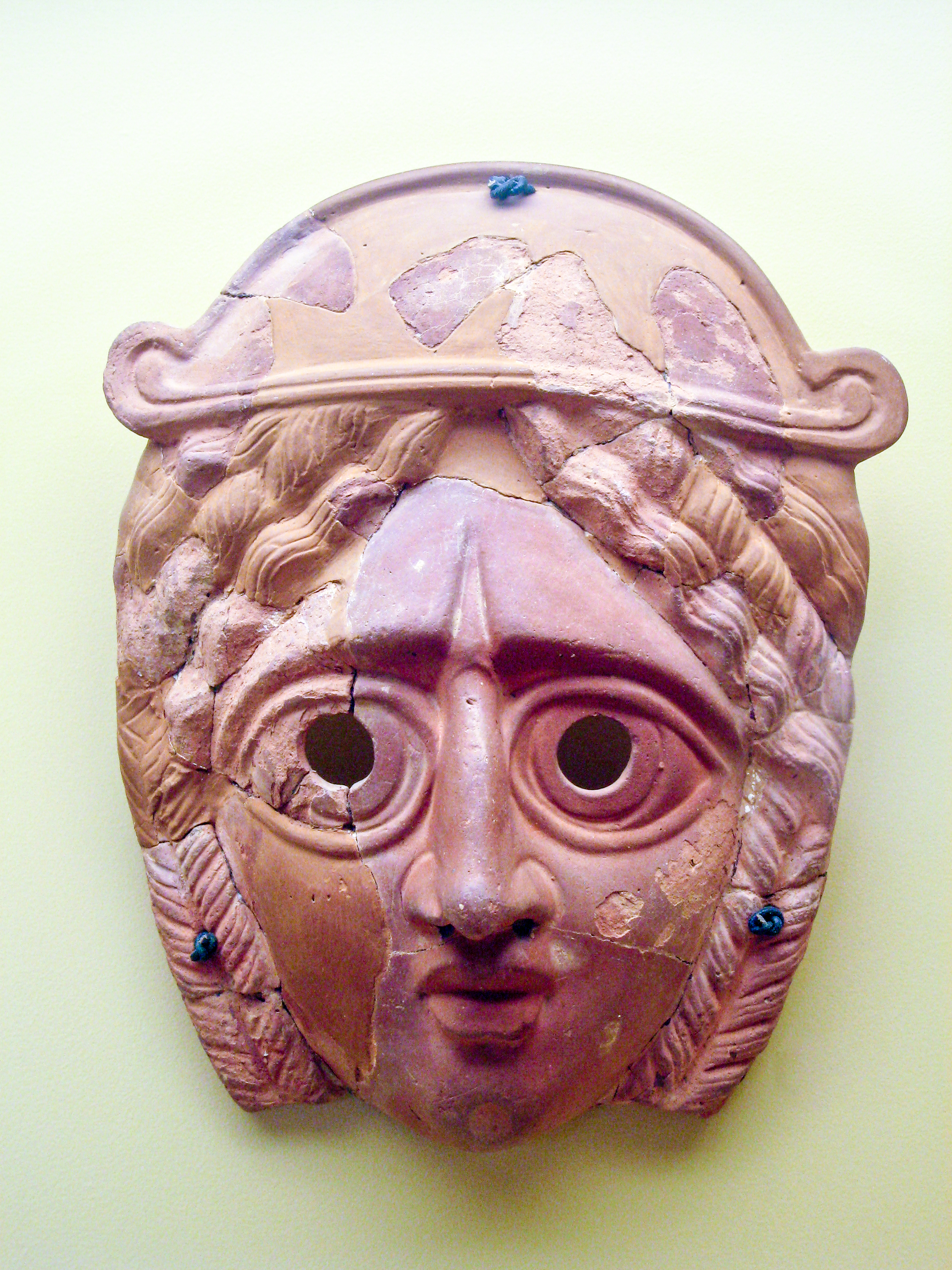
Masque féminin de pantomime, terre cuite, 200-250 ap. J.-C.

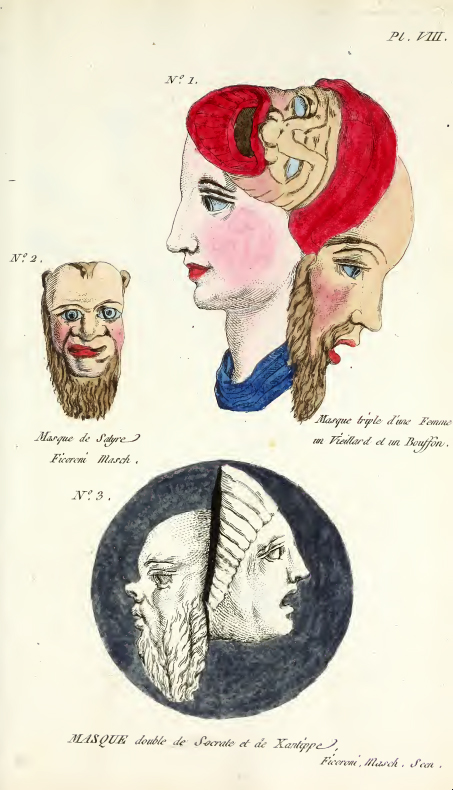
Masques simple, double et triples illustrant.

Celui-ci se présente sous forme de séquences puisque les pantomimes doivent, en fonction des personnages à interpréter, changer de masque et éventuellement modifier leur costume, généralement composé d'une tunique légère — la toge étant interdite — ; ils peuvent y ajouter un pallium (long manteau descendant jusqu'aux talons et porté par les femmes et les hommes), ou une stola, une tunique trainante dite talaris, une syrma (autre sorte de robe trainant au sol), une coiffe ou une tiare, maintenues par un redimiculum (bandelette de tissu) et des accessoires.
Le masque se caractérise par une bouche fermée (puisque le pantomime reste muet alors que celui de l'acteur présente une bouche largement ouverte, laissant passer le son) ; il peut être double « c'est-à-dire dont les sourcils, diversement placés donnaient aux deux côtés du même visage deux expressions différentes lorsqu'ayant à peindre deux affections opposées, ils ne pouvaient pas quitter la scène. Ils emboitaient toute la tête (…) indépendamment du caractère de la figure, il (le pantomime) se faisait une tête petite ou grosse, ronde ou aplatie, chauve ou chevelue. Ils étaient en bois selon Prudence et un passage de Virgile. ». Cette matière fut écartée au profit du cuir doublé d'étoffe puis par de l'étoffe enduite de colle et devenant une sorte de carton-pâte.
Le texte doit habilement donner le discours du personnage principal et des informations sur le décor et les autres personnages de la séquence mais ce type de littérature ne reçoit pourtant aucune considération et il ne reste quasiment rien des librettos de pantomimes ; Abronius Silo en a écrit, Stace aussi — pour des « raisons alimentaires » —, et Lucain en aurait rédigé quatorze.
Dans sa défense des danseurs, Libanios se voit obligé de traiter de l'accusation d'efféminement et de prostitution, fréquente, particulièrement en ce qui concerne les femmes. Il professe donc que pour les danseurs de pantomime, il y a dans la danse une « extrême attention à ne se dénuder en aucune manière, à la différence de la tragédie et de la comédie où les acteurs sont amenés à danser le cordax », ce qui, incidemment, souligne le fait qu'il y avait bien de la danse dans ces pièces de théâtre. Dans ce domaine d'ailleurs, plusieurs auteurs du XXIe siècle considèrent que la danse a pu influencer la structure des tragédies de Sénèque et enrichir le genre tragique en y important l’esthétique de la pantomime.
La pantomime domine les autres genres théâtraux et des pantomimes renommés reçoivent les ornements décurionaux (chaise curule et toge prétexte) en reconnaissance de leur talent et parcours professionnel. Certains de ses artistes peuvent connaitre la richesse. Dans ce cas, ils disposent de moyens supérieurs pour financer la claque composée, selon Libanios, d'étrangers marginaux incapables de faire autre chose que de servir les danseurs. Les mimes utilisent aussi les claqueurs, mais dans une moindre mesure puisqu'ils sont moins riches que les pantomimes.

### Utilité de la pantomime
Les pantomimes ont d’abord dansé des textes tragiques comme Les Bacchantes (interprété par Pylade),  Ion ou Les Troyennes d'Euripide. La mythologie a ensuite offert de nombreux sujets comme le Jugement de Pâris, les métamorphoses amoureuses de Zeus, les amours de Mars et Vénus — thème qui sera repris dans la première pantomime de l'ère moderne, Les Amours de Mars et de Vénus par John Weaver —, les noces de Cupidon et Psyché des Métamorphoses d'Apulée où interviennent les Muses en chœur, un Apollon chantant avec sa cithare et Vénus dansant dans une fabula saltica, forme de pantomime, accompagnée par un satyre jouant du tibia et par un panisque avec syrinx.

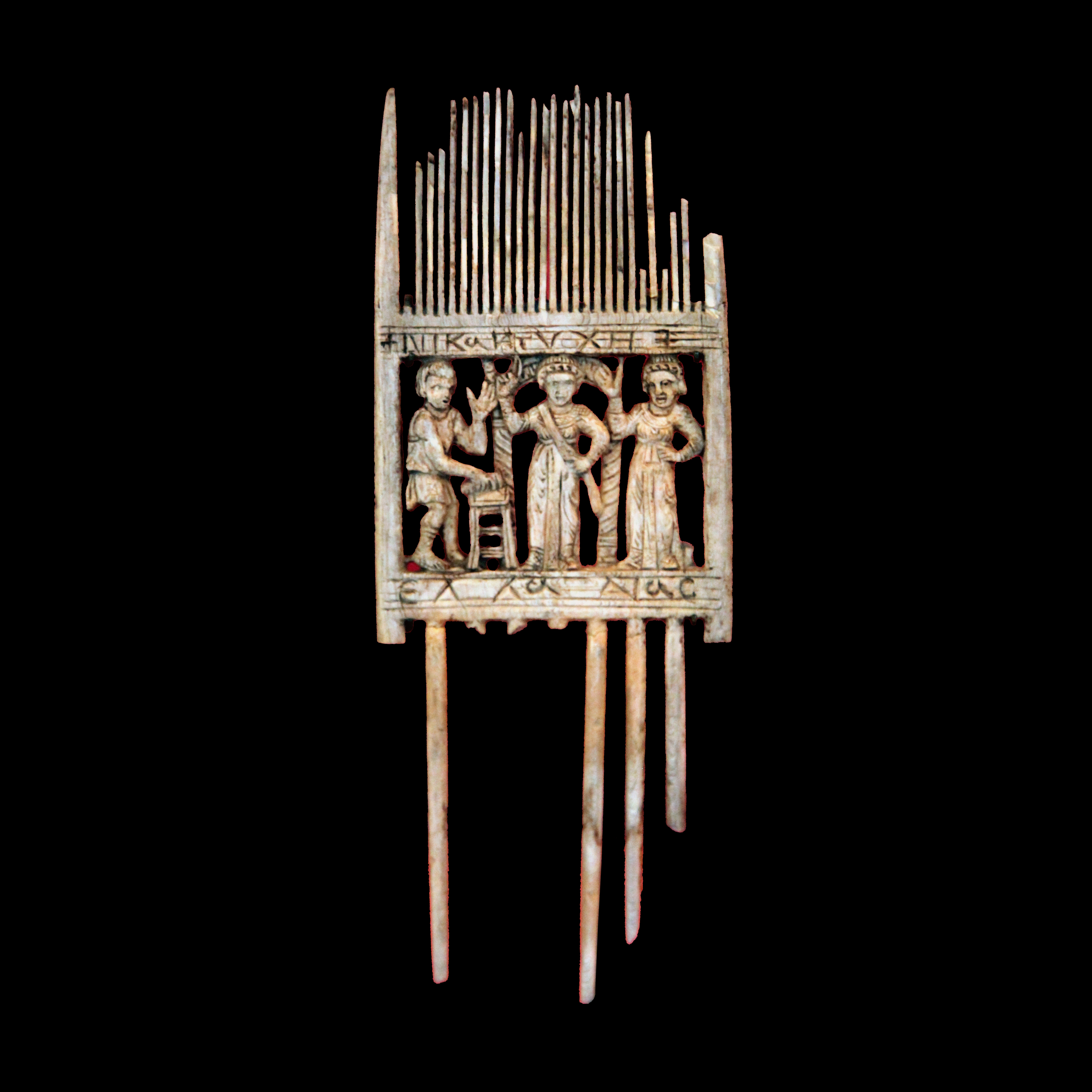
Scène de pantomime. Peigne avec inscription Vive la Fortune d'Helladia et des Bleus. Amen, ivoire, Antinoé, entre 395 /et 641.

L'histoire et le suicide de Canacé donne l'opportunité d'utiliser l'épée comme accessoire scénique, et la pantomime va même inclure des danses en armes comme représentations dramatiques de combats ; Lucien témoigne de danseurs interprétant Capanée ou Hector, ce dernier personnage ayant été aussi joué, au VIe siècle, par une pantomime vêtue d'un manteau de guerre, Helladia de Byzance à qui le poète Léonce a dédié des épigrammes.
Tous ces personnages sont familiers aux spectateurs car représentés par des statues, bas-reliefs, mosaïques ou peintures dans l'espace public ou privé.
Des épisodes de l'histoire plus récente, allant jusqu'au règne de Cléopâtre VII, d'après les récits d'Hérodote ou, peut-être, de Diodore de Sicile s'ajoutent aussi au répertoire .
La pantomime participe ainsi à la transmission et la perpétuation des mythes au même titre que les artistes des arts graphiques et que le grammaticus comme l'ont fait remarquer des auteurs comme Dosithée et Libanios — qui affirme qu'un dieu, pris de pitié devant le manque d'éducation du peuple, a introduit la danse comme moyen d'enseigner aux masses les exploits des anciens, ce qui permet la conversation entre un artisan et un intellectuel.
Spectacle total incorporant danse, musique, texte (chanté), costumes, la pantomime devient une des formes de divertissement théâtral les plus populaires et les plus répandues dans tout l'Empire romain ; compréhensible par tous, parlant ou non le latin, grâce à la deixis des danseurs, transmettant les thèmes importants de la culture gréco-romaine, elle se révèle un mode véhiculaire idéal de diffusion culturelle dans la totalité de l'Empire romain. C'est un spectacle total comparable, aux XXe et XXIe siècles, à la comédie musicale.

### Conséquences de la pantomime

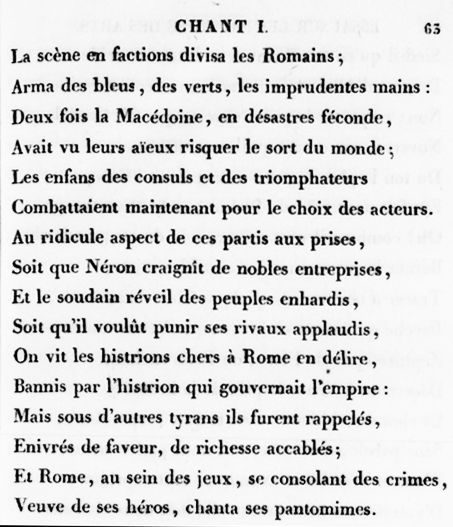
Marie-Joseph Chénier, Sur le principe des arts (extrait), paru en 1818.

Le vedettariat du pantomime, qui dure du Ier siècle au VIe siècle, amène plusieurs conséquences. La rémunération des plus célèbres pantomimes peut être énorme et la limitation de leur salaire est difficile — on en arrivera même, devant la grogne de la population quand un pantomime refuse de se produire parce qu'il estime n'être pas assez payé, à convoquer le Sénat pour obtenir une autorisation de dépassement des dépenses réglées par la loi ; ces rémunérations pharamineuses profitent aux artistes mais aussi, lorsqu'ils sont des affranchis, à leur ancien patron, car « faire former des esclaves à la danse et les affranchir représentait parfois une opération spéculative très rentable ». D'autre part, l'enthousiasme des spectateurs pour tel ou tel pantomime les amène à la création de « fan clubs », organisés pour la claque, à l'affrontement de différentes coteries, et à des émeutes entrainant parfois des morts, notamment parmi les soldats qui assurent le service d’ordre. Les autorités, réduites à exiler les artistes, devront parfois accepter leur retour sous la pression populaire.
Malgré diverses mesures et parce que les troubles sociaux ont repris, histrions et pantomimes vont effectivement être expulsés et revenir à plusieurs reprises, pendant le règne de différents empereurs, sans que les historiens du XXe siècle et du début XXIe siècle ne trouvent un consensus quant aux raisons profondes qui ont suscité ces rixes, violences, séditions, voire meurtres, dans le cadre des spectacles de pantomime et non dans les cirques. Parmi leurs hypothèses figurent la focalisation de l'attention sur un seul artiste et non sur des équipes. Le fait aussi que certains pantomimes, qui se produisent au théâtre comme chez des particuliers (ce que ne font pas les athlètes), peuvent susciter des fantasmes en tant que sex-symbols. Quant aux actions-réactions des claqueurs, elles peuvent être avivées par la subjectivité des résultats dans les concours (apparus en Grèce peu avant 190, où les pantomimes interprètent à tour de rôle la même histoire) tandis que l'objectivité est plus évidente pour déterminer un vainqueur, car premier arrivé, d'une course de chars. Le rapport au public, frontal de l'acteur au théâtre ou latéral de l'athlète au cirque, a aussi pu jouer un rôle, l'artiste pouvant moduler son jeu, voire interpeler la foule tandis que l'athlète est sans possibilité d'interaction directe. L'exacerbation de différentes émotions — amour, colère, fureur, chagrin, folie, érotisme — exprimées par le pantomime est reproduite par les spectateurs dans les gradins, ce n'existe pas en athlétisme. La musique et le chant enfin, puissants vecteurs d'émotions capables d'apaiser ou d'exciter, parties prenantes de la pantomime, sont absents du stade.
La passion de la pantomime a touché toutes les classes de la société, jusqu'aux proches des empereurs et à ceux-ci même, pour qui un entourage de vedettes attire la faveur populaire.
Une analyse se développe dans la deuxième moitié du Ier siècle : celle de la critique esthétique, morale et philosophique de la pantomime (qui s'est déjà répandue dans l'Orient grec). Les moralistes s'inquiètent de la fascination populaire qu'elle suscite et leurs arguments portent sur le genre, le penchant pour la débauche, la perte de contrôle de soi, la féminité des danseurs, voire la tromperie qu'ils imposent au public (car « ils imitent, par leurs évolutions féminines, le sexe qui a été refusé aux hommes par la nature et abusent les yeux des spectateurs »). S'y ajoutent le constat de l'indifférenciation sociale des amateurs de pantomime, considérée comme facteur d'unité par les uns, danger pour les autres — dont Sénèque qui n'accepte pas que les jeunes nobles deviennent « esclaves de pantomimes » — et l'indignation devant les honneurs, jugés excessifs, accordés aux pantomimes selon Augustin d'Hippone. Celui-ci, qui sera canonisé en 1298 et reconnu Docteur de l'Église, imagine, au Ve siècle, que les amateurs de danse théâtrale pourraient demander la mise à mort de celui qui voudrait mettre un obstacle à leur plaisir favori : .

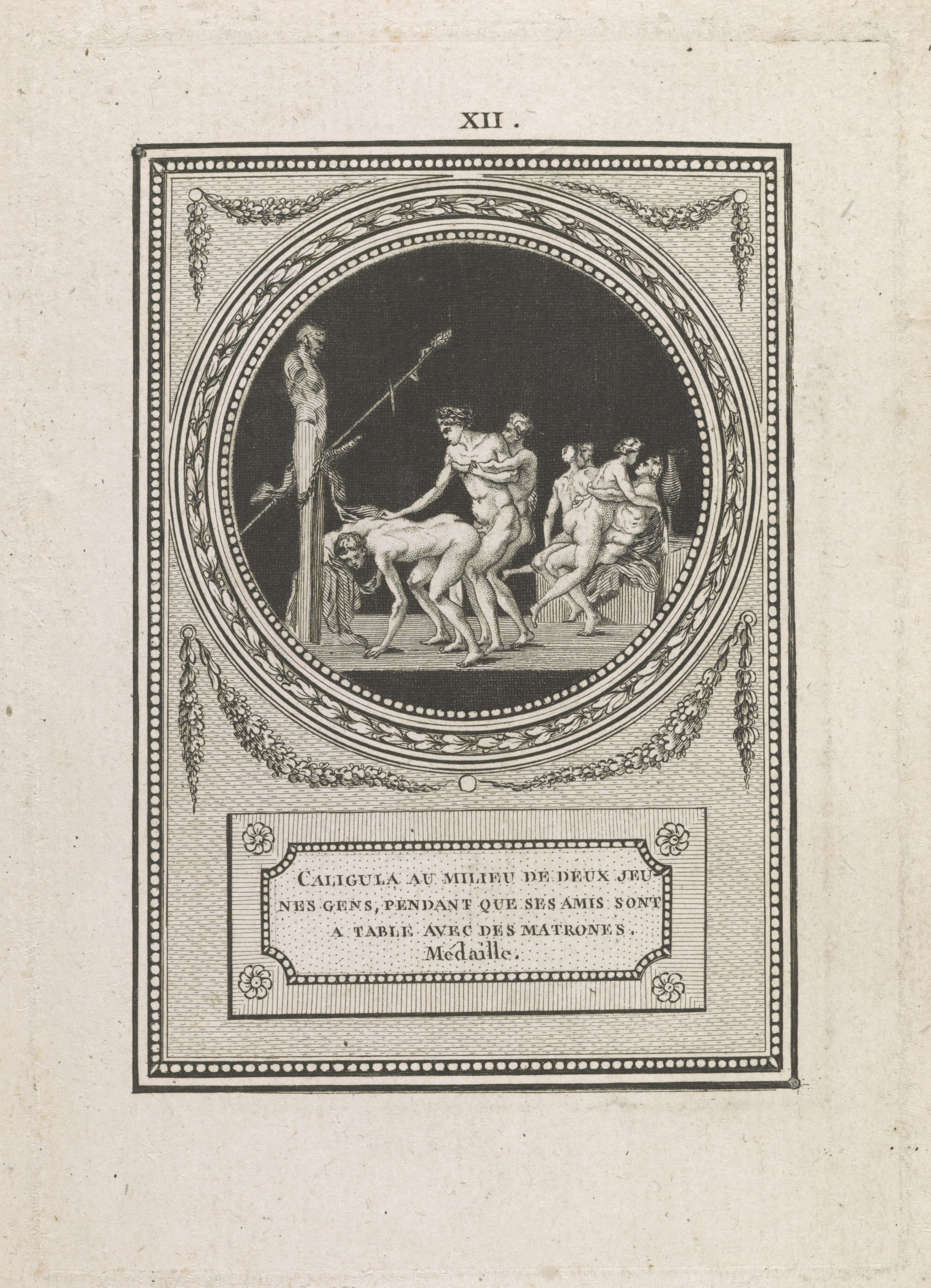
Gravure illustrant le livre de Pierre d'Hancarville, Monumens de la vie privée des douze Césars, 1785.

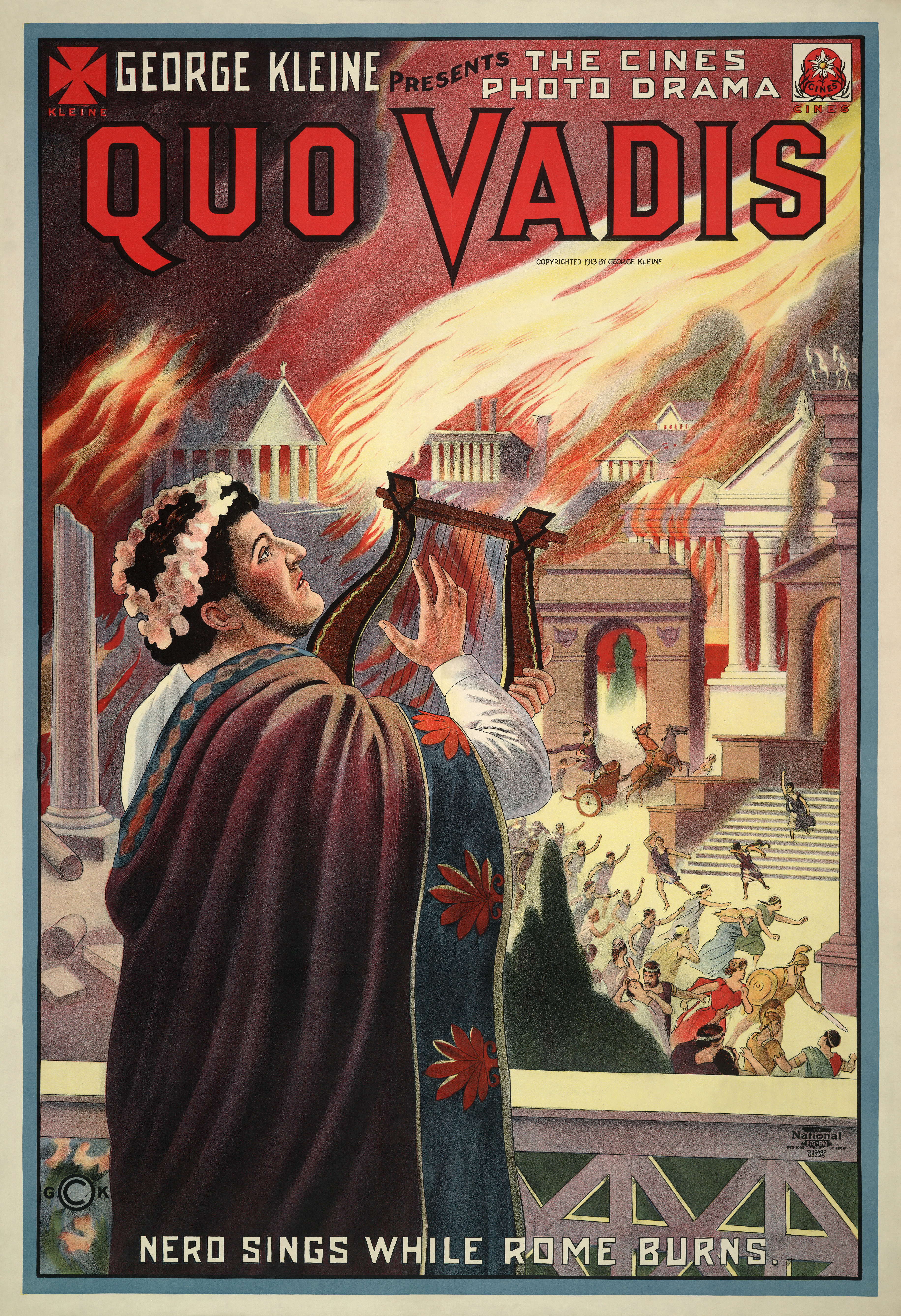
Néron, qui n'a pas pu, puisqu'absent, regarder Rome bruler. Affiche du film Quo vadis, 1913.

Le gout personnel de certains empereurs pour le spectacle dansé va servir, passant du domaine privé au public, à la condamnation de la danse. Il en va ainsi de Caligula : Suétone rappelle sa passion pour les arts de la scène juste après avoir traité de ses débauches et adultère, créant l'amalgame entre comportement privé et spectacle ; Dion Cassius insiste sur la relation passionnée de l'empereur avec le pantomime Mnester ; le tout en liaison avec la possible dérive vers une monarchie à l'orientale, absolutiste. « Avec ces portraits de Caligula, apparaît un phénomène important, qui marque l'histoire des portraits d'empereurs : la pantomime est intégrée à l'argumentation critique et participe de l'image du mauvais roi, viveur, débauché, efféminé et homosexuel »,.
Il en va de même pour Néron dont l'histoire a retenu pendant des siècles l'attachement au spectacle. Suétone développe pour ce monarque poète, musicien, et qui aurait aimé être pantomime selon cet historien, le même schéma que celui qu'il a utilisé pour Caligula : énoncé de la nature vicieuse et cruelle de l'homme, évocation de ses débauches et adultère, exposé de la passion pour les spectacles de pantomime. Eutrope, lui aussi, lie abjection et danse à propos de ce monarque : « Enfin il se prostitua avec tant d'infamie, qu'il dansait et chantait sur la scène en costume de citharède ou d'acteur tragique ». La pantomime, cependant, ne fait pas partie des disciplines agonistiques admises dans les Neronia, nouvelle sorte de jeux, musicaux, gymniques et hippiques, créés par cet empereur et où il aime paraitre.
Florence Dupont et Pierre Letessier concluent que « le goût prononcé d’un empereur pour ce spectacle populaire fait partie, depuis Caligula, des topoi du portrait à charge : c’est la marque d’un empereur débauché, efféminé, et démagogue. Ainsi, cette condamnation politique et morale plaçe la pantomime dans l’histoire comme un élément condamnable. Ce qui explique encore que la pantomime ait disparu si longtemps des histoires du théâtre ».

### Un statut social en évolution
Lorsque les artistes de la scène sont des affranchis (comme souvent dans la partie occidentale de l'Empire), leurs enfants deviennent des citoyens de plein droit, échappant à l’obligation de jouer pour le compte du patron de leur père. Cela va poser problème au milieu du IIIe siècle (apogée de la pantomime, où existe une administration publique pour cet art.) lorsque se produit un besoin accru d'acteurs pour répondre aux besoins de toutes les cités qui se mettent à organiser des jeux publics ; les enfants sont peu à peu contraints d'exercer le métier de leurs parents sans pouvoir toujours discuter de conditions financières intéressantes car « l’inflation des prix faramineuse qu’avaient atteinte les spectacles représentait un risque financier majeur pour les plus petites cités ».
Dans la partie orientale de l'Empire, les artistes sont plus généralement des pérégrins qui reçoivent la citoyenneté romaine par la constitution antonine de Caracalla en 212, ce qui implique en retour l'astreinte à un service, le munus — par exemple pour les artistes l'obligation de participer aux spectacles contre salaire : un munus juridiquement obligatoire et héréditaire. Mais « le munus des comédiens découlait directement d’un statut civique jugé incompatible avec la dignité du citoyen romain. De la même manière que les autres munera étaient répartis en fonction de la dignité des citoyens, cette prestation obligatoire incombait aux citoyens qui étaient jugés, par leur talent, mais aussi leur immoralité supposée et le poids de l’hérédité familiale, les seuls à même de l’assumer. ».
Le caractère héréditaire et obligatoire du munus est confirmé par la législation De scaenicis, composée de treize lois (émises entre 367 et 413 sur le statut des personnels des ludi) qui serviront pour la confection du Code de Théodose. Si elles consacrent bien la nécessité des spectacles comme un fait de civilisation, « elles mettent en évidence aussi la logique et les difficultés d'un État impérial favorable à l'Église chrétienne mais confronté à la nécessité des spectacles et à la christianisation progressive et massive de l'empire, et écartelé entre ces impératifs divergents. ».
Les artistes sont pris en étau entre le marteau et l’enclume : l'État qui les oblige à travailler, et les théologiens et Pères de l'Église qui, dès Hippolyte de Rome, les menacent d'excommunication s'ils travaillent.
Outre ce prêtre, Tertullien et Cyprien de Carthage, au IIe siècle, se sont clairement opposés à la pratique du spectacle considéré comme impudique donc haïssable. Les raisons de Tertullien sont diverses — par exemple : jouer l'amour, la colère, les gémissements, les larmes relève de l'hypocrisie, donc est condamnable ; de même abdiquer son sexe en portant des habits de femme est inacceptable car « il (Dieu) dit dans la loi: « Maudit celui qui porte des vêtements de femme » » ; être exposée à la vue de tout le monde, de tout âge, de toute condition et que sa loge, sa beauté, son tarif soit annoncé par un crieur, est identiquement incriminable. Assister au spectacle est évidemment tout aussi condamnable, et « beaucoup de chrétiens, peu désireux de changer leur mode de vie, restaient catéchumènes toute leur vie et ne changeaient rien à leurs habitudes quotidiennes ».
Danseurs et acteurs ne peuvent recevoir le baptême qu'en se repentant et renonçant à leur activité scénique, ce qui pose le problème de leurs moyens de subsistance puisque même l'enseignement de leur art, sans prestation publique, leur vaut condamnation. La loi du 11 février 371 est prévoyante : si des artistes, baptisés après s’être convertis au christianisme sur leur lit de mort, survivent à leur maladie, ils peuvent abandonner leur métier — il était toutefois demandé au préfet « de veiller à ce que seuls les comédiens au bord du trépas reçussent le baptême, de manière à éviter les fraudes » ; pour les femmes, des lois de 380 et 381 ont confirmé la possibilité pour des comédiennes repenties de quitter leur métier, « mais si, par la suite, en se vautrant dans des étreintes honteuses, l'actrice est convaincue d'avoir trahi la religion qu'elle a revendiquée et fait, en esprit du moins, ce qu'elle avait cessé de faire par devoir, elle doit être ramenée à la scène et y rester sans aucun espoir de pardon jusqu'à ce qu'elle soit une vieille femme ridicule, hideuse de vieillesse et, pas même alors, elle ne doit obtenir le pardon bien qu'elle ne puisse être autre chose que chaste. ».
La diffusion du christianisme et la conversion des artistes expliquent donc la raréfaction du nombre d'artistes aux IIIe et IVe siècle. « Pour conclure sur la question du statut des acteurs et des gens de spectacle dans l’Antiquité tardive, on peut dire que les lois De scaenicis permettent d’appréhender un double processus contradictoire d’asservissement aux lieux de spectacle et de libération des gens de spectacle. L’État, à l’origine de ce double processus, fut confronté à la nécessité de maintenir les spectacles, au désir des gens de spectacle de devenir chrétiens et aux impératifs du droit canon relatifs à l’incompatibilité entre le baptême et l’exercice de la scène ou du cirque. Dans ce double mouvement de libération et d’asservissement, l’État fut de plus en plus soumis aux décisions de l’Église relatives à l’octroi du baptême et donc à la libération des gens de spectacle de leur munus. ».

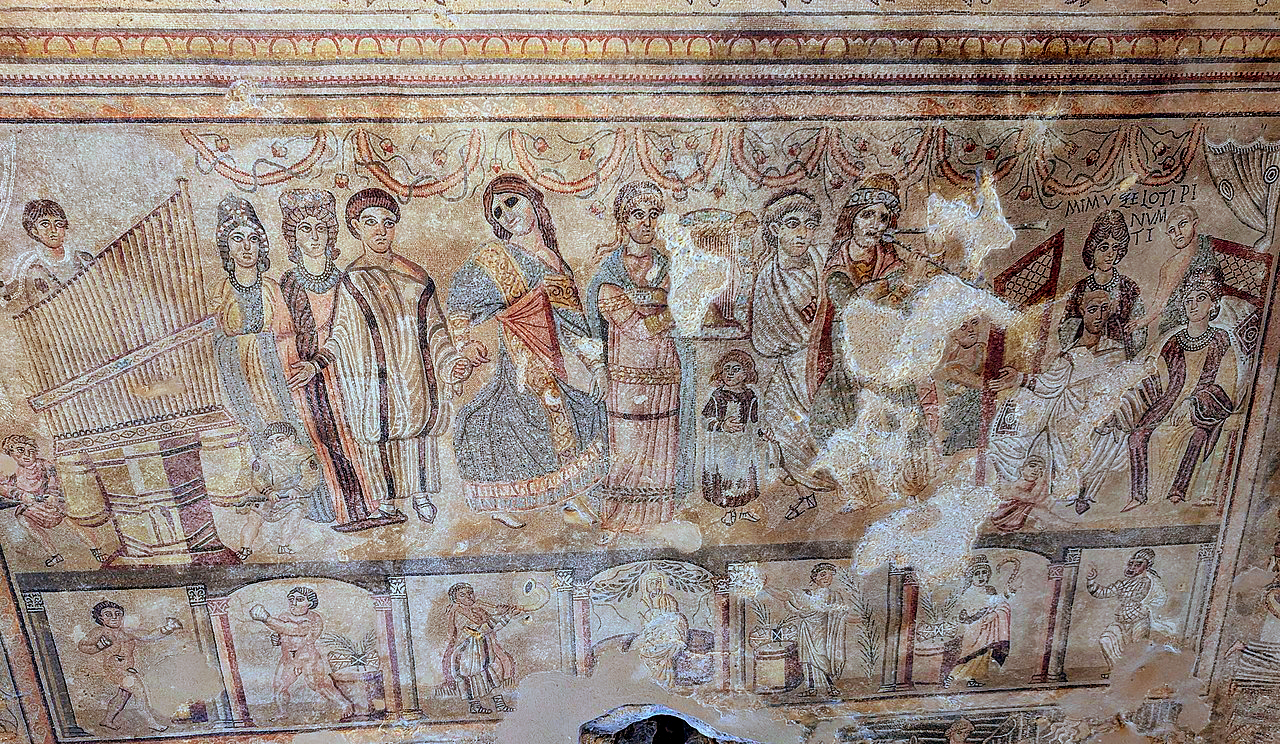
Troupe de mimes et pantomimes de gauche à droite : musicien et orgue hydraulique ; deux enfants actionnant un soufflet ; chœur de deux femmes ; danseur avec scabellum et danseuse avec masque et pallium ; une citharède ; un personnage couronné (poète ?) ; un musicien masqué semblant jouer de tibias ; six mimes jouant « Le Mari jaloux » (inscription MIMV ZELOTIPI NVMTI). Triclinium de la villa romaine de Noheda, entre le et le Ve siècle, découverte en 1984 et fouillée à partir de 2005.

## Après la division de l'Empire romain

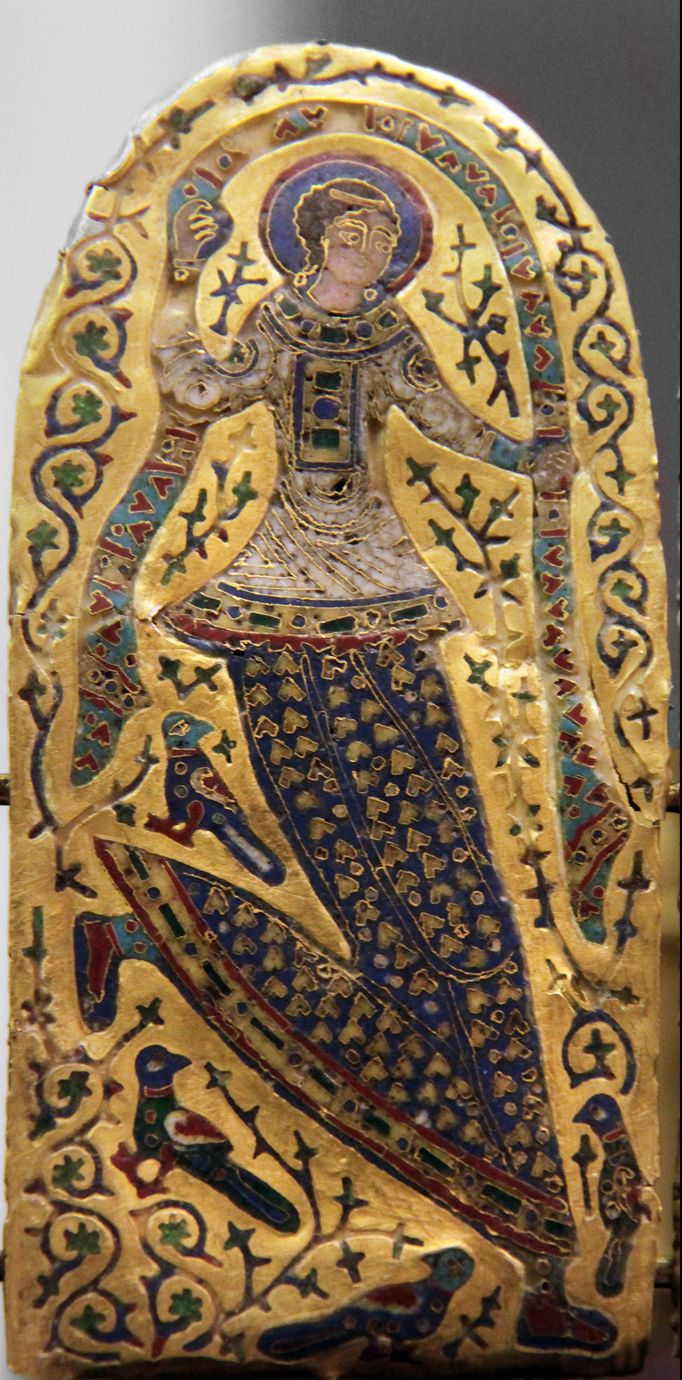
Une des danseuses de la couronne, XIe siècle.

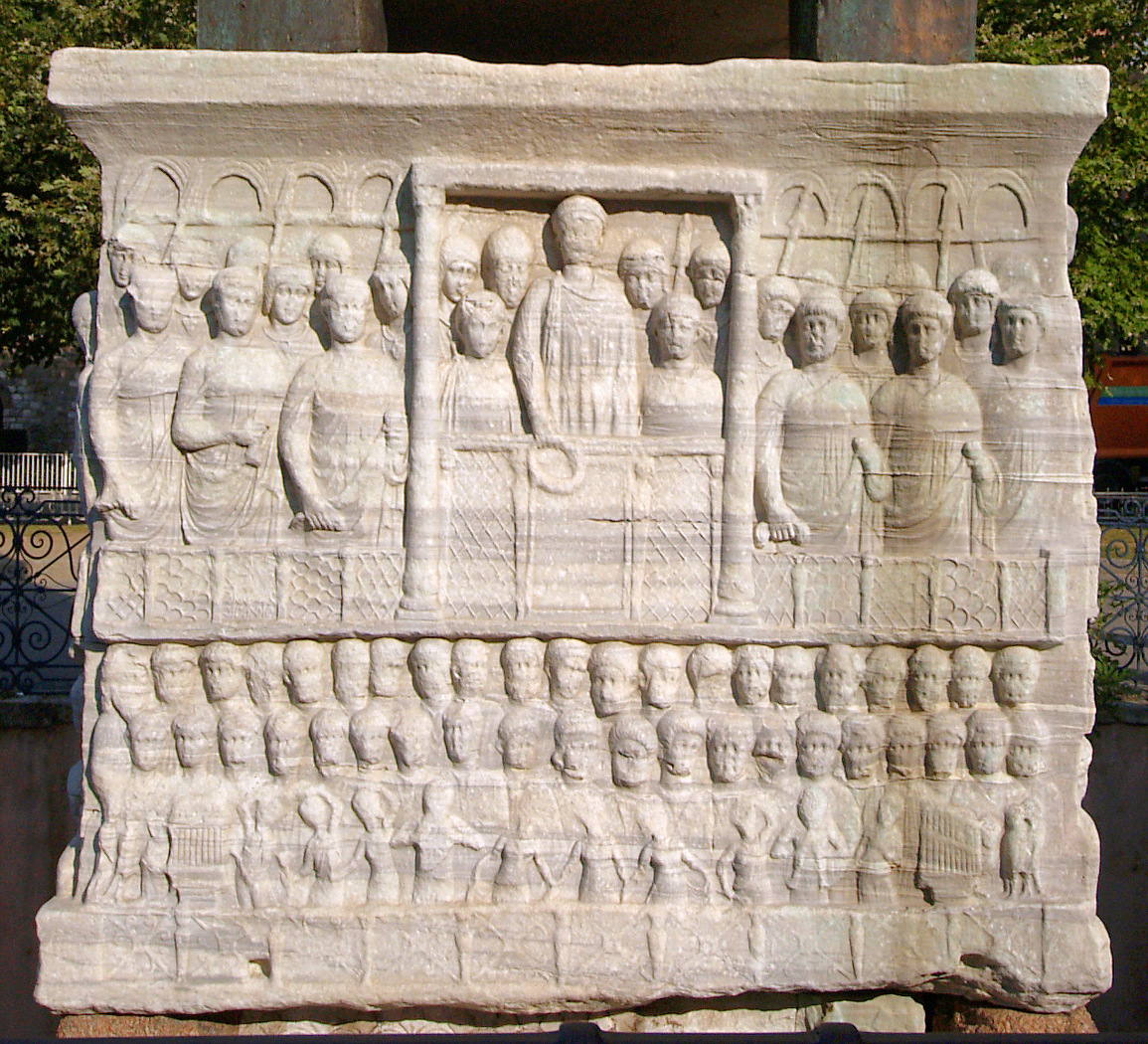
Face est de l'obélisque de Théodose, présentant dans le bas du socle une frise de danseurs et musiciens.

### La danse dans l'Empire byzantin
Pour mémoire : après la division de l'Empire romain, la danse garde de l'importance dans la partie orientale, devenue Empire byzantin, malgré l'opposition du clergé chrétien. On la trouve représentée dans différents secteurs artistiques : la peinture, les ivoires, les bas-reliefs sur pierre et les émaux cloisonnés. Elle est même liée à l’expression d’un rituel d’intronisation impérial et deux danseuses sont incluses dans les personnages représentés sur la couronne de Constantin Monomaque. C'est une fille de danseuse et danseuse elle-même qu'épouse l'empereur Justinien Ier au VIe siècle : Théodora. Même en la dénigrant, Procope de Césarée écrit qu'elle est intervenue dans les affaires de l'État.
La danse sert d'ouverture et d'intermèdes aux courses de chars dont les supporters s'opposent en factions ; les maitres à danser de celles-ci disposent d'importants pouvoirs de nomination de responsables. L'association de la danse aux cérémonies du cirque, qui va aussi produire des émeutes, se maintient jusqu'à passé le Xe siècle comme le démontrent des passages du De ceremoniis (Livre des cérémonies). Les danses des factions, exécutées par leurs dignitaires, participent aux fêtes anniversaires des avènements des empereurs ; d'autres, mimées, entrent dans le chœur de l'église, reproduisant le chœur des anges. « Les aspects religieux et cosmique de ce thème ne cessent de hanter les poètes, les musiciens et les chorégraphes, jusqu'à la Renaissance italienne, tant héritière de Byzance ».

### Résurgence de la pantomime en Europe
À l'ouest, dans ce qui devient l'Europe occidentale médiévale, le mime continue d'exister, alors que la pantomime en disparait. Elle va resurgir au XVIIIe siècle, avec des chorégraphes qui se réfèrent à la pantomime romaine.

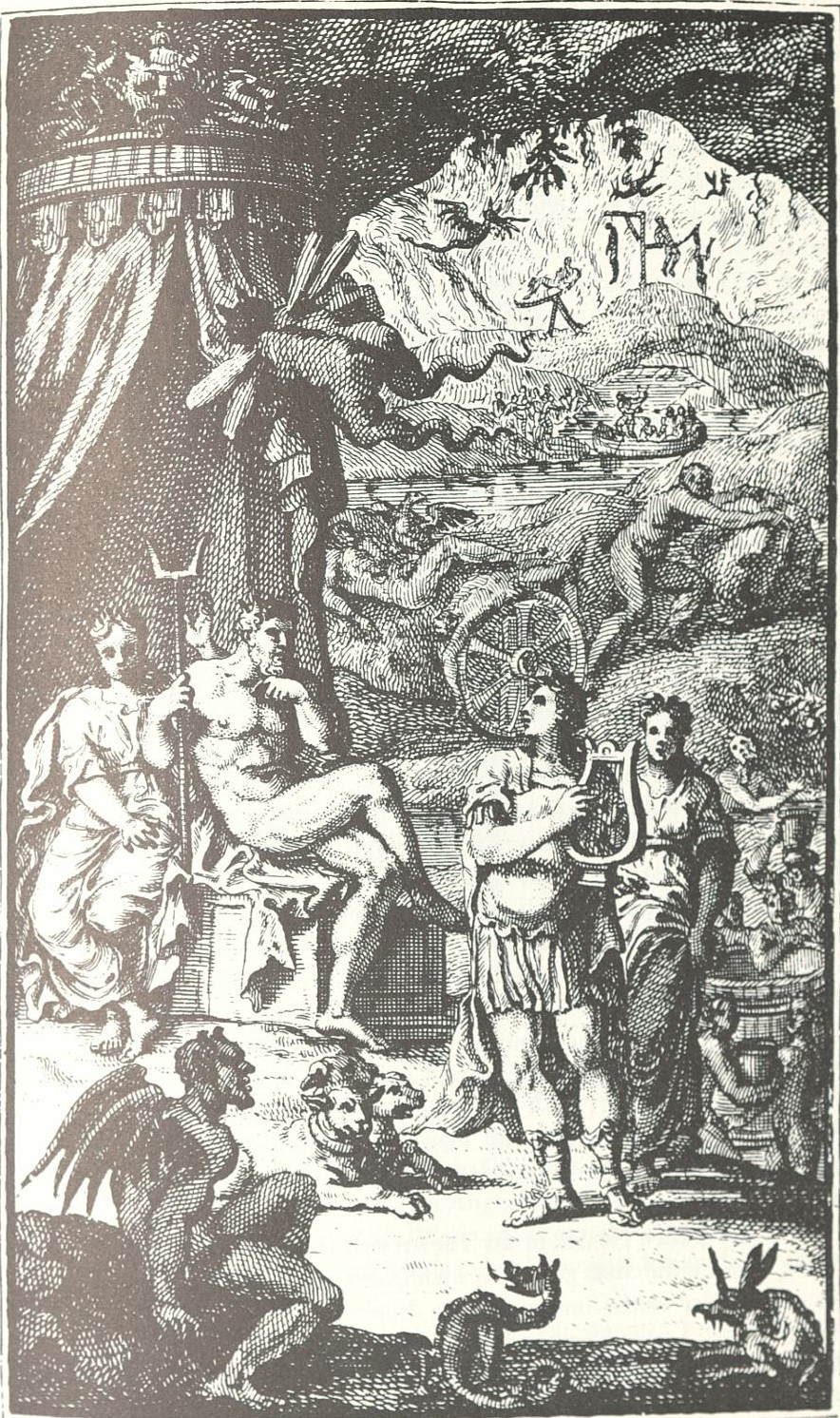
Illustration du ballet Orpheus and Eurydice de John Weaver, auteur inconnu, 1718.

John Weaver la recrée avec ses ballets The Tavern Bilkers (en 1702), dont il aurait affirmé qu’il constitue le premier « divertissement apparu sur la scène anglaise où la Représentation et l'Histoire étaient réalisées uniquement par la danse, l'action et le mouvement », , et The love of Mars and Venus (en 1717) ; Colley Cibber écrit à propos de cette œuvre : « Pour donner même à la danse donc une certaine amélioration et pour en faire quelque chose de plus qu'un mouvement sans signification, la fable de Mars et de Vénus fut transformée en une présentation de danses de caractère, dans laquelle les passions étaient si heureusement exprimées et toute l'histoire si intelligiblement racontée par un muet. Narration de geste seulement, qui permettait même à des spectateurs réfléchis d’être divertis à la fois agréablement et rationnellement. »,.
La pantomime, devenue populaire après Weaver, séduit plusieurs maitres de ballet. Le premier à embrayer sera Franz Hilverding avec Les aventures à Leopoldstadt, Les Paysans de Carinthie, Orphée et Eurydice – en 1752. Suivront Gasparo Angiolini, son disciple, avec Das steinerne Gastmahl (en 1761) dont le livret est considéré comme le manifeste du ballet-pantomime, et Jean-Georges Noverre avec Agamemnon vengé, en 1772. Ces deux chorégraphes se livreront à une bataille épistolaire connue sous l'appellation de la Querelle des Pantomimes. Ils poursuivent pourtant un même but : révolutionner la danse de leur époque, difficile techniquement, virtuose mais vide de sens, dominée par la symétrie des ensembles, influencée par la Commedia dell'arte dont elles reprend les lazzis, les gestes, les sauts et les postures indécentes. Ils vont faire « référence à l'Antiquité, la nature, la mimèsis et l'expression des passions », orientant leurs créations vers le genre héroïque et tragique, et se référant à Lucien, Pylade, Bathylle et à la pantomime antique.

### Les symboles romains dans leballet classique

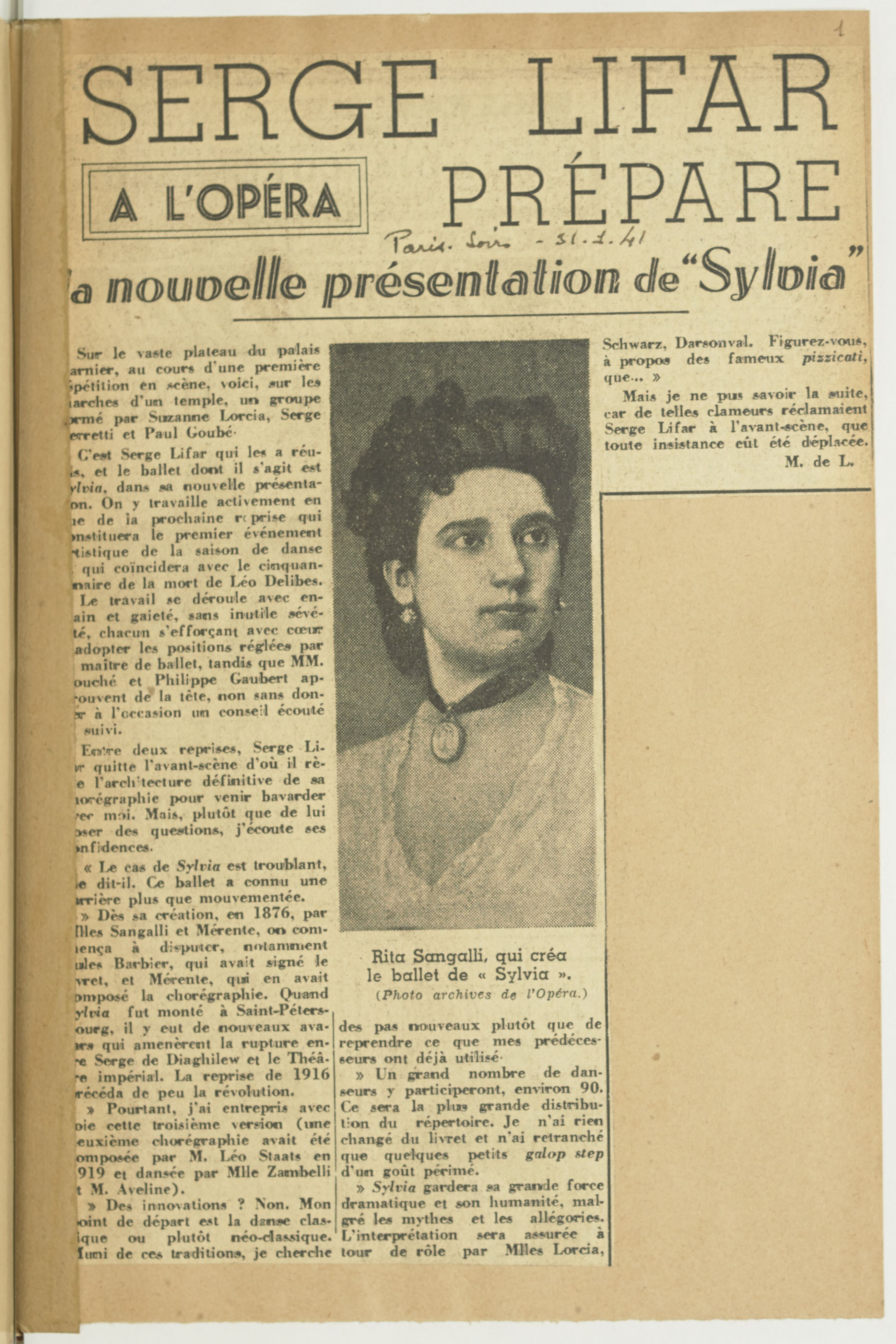
Annonce du ballet Sylvia par Serge Lifar, Paris-Soir, 1941.

Pour les générations suivantes de chorégraphes et danseurs classiques qui créent les ballets-pantomimes, « pantomime et mise sont utilisés sans distinction pour désigner les scènes où les danseurs remplacent la danse par une expression corporelle destinée à faire progresser la narration ». Codifée au XIXe siècle, la pantomime dans le ballet classique devient un ensemble de gestes définis et transmis aux générations suivantes dont la technique s'enseigne dans les grands opéras italiens, français et russes. Certains danseurs se spécialisant, des catégories de « danseur mime » naissent dans certains théâtres.
Chorégraphes et maitres de ballet, compositeurs et autres artistes du XVIIe siècle au XXIe siècle apprécient les personnages de la mythologie ou de l'histoire romaine comme Flore (avec ou sans Zéphyr), Diane et sa nymphe Sylvia — thème travaillé du XIXe siècle au XXIe siècle, et par lequel Serge Lifar, « en substituant aux interminables « pantomimes » de vraies scènes de danse », impose son style néo-classique. Le ballet Horace et les Curiaces, de Noverre, est un échec à Paris (alors que ce ballet est apprécié à l'étranger) car l'œuvre comporte selon la critique trop de scènes de pantomime et trop peu de danse. Dans son ballet Spartacus, Leonid Jacobson s'inspire directement des statues et fresques antiques, délaisse les formes traditionnelles de la danse classique et les pointes pour des mouvements naturels transformés en gestes dansés. Vénus (avec ou sans Mars) a inspiré plus de vingt chorégraphes. Bacchus rivalise avec elle – surtout dans l'épisode des bacchanales traité notamment par Viganò, Aumer, Perrot, Lucien Petipa (sur la musique du Tannhäuser de Wagner, Mordkin, Duncan, Fokine, Graham, Page et Kreutzberg, Yakobson, Jooss, Laban, Béjart. Carlo Blasis, vers 1820, compose une contredanse pour huit personnes ou quatre couples, qu'il nomme les Bacchantes, « bien que le caractère de sa composition ne soit nullement en rapport avec le leur. ».

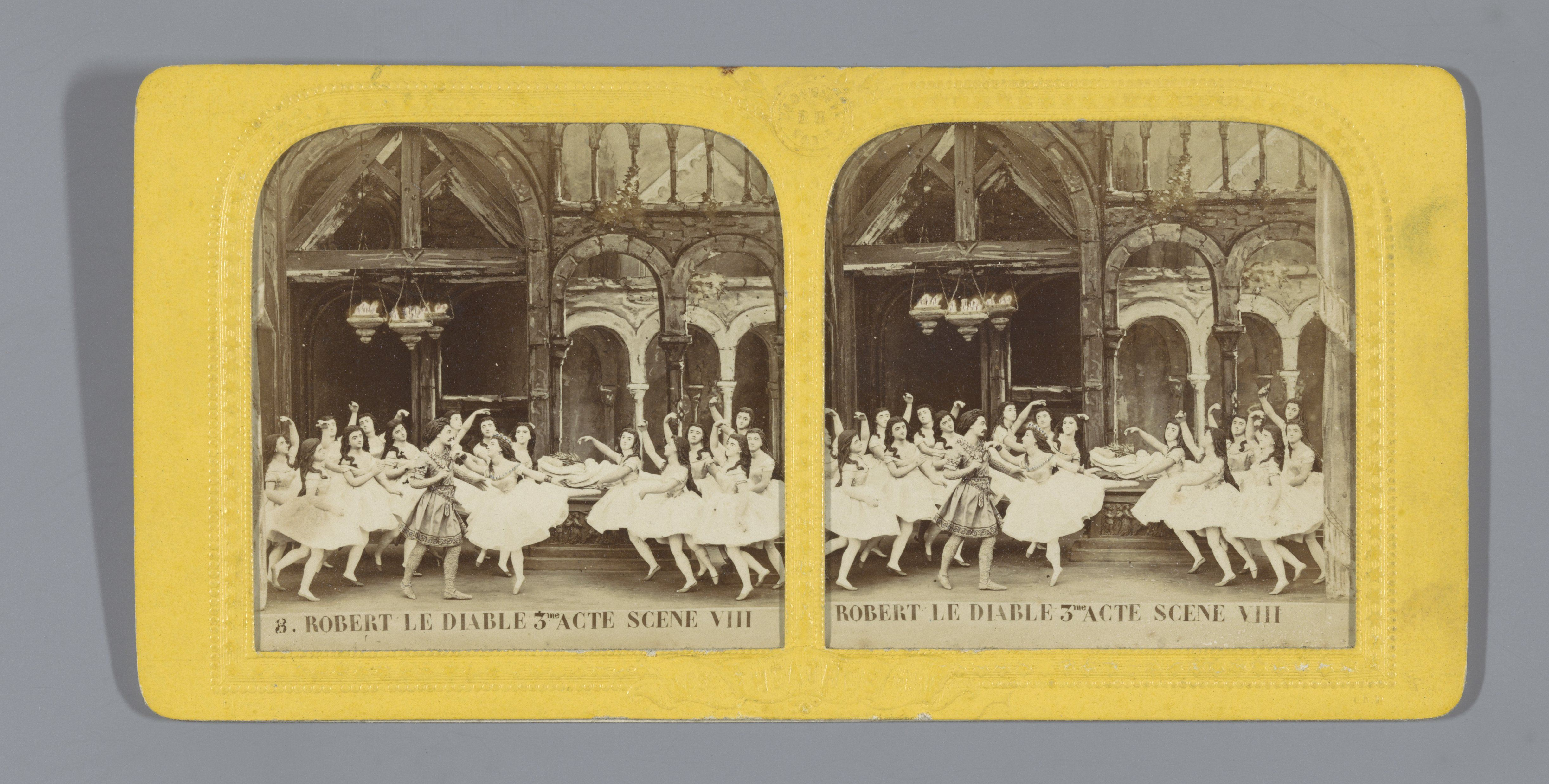
Bacchanale de Robert le diable, carte stéréoscopique, ca 1873.

Si la bacchanale a désigné des compositions vocales sur des thèmes populaires et burlesques à l'époque de la Renaissance florentine, elle désigne un type de ballet dès le XIXe siècle par un ajout de Gaspare Spontini aux Danaïdes d'Antonio Salieri, vivement apprécié par Hector Berlioz ; la bacchanale, divertissement inspiré des danses bacchiques désordonnées et teintées d'érotisme, est insérée en France pour satisfaire les messieurs désireux de se rincer l’œil après repas, ce qui les faisait arriver au milieu du spectacle, au deuxième ou troisième acte de grands opéras :  Samson et Dalila de Saint-Saëns, Robert le Diable (opéra) de Giacomo Meyerbeer sont des réussites. Richard Wagner ne respectant pas cette habitude en plaçant la bacchanale au 1er acte, juste après l'ouverture, ces spectateurs ne peuvent voir les danseuses et Tannhäuser est un échec. Au XXe siècle, la commande d'une œuvre musicale de percussions par la danseuse Syvilla Fort pour sa Bacchanale amène John Cage à créer en 1938 son invention la plus célèbre, le piano préparé.

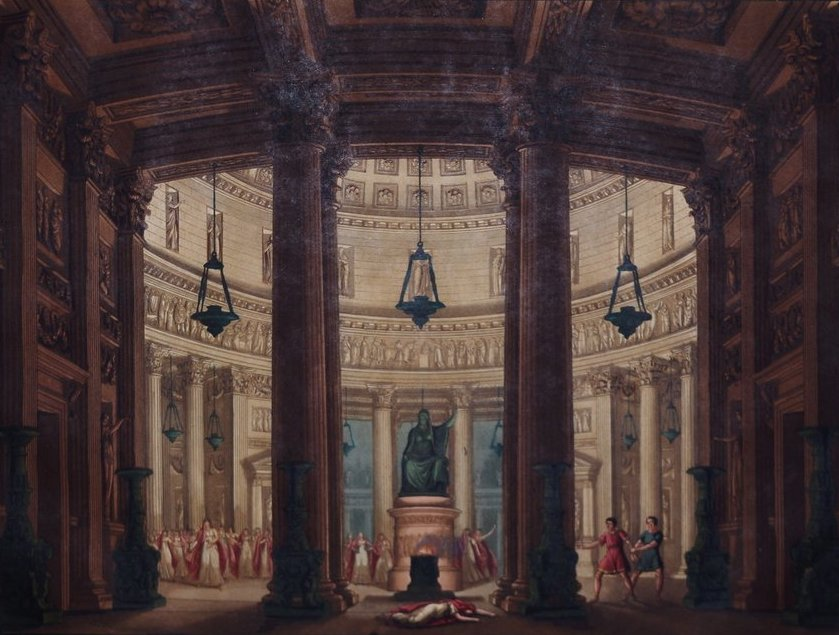
Décor d'Alessandro Sanquirico pour La Vestale, 1818.

La Vestale, ballet en cinq actes inspiré à Salvatore Viganò par les sculptures d'Antonio Canova, raconte la mise à mort pour sacrilège d'une vestale qui a laissé s'éteindre le feu sacré, dans une mise en scène grandiose qui présente notamment le public du Circus Maximus assistant à une véritable course de chevaux, dont Stendhal écrit : « Les Romains aimaient les courses de char avec fureur. L'immortel Vigano, si inconnu en France, nous a rendu ce spectacle au premier acte de l'admirable ballet La Vestale » ; il dit aussi de cette œuvre « C'est aussi fort que le plus atroce de Shakespeare. C'est un art dont on ne se doute pas où vous êtes. La Vestale a fait violer la règle. ». Olivier Marmin, danseur, chroniqueur, enseignant en histoire de la danse, qui le cite, ajoute que les sujets traités par ce chorégraphe italien sont de vrais peplum avant la lettre.

### La décadence imaginaire dans la littérature

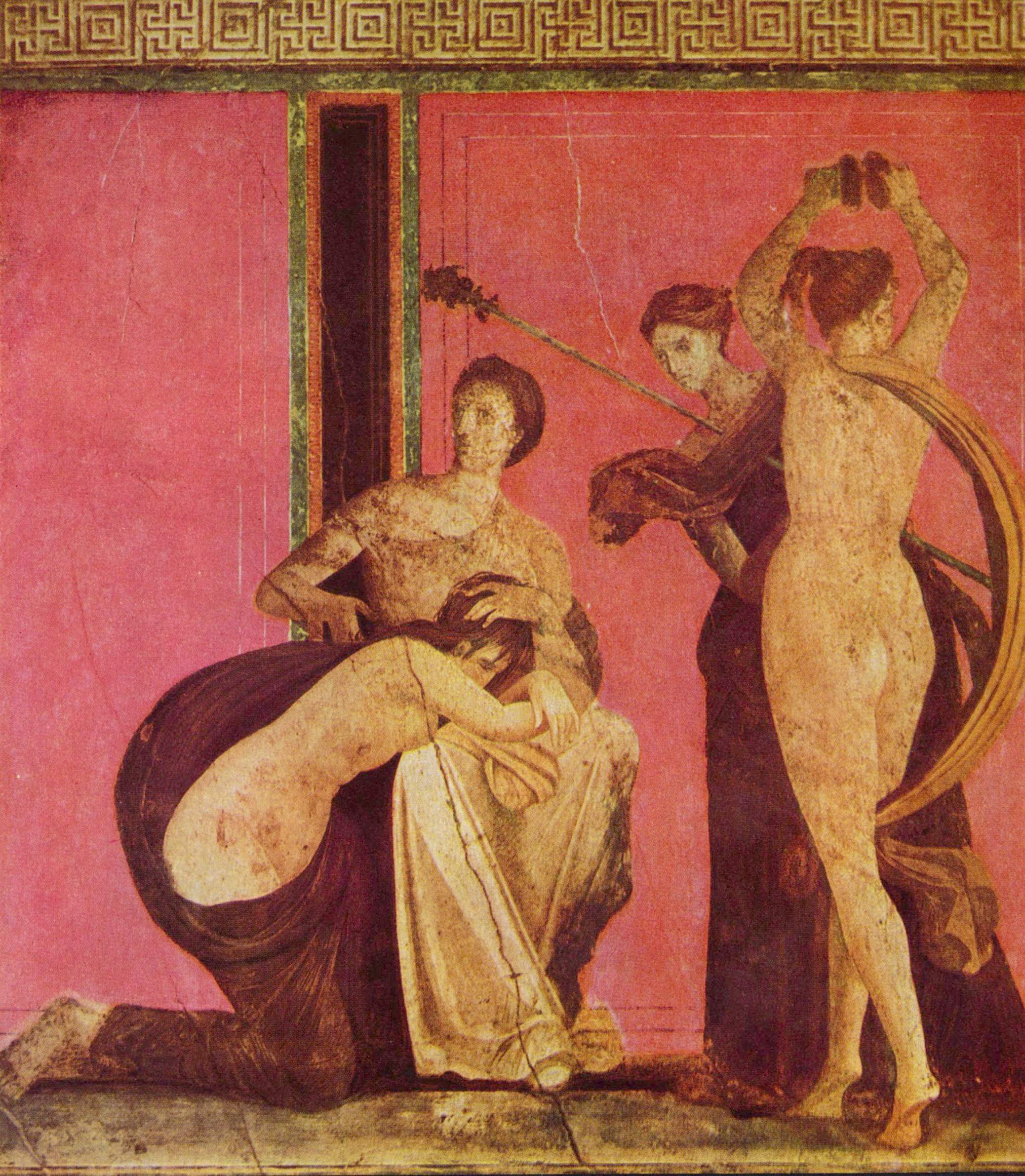
Danseuse nue jouant des cymbales, fresque, Villa des Mystères, Pompéi.

La découverte de Pompéi au XVIIIe siècle a alimenté au XIXe un engouement pour les romans se déroulant dans l'Antiquité romaine, engouement qui débute avec Les Derniers Jours de Pompéi (1834) d'Edward Bulwer-Lytton et qui se poursuit pendant des décennies. Ces romans ont souvent des danseuses comme protagonistes – exemple : La Danseuse de Pompéi de Jean Bertheroy, 1899. Plusieurs de ces œuvres font référence à une épitaphe antique contenant les mots saltavit et placuit, « elle/il dansait et plaisait ». La fascination fin-de-siècle pour les spectacles sensationnels trouve ainsi son reflet dans la décadence imaginaire de la Rome antique, illustrée par les fresques pompéiennes. Des études sur les épitaphes et les inscriptions honorifiques des danseurs romains ont effectivement montré que certains d'entre eux ont joui de gloire et de richesse, et qu'ils étaient très aimés de leurs familles et de leurs pairs ; ainsi en fut-il de la danseuse Licinia Eucharis, morte à l'âge de 14 ans,.

### La danse de Rome au cinéma

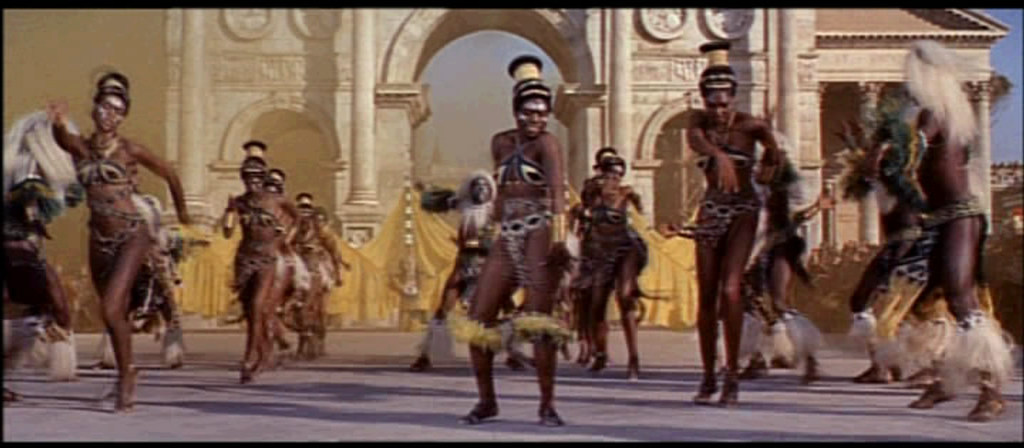
Capture d'écran du film Cléopâtre, 1963 : « (…) bien sûr, selon les normes d'Hollywood de 1963, ces danseurs ressemblent davantage à des danseurs noirs californiens qu'aux tribus sujettes de Basse-Égypte ».

Le péplum, genre cinématographique né en Italie mais produit par les USA à partir des années 60, a usé de l'histoire de la Rome antique et intégré des scènes de danse sans, pour autant, qu'elles aient fait l'objet de recherches approfondies ; leur esthétique relève à la fois de la danse classique, du music-hall et de la danse orientale voire de danses à la mode (samba, mambo, ou danse « sauvage » inspirée de la Revue nègre, très en vogue dans l'entre-deux-guerres, réalisée par des danseurs noirs).
Depuis Quo vadis en 1951, en passant par Ben-Hur, Cléopâtre, etc. , le succès commercial du péplum et de ses rediffusions télévisuelles a fortement influencé l’idée que le grand public se fait de la Rome ancienne. On y trouve très régulièrement des processions dansantes de jeunes filles lançant des fleurs, des danses de type dionysiaques donc lascives pendant les banquets accompagnées par harpes, cymbales et flutes, des défilés rythmiques avec fanfares de trompettes, des scènes dansées dans les tavernes, d'autres réalisées avec un partenaire animal (un python dans Les derniers Jours de Pompéi), des danses guerrières sur des fonds musicaux non authentiques (même si la promotion affirme l'existence de recherches scientifiques) créant une sorte de genre musical : la musique de péplum. Les danseurs professionnels sont dirigés, généralement dans des ensembles, par des chorégraphes parfois célèbres comme Hermes Pan ; l'un des rares solos a mis en valeur les talents de Ludmila Tcherina dans le rôle d'Amitys dans le Spartacus de Riccardo Freda dont le chorégraphe n'est pas cité, .

### La danse romaine dans la BD

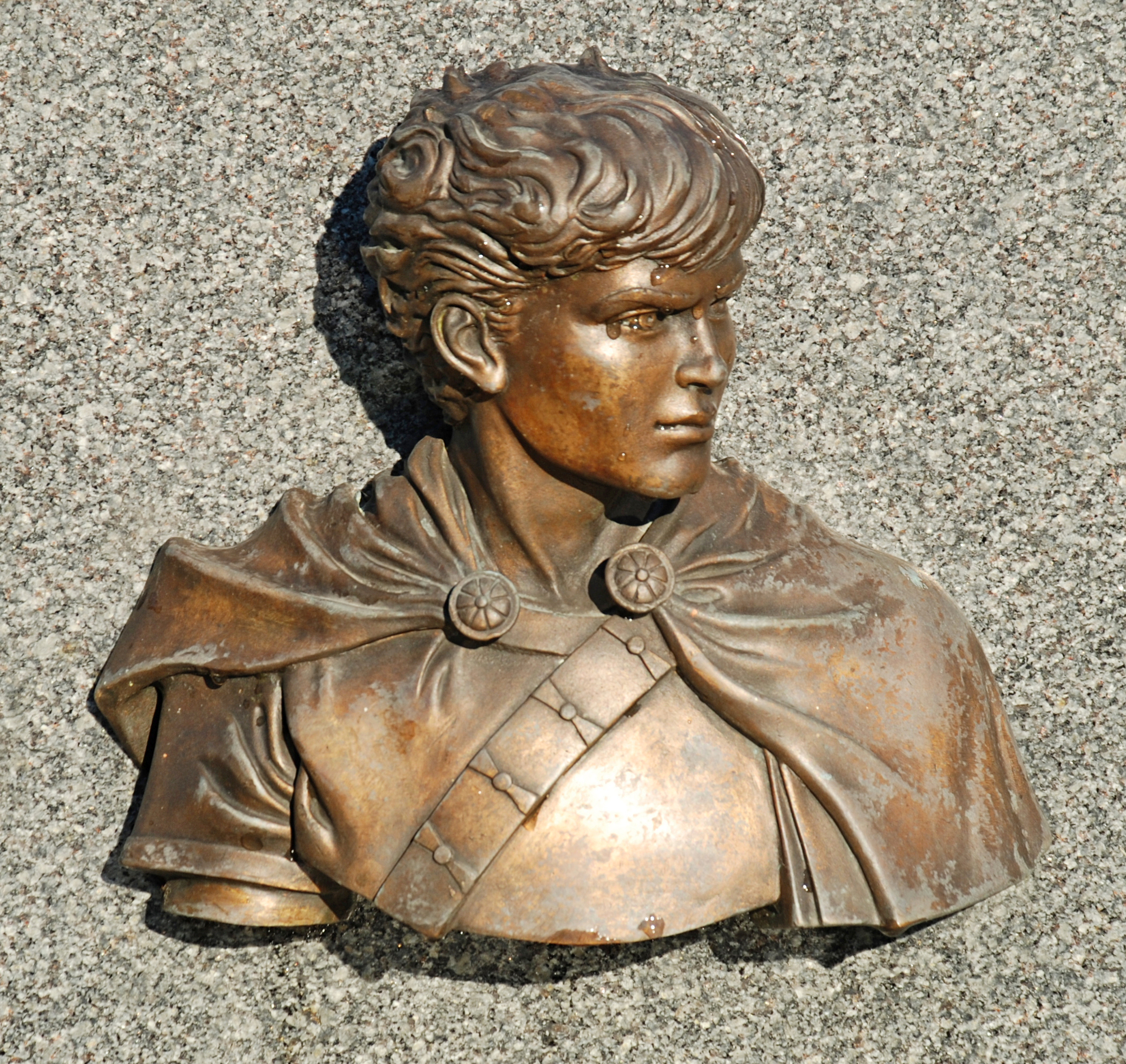
Buste d'Alix ornant la tombe de Jacques Martin dans le cimetière de Céroux, Belgique.

En bande dessinée, si les anciles des saliens apparaissent dans Les Boucliers de Mars de Gilles Chaillet et Christian Gine, c'est dans la série des Alix de Jacques Martin que la danse est vraiment présente à Rome « d'une façon pertinente, inscrite dans un monde, révélatrice des mœurs d'une société, d'une civilisation, de contextes artistiques. Mais elle est aussi actrice, motrice (…) ». Olivier Marmin relève que Jacques Martin l'introduit sur différents niveaux dans son œuvre : représentation dans le décor (fresques, bas-reliefs de la cité du Dieu sauvage), évocation de l'immortalité (dans Le Tombeau étrusque), existence des danses de rues (dans L'Île maudite), présence au théâtre comme dans les  festins privés (Le Fils de Spartacus où Marmin se réfère aux amis de Catilina vus par Cicéron et la dispute de celui-ci avec Roscius et où il constate la présence de statues dansantes comme Serge Lifar les a imaginées dans son ballet Entre deux rondes, soulignant le gout de ces scènes d'illusion noté par Vincent Voiture au XVIIe siècle), opposées aux mouvements figés (dans La Griffe noire) qui rappellent les danses macabres en noir et blanc de la mosaïque romaine. Olivier Marmin note le malaise devant la danse d'un travesti (dans L'Enfant grec), le rituel des pleureuses (dans Le Sphinx d'or), l'abrutissement des prisonniers dansants (dans Les Proies du volcan) et conclut qu'« on vole au-dessus des plaisirs et des angoisses comme ce danseur de corde : «  et il est vrai que le danseur de corde qui s'exhibait était comme porté, chaussé de cothurnes, dans le vent. Histoire Auguste ».